# Robert Lewandowski
Robert Lewandowskiⓘ (ur. 21 sierpnia 1988 w Warszawie) – polski piłkarz, występujący na pozycji środkowego napastnika w hiszpańskim klubie FC Barcelona. W latach 2008–2025 i ponownie od 2025 reprezentant Polski, w latach 2014–2025 kapitan reprezentacji Polski.
Uczestnik Mistrzostw Europy 2012, 2016, 2020, 2024 oraz Mistrzostw Świata 2018 i 2022.
Uważany za jednego z najlepszych piłkarzy swojego pokolenia na świecie i jednego z najlepszych środkowych napastników w historii piłki nożnej. Zdobywca ponad 600 goli w seniorskich rozgrywkach klubowych i reprezentacyjnych.
Po zdobyciu korony króla strzelców polskiej trzeciej i drugiej ligi w 2008 trafił do Lecha Poznań, z którym sięgnął po mistrzostwo Polski i tytuł króla strzelców Ekstraklasy. W 2010 został zawodnikiem Borussii Dortmund, w barwach której zdobył dwa krajowe tytuły, koronę króla strzelców Bundesligi i dotarł do finału Ligi Mistrzów UEFA. W 2014 przeniósł się do Bayernu Monachium, z którym zdobywał mistrzostwo Niemiec w każdym z ośmiu rozegranych sezonów, poza tym sześciokrotnie został najlepszym ligowym strzelcem i przekroczył barierę 250 goli w Bundeslidze, dokonując tego najszybciej w historii. W 2020 sięgnął z klubem po potrójną koronę, wygrywając mistrzostwo, puchar Niemiec i rozgrywki Ligi Mistrzów UEFA, ponadto został królem strzelców wszystkich rozgrywek, w których występował. W 2021 sięgnął z Bayernem po Klubowe mistrzostwo świata, a sam został wybrany najlepszym zawodnikiem turnieju. Jest drugim najlepszym strzelcem w historii Bundesligi, najskuteczniejszym obcokrajowcem w Bundeslidze, a także rekordzistą pod względem goli strzelonych w jednym sezonie Bundesligi (41 bramek). W 2022 za 45 milionów euro opłaty stałej jako najdroższy polski piłkarz w historii został zawodnikiem hiszpańskiego klubu FC Barcelona. W sezonie 2022/2023 zdobył z klubem mistrzostwo Hiszpanii oraz Superpuchar Hiszpanii, zostając królem strzelców obu rozgrywek, w sezonie 2023/2024 ponownie wygrał z Barceloną Superpuchar Hiszpanii, w sezonie 2024/2025 sięgnął z nią po mistrzostwo Hiszpanii, Puchar Króla i Superpuchar Hiszpanii, przełamując barierę 100 bramek zdobytych dla klubu. 
Jest jednym z sześciu polskich piłkarzy – zdobywców Pucharu Europy, jednym z dwóch polskich piłkarzy zdobywców – Pucharu Klubowych Mistrzostw Świata, a także trzecim najlepszym strzelcem w historii Ligi Mistrzów UEFA.
Jest członkiem Klubu Wybitnego Reprezentanta reprezentacji Polski, rekordzistą pod względem liczby występów w reprezentacji Polski i jej najlepszym strzelcem w historii, wybranym do najlepszej drużyny stulecia Polskiego Związku Piłki Nożnej. Z dorobkiem 85 goli jest jednym z najlepszych strzelców w historii reprezentacji narodowych. Jest jedynym polskim piłkarzem, który zdobywał bramki podczas trzech turniejów finałowych mistrzostw Europy. 
Jako jedyny Polak w historii otrzymał nagrody Piłkarza Roku FIFA (dwukrotnie) i Piłkarza Roku UEFA, a także Europejski Złoty But (dwukrotnie). Laureat 2. miejsca w plebiscycie Złotej Piłki oraz zdobywca nagrody dla Napastnika Roku w 2021, przyznawanej przez „France Football”. Jest najwyżej sklasyfikowanym Polakiem w historii w tym plebiscycie. Z dorobkiem 27 trofeów jest najbardziej utytułowanym polskim piłkarzem w historii. Zdobywając pięć goli w ciągu dziewięciu minut, w ligowym meczu z Wolfsburgiem w 2015, zapisał się w księdze rekordów Guinnessa. Jedenastokrotnie wybierany był Piłkarzem Roku w plebiscycie „Piłki Nożnej”, ponadto trzykrotnie zwyciężył w plebiscycie „Przeglądu Sportowego” oraz został wybrany polskim piłkarzem stulecia. Jest laureatem Wielkiej Honorowej Nagrody Sportowej Polskiego Komitetu Olimpijskiego za osiągnięcia w 2020, a także najlepszym strzelcem na świecie 2020 i członkiem drużyny dekady według Międzynarodowej Federacji Historyków i Statystyków Futbolu. W 2020 został uznany przez Światowe Stowarzyszenie Prasy Sportowej (AIPS) za najlepszego wśród mężczyzn Sportowca Roku w Europie i dwukrotnie na świecie w 2020 i 2021, ponadto został uznany sportowcem roku w Europie w Ankiecie PAP i najbardziej wpływowym człowiekiem w polskim sporcie według magazynu „Forbes”. Od 2014 jest ambasadorem dobrej woli UNICEF. W 2021 został odznaczony Krzyżem Komandorskim Orderu Odrodzenia Polski za „wybitne osiągnięcia sportowe i promowanie Polski na arenie międzynarodowej”.

## Młodość i wykształcenie
Urodził się w Warszawie jako drugie dziecko Iwony (z d. Dembek) i Krzysztofa Lewandowskich. Pochodzi z rodziny o sportowych tradycjach – ojciec uprawiał judo i grał w piłkę nożną w trzecioligowym Hutniku Warszawa, a matka była siatkarką pierwszoligowego AZS Warszawa oraz lekkoatletką, a po śmierci męża w 2005 objęła po nim funkcję kierownika hali sportowej w Lesznie, następnie pełniła funkcję wiceprezesa miejscowego klubu Partyzant i była nauczycielką wychowania fizycznego. Robert ma starszą o trzy lata siostrę, Milenę, która należała do kadry narodowej juniorek w siatkówce.
Wychowywał się w Lesznie, gdzie ukończył naukę w szkole podstawowej i gimnazjum w Zespole Szkół Publicznych im. Stefana Batorego. Uczęszczał do LXII Liceum Ogólnokształcącego Mistrzostwa Sportowego im. Generała Broni Władysława Andersa w Warszawie, ale w 2005 – chcąc poświęcić się codziennym treningom w Legii Warszawa – podjął naukę wieczorową w LVIII LO im. Krzysztofa Kamila Baczyńskiego w Warszawie. Po dołączeniu do Znicza Pruszków w 2006 powrócił jednak do swojego macierzystego liceum, w którym w maju 2007 zdał maturę. Następnie rozpoczął studia w Wyższej Szkole Edukacji w Sporcie w Warszawie. 9 października 2017 z wyróżnieniem obronił pracę licencjacką na kierunku wychowanie fizyczne o specjalizacji trenersko-menedżerskiej, a 5 października 2020 uzyskał tytuł magistra, broniąc pracy dotyczącej analizy składu ciała i wydolności tlenowej studentów WSES.
Od dzieciństwa interesował się grą w piłkę nożną, podbijał piłkę nogą także m.in. podczas odrabiania lekcji oraz spożywania posiłków z rodziną. Chcąc udoskonalić technikę gry, nagrywał swoje treningi w przydomowym ogrodzie, po czym analizował nagrania. Jego piłkarskimi idolami byli Roberto Baggio, Alessandro Del Piero i Thierry Henry. W młodości próbował sił także w innych dyscyplinach sportu: w okresie od szkoły podstawowej do końca gimnazjum trenował biegi przełajowe i był mistrzem województwa mazowieckiego swojej kategorii wiekowej, reprezentował swoją szkołę w piłce ręcznej, a poza tym przez krótki czas trenował judo, boks i siatkówkę, a także tenisa stołowego.

## Kariera klubowa

### Początki
Karierę piłkarską rozpoczął w Partyzancie Leszno – nie był oficjalnie zawodnikiem tego klubu, ale mógł uczestniczyć w treningach dzięki swemu ojcu, który był trenerem i prezesem klubu, a czasem był wystawiany w meczach. W 1994, mając sześć lat, został zapisany do Varsovii Warszawa, gdzie występował przez siedem lat w drużynach młodzieżowych i juniorskich. Początkowo z powodu braku grupy szkoleniowej w jego wieku trenował ze starszymi o dwa lata od siebie zawodnikami, z czasem dołączył do nowo powstałej w klubie drużyny o nazwie „Żaki”, przeznaczonej dla chłopców z rocznika 1988. W czasie, gdy występował w grupie chłopców z rocznika 1986, rocznik ten został włączony do Polonii Warszawa i przez ponad rok występował jako „Polonia/Varsovia Warszawa”. Jego pierwszym trenerem był Marek Siwecki, następnie trenował pod okiem Krzysztofa Sikorskiego i Marka Krzywickiego. W tamtym czasie wyróżniał się niskim wzrostem i niewielką masą ciała, dlatego nosił pseudonim „Bobek”. Z powodu mikrej postury w 2002 zrezygnowano z powoływania go do kadry Mazowsza.
Znacząca poprawa warunków fizycznych tuż przed ukończeniem 16. roku życia (w połączeniu z prezentowanymi umiejętnościami) spowodowała, że w drugiej połowie 2004 zainteresowała się nim Legia Warszawa. W lutym 2005 trafił do IV-ligowej Delty Warszawa, która uchodziła za zaplecze Legii. Nim jednak zdążył po raz pierwszy zagrać w zespole seniorskim, zmarł jego ojciec. Debiutancki mecz w barwach Delty rozegrał 24 marca 2005 w 20. ligowej kolejce przeciwko Narwi Ostrołęka (przegrana „u siebie” 1:2) – było to zarazem jego pierwsze oficjalne spotkanie w rozgrywkach seniorskich. W końcówce sezonu 2004/2005 strzelił dla Delty cztery bramki w lidze, a jego drużyna zajęła piąte miejsce w tabeli mazowieckiej grupy IV ligi.
Po rozwiązaniu Delty przeszedł do Legii, z którą 1 lipca 2005 podpisał roczny kontrakt, stając się oficjalnie zawodnikiem klubu. Cały sezon 2005/2006 rozegrał w III-ligowych rezerwach Legii, zdobył dwie bramki. Pod koniec sezonu doznał kontuzji (naderwanie mięśnia w przyczepie kości guza kulszowego). 30 czerwca 2006 wygasła jego umowa z Legią i choć pojechał z pierwszą drużyną na letnie zgrupowanie, a ówczesny trener Dariusz Wdowczyk widział dla niego miejsce w zespole, nie zaproponowano mu nowego kontraktu. Lewandowski często określał tę sytuację „pierwszym ciosem sportowym od życia”.

### Znicz Pruszków
W lipcu 2006 podpisał umowę z trzecioligowym Zniczem Pruszków, który zapłacił za niego 5 tys. zł. Szkoleniowiec klubu, Andrzej Blacha, już rok wcześniej chciał ściągnąć Lewandowskiego do prowadzonego przez siebie Hutnika Warszawa. 6 czerwca 2007 strzelił dwa gole w meczu z Concordią Piotrków Trybunalski, po którego wygraniu 4:0 klub awansował do drugiej ligi. W ciągu dwóch sezonów strzelił dla Znicza 38 goli – 37 w rozgrywkach ligowych i jedną w Pucharze Polski. W sezonach 2006/2007 oraz 2007/2008 był królem strzelców odpowiednio trzeciej i drugiej ligi.

### Lech Poznań

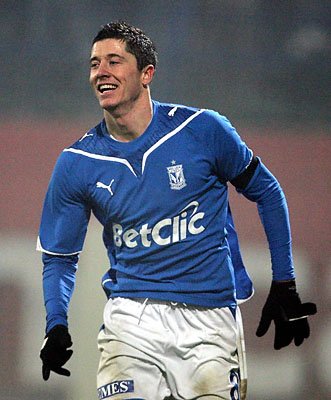
Robert Lewandowski w barwach Lecha Poznań (2009)

18 czerwca 2008 został sprzedany do Lecha Poznań za kwotę prawie 1,5 mln zł. W Ekstraklasie zadebiutował 8 sierpnia w 67. minucie meczu 1. kolejki z GKS-em Bełchatów; w trakcie spotkania zdobył swojego pierwszego gola w lidze. W grudniu został uznany przez tygodnik „Piłka Nożna” za największe odkrycie 2008 roku w Polsce. W styczniu 2009 redakcja serwisu imscouting.com umieściła go na liście „10 najbardziej obiecujących piłkarzy”, znalazł się także na 32. miejscu listy „50 najbardziej obiecujących zawodników do lat 23.”, sporządzonej przez brytyjski dziennik „The Times”.
W sezonie 2008/2009 zdobył z Lechem Puchar Polski, pokonując w finale Ruch Chorzów (1:0). Latem 2009 sięgnął po Superpuchar Polski, a w meczu o to trofeum (przeciwko Wiśle Kraków) strzelił jednego gola oraz wykorzystał „jedenastkę” w konkursie rzutów karnych. 15 maja 2010 zdobył z Lechem mistrzostwo Polski, a sam – z 18 bramkami na koncie – wywalczył koronę króla strzelców Ekstraklasy. Wystąpił łącznie w 82 oficjalnych spotkaniach Lecha, strzelił w nich 41 bramek i zanotował 20 asyst.

### Borussia Dortmund

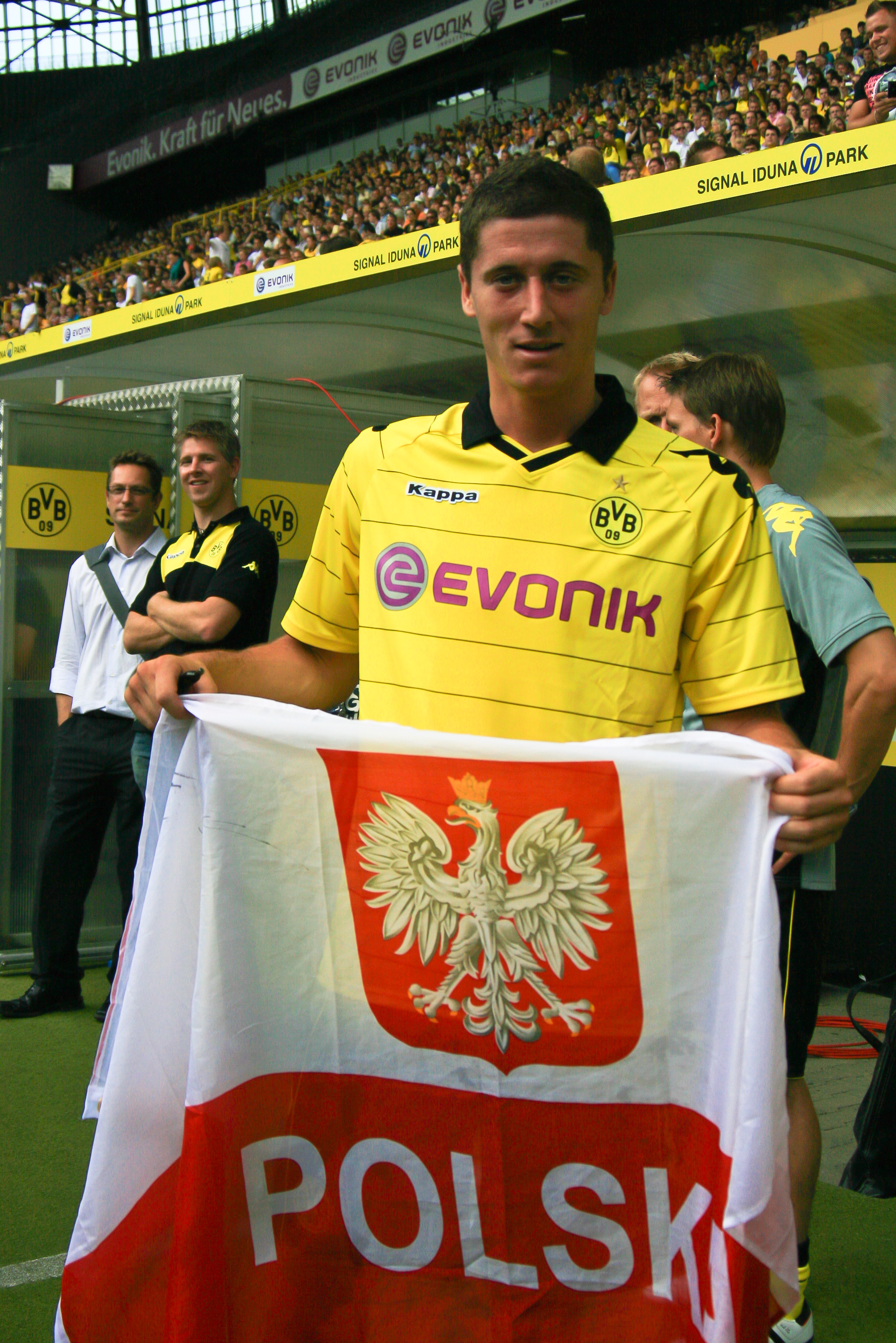
Robert Lewandowski w Borussii Dortmund (2010)

#### 2010/2011: Pierwsze mistrzostwo Niemiec
Po zakończeniu sezonu 2009/2010 trwały negocjacje w sprawie transferu Lewandowskiego. 11 czerwca 2010 Lech Poznań osiągnął porozumienie z niemieckim klubem, Borussia Dortmund, uzgadniając warunki transakcji na kwotę 4,5 mln euro. Piłkarz podpisał kontrakt obowiązujący do 30 czerwca 2014. 22 sierpnia 2010 zadebiutował w Bundeslidze w meczu z Bayerem 04 Leverkusen (0:2), zmieniając w 63. minucie kapitana drużyny, Sebastiana Kehla. 19 września zdobył swojego pierwszego ligowego gola – w wygranych 3:1 Derbach Zagłębia Ruhry z FC Schalke 04. W pierwszym sezonie (2010/2011), w którym występował głównie na pozycji ofensywnego pomocnika, zdobył z klubem mistrzostwo Niemiec. W tym sezonie zagrał w 33 meczach, w których strzelił 8 goli i zaliczył 3 asysty.

#### 2011/2012: Hat trick w finale Pucharu Niemiec
Latem 2011 powrócił do pozycji napastnika. 13 września zadebiutował w Lidze Mistrzów UEFA, w zakończonym remisem (1:1) meczu przeciwko Arsenalowi – spędził na boisku pełne 90 minut. 1 października strzelił dla Borussii swojego pierwszego hat tricka, w wygranym 4:0 ligowym spotkaniu przeciwko Augsburgowi. 19 października zdobył swoją premierową bramkę w Lidze Mistrzów, w przegranym 1:3 meczu z Olympiakosem. W meczu 17. kolejki ligi niemieckiej zdobył dwa gole przeciwko Freiburgowi i tym samym całą rundę jesienną Bundesligi zakończył z 12 trafieniami i 6 asystami na koncie. 5 maja 2012 powtórzył ten wyczyn w spotkaniu z Freiburgiem, ostatnim meczu sezonu. Ostatecznie ukończył rozgrywki z dorobkiem 22 bramek (w rundzie wiosennej uzbierał 10 trafień). Tym samym zajął 3. miejsce wśród najlepszych strzelców ligi w ówczesnym sezonie. Jednocześnie pobił rekord goli strzelonych przez Polaka w Bundeslidze, należący wówczas do Jana Furtoka (20 bramek). Został również najlepszym strzelcem Borussii Dortmund w ligowych rozgrywkach. Ponadto władze ligi uznały go za najlepszego piłkarza minionego roku, a dziennik „Bild” umieścił go w gronie 11 najlepszych piłkarzy sezonu. Lewandowski drugi raz z rzędu zdobył z Borussią mistrzostwo oraz sięgnął z nią po Puchar Niemiec, strzelając w meczu finałowym (5:2) trzy bramki Bayernowi Monachium. Został jednocześnie królem strzelców tamtej edycji Pucharu Niemiec (siedem goli) i jednym z trzech piłkarzy w historii tych rozgrywek, którzy uzyskali hat tricka w finale. W sezonie 2011/2012 rozegrał 47 meczów we wszystkich rozgrywkach, zdobywając 30 bramek.

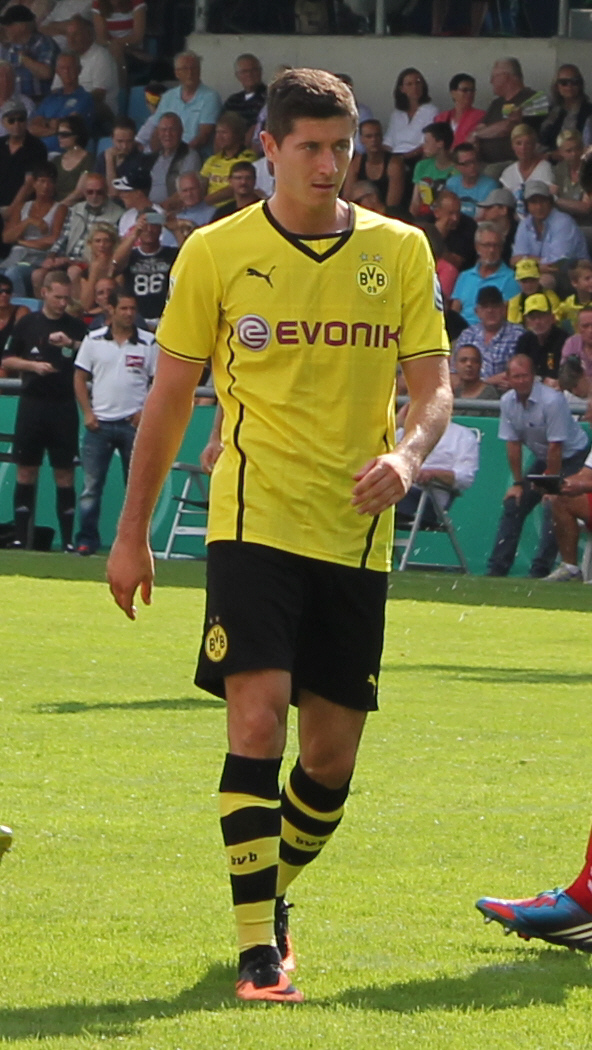
Lewandowski podczas meczu Borussii w Wilhelmshaven (2013)

#### 2012/2013: Cztery gole przeciwko Realowi Madryt
16 marca 2013, w meczu z Freiburgiem, pobił klubowy rekord Friedhelma Konietzki, który zdobywał bramki w siedmiu kolejnych meczach Borussii w połowie lat 60. 13 kwietnia, w 29. kolejce Bundesligi (przeciwko SpVgg Greuther Fürth), przedłużył serię do 11 kolejnych spotkań, dzięki czemu stał się drugim graczem w historii Bundesligi pod względem liczby meczów z rzędu ze strzelonym golem, po Gerdzie Müllerze (16 spotkań). Strzelił łącznie 14 bramek w 12 meczach ligowych, w których jego rywalami byli, kolejno: TSG 1899 Hoffenheim, Werder Brema, 1. FC Nürnberg, Bayer 04 Leverkusen, Hamburger SV, Hannover 96, FC Schalke 04, SC Freiburg, VfB Stuttgart, FC Augsburg, SpVgg Greuther Fürth i 1. FSV Mainz 05.
W pierwszym półfinałowym meczu Ligi Mistrzów przeciwko Realowi Madryt (4:1), rozegranym 24 kwietnia 2013 na Signal Iduna Park w Dortmundzie, zdobył cztery bramki – w 8., 50., 55. i 60. minucie spotkania. Został wówczas pierwszym piłkarzem w historii, który zdobył hat tricka w półfinale Ligi Mistrzów. W przegranym 1:2 meczu finałowym z Bayernem Monachium, rozgrywanym na Wembley, grał przez pełne 90 minut. Z 10 trafieniami był drugim najlepszym strzelcem rozgrywek, ustępując jedynie Cristiano Ronaldo (12 goli). W sezonie 2012/2013 został także wicekrólem strzelców Bundesligi, zdobywając 24 bramki, a Borussia sięgnęła po wicemistrzostwo kraju.

#### 2013/2014: Król strzelców Bundesligi
27 lipca 2013 sięgnął z zespołem po Superpuchar Niemiec, pokonując w finale 4:2 Bayern Monachium.
15 kwietnia 2014, w meczu Pucharu Niemiec z Wolfsburgiem, zdobył swoją 100. bramkę dla Borussii Dortmund, biorąc pod uwagę wszystkie rozgrywki. 3 maja, przed meczem z TSG 1899 Hoffenheim, który był ostatnim występem Lewandowskiego w barwach Borussii na własnym stadionie, został oficjalnie pożegnany przez władze i kibiców klubu. Jego ostatnim spotkaniem w drużynie z Dortmundu było starcie z Herthą BSC (4:0), do którego doszło 10 maja 2014 i w którym strzelił dwa gole – w tym jednego, premierowo w swojej karierze, bezpośrednio z rzutu wolnego. W całym sezonie 2013/2014 strzelił w lidze 20 bramek i po raz pierwszy został królem strzelców najwyższej klasy rozgrywkowej w Niemczech. W ekipie Borussii występował wspólnie z dwoma innymi reprezentantami Polski – Jakubem Błaszczykowskim i Łukaszem Piszczkiem, z którymi tworzył tzw. „polskie trio z Dortmundu”. W klubie rozegrał łącznie 187 meczów, w których strzelił 103 bramki i zanotował 43 asysty.

### Bayern Monachium

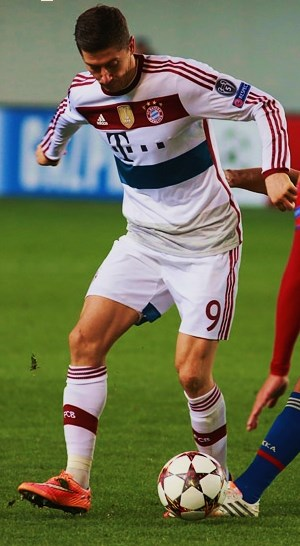
Robert Lewandowski podczas meczu CSKA Moskwa–Bayern Monachium w fazie grupowej Ligi Mistrzów (2014)

#### 2014/2015: Pierwszy sezon w Bayernie
4 stycznia 2014 podpisał pięcioletni kontrakt z Bayernem Monachium, którego zawodnikiem został 1 lipca, po wygaśnięciu umowy z Borussią Dortmund. Umowa była warta 60 mln euro. 9 lipca został oficjalnie zaprezentowany przez Bayern – jednocześnie poinformowano, że będzie występował z numerem „9” na koszulce meczowej. W nowych barwach zadebiutował 13 sierpnia w przegranym 2:0 meczu z Borussią Dortmund o Superpuchar Niemiec. 22 sierpnia zagrał w wygranym 2:1 meczu 1. kolejki Bundesligi przeciwko VfL Wolfsburg – na boisku spędził 79 minut, zaliczył asystę przy golu Arjena Robbena na 2:0. Pierwszą bramkę w barwach Bayernu zdobył 30 sierpnia na stadionie Gelsenkirchen, w zremisowanym 1:1 meczu ligowym z FC Schalke 04. 1 listopada strzelił bramkę w ligowym meczu z Borussią, zakończonym wygraną Bayernu 2:1.
28 kwietnia 2015, w 117. minucie półfinału Pucharu Niemiec przeciwko Borussii Dortmund (przegranego przez Bayern po rzutach karnych), doznał kontuzji w starciu z bramkarzem rywali, Mitchellem Langerakiem. Lewandowski zdołał dokończyć spotkanie, lecz nie wziął już udziału w konkursie rzutów karnych, a bezpośrednio po meczu został przewieziony do szpitala. Badania wykazały, że wskutek starcia z przeciwnikiem doznał złamania nosa, pęknięcia kości twarzy oraz wstrząśnienia mózgu – ponadto nie pamiętał ostatnich minut gry. 6 maja, w półfinałowym meczu Ligi Mistrzów UEFA pomiędzy Barceloną a Bayernem Monachium (3:0), rozgrywanym na Camp Nou, wystąpił w specjalnej, przygotowanej dla niego karbonowej masce ochronnej, mającej chronić uszkodzone kości. W rewanżu ponownie wystąpił w masce i strzelił jedną z bramek dla swojego zespołu. Ostatecznie niemiecka drużyna wygrała 3:2, lecz nie wystarczyło to do awansu (bilans bramkowy 3:5). W sezonie 2014/2015 zdobył z zespołem z Monachium mistrzostwo Niemiec, a sam, z dorobkiem 17 goli w lidze, zajął drugie miejsce w klasyfikacji strzelców Bundesligi – ex aequo ze swoim klubowym kolegą – Arjenem Robbenem.

#### 2015/2016: Pięć goli w dziewięć minut i 200 bramek ligowych

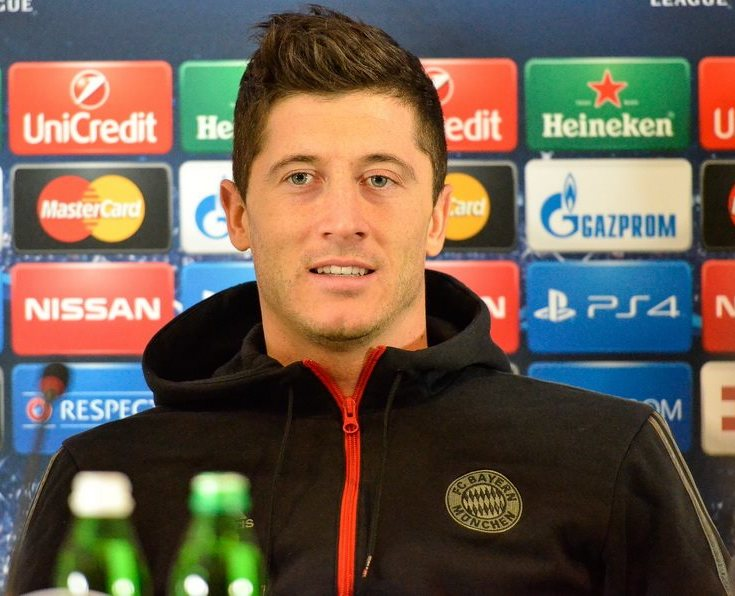
Lewandowski podczas konferencji prasowej (2015)

22 września 2015, w ligowym meczu Bayernu Monachium z Wolfsburgiem, zakończonym wynikiem 5:1, wszedł na boisko na początku drugiej połowy (z powodu lekkiego urazu opuścił poprzedni mecz ligowy z SV Darmstadt 98) i w ciągu zaledwie dziewięciu minut strzelił pięć bramek (w 51., 52., 55., 57. i 60. minucie meczu). Pobił przy tym szereg rekordów, które zostały następnie zapisane w księdze rekordów Guinnessa – był to najszybszy hat trick (202 s) oraz najszybciej strzelone cztery i pięć bramek (łącznie 539 s) w historii Bundesligi. Lewandowski został pierwszym piłkarzem, który osiągnął taką liczbę goli, rozpoczynając mecz na ławce rezerwowych, a jego pięć bramek to także najszybciej zdobyte trafienia w historii czterech najmocniejszych lig Europy: niemieckiej, włoskiej, hiszpańskiej i angielskiej. Ponadto ostatni z pięciu został uznany golem sezonu 2015/2016 w Bundeslidze. Cztery dni później, w meczu z 1. FSV Mainz 05, zdobył swojego 100. gola w Bundeslidze, stając się 50. zawodnikiem w historii, który strzelił 100 bramek w najwyższej klasie rozgrywkowej w Niemczech.

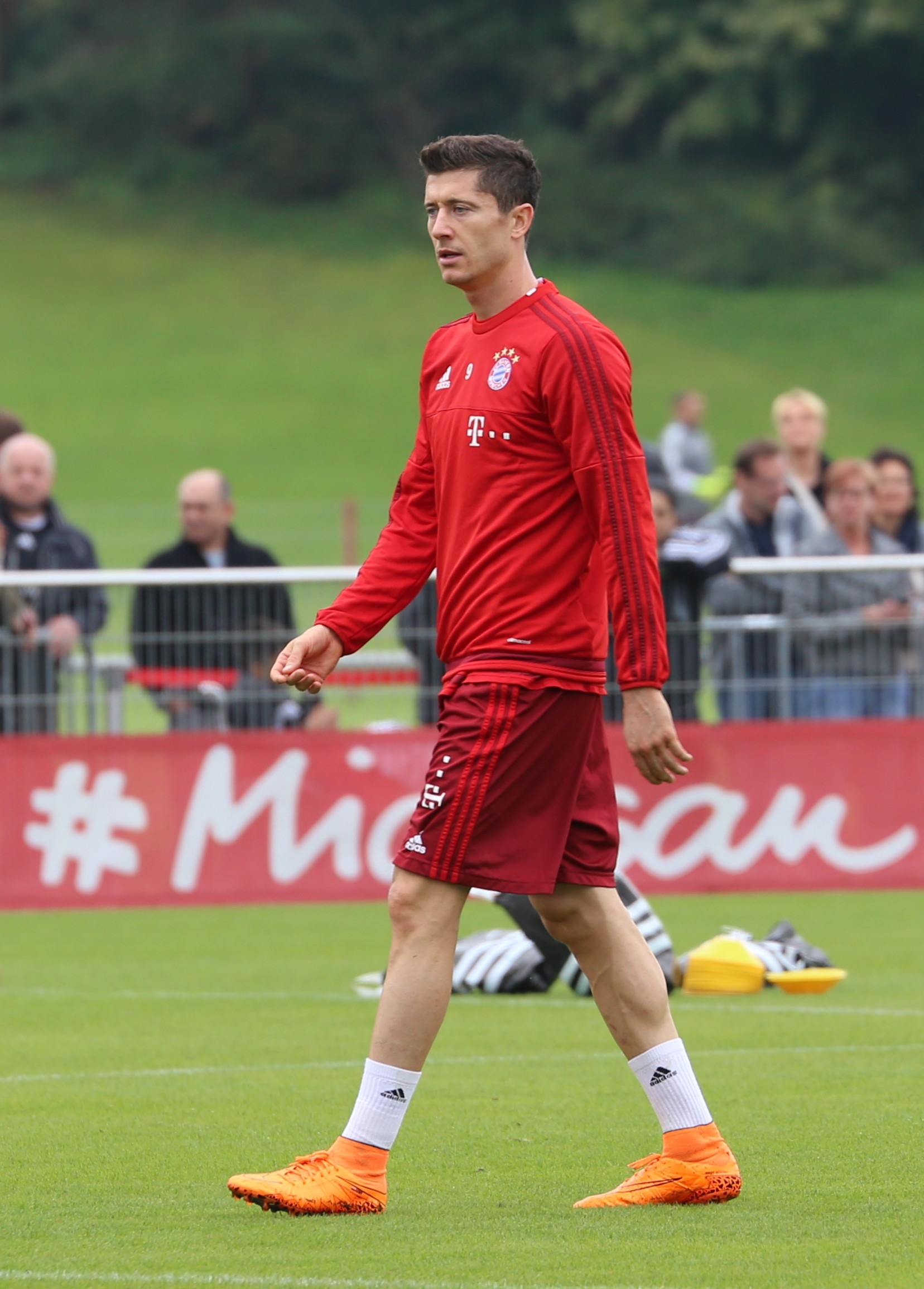
Robert Lewandowski podczas treningu Bayernu Monachium (2015)

29 września 2015, w meczu drugiej kolejki fazy grupowej Ligi Mistrzów pomiędzy Bayernem Monachium a Dinamem Zagrzeb (5:0), zdobył hat tricka, zostając dzięki temu najskuteczniejszym Polakiem w historii europejskich pucharów. Pobił tym samym dotychczasowy rekord Włodzimierza Lubańskiego, wynoszący 31 trafień.
11 stycznia 2016 zajął czwarte miejsce w plebiscycie Złotej Piłki FIFA, zdobywając 4,17% głosów. 16 marca, podczas rewanżowego meczu 1/8 finału Ligi Mistrzów z Juventusem (wygranego 4:2 po dogrywce), Lewandowski rozegrał swoje 48. spotkanie w Lidze Mistrzów, ustanawiając nowy rekord występów polskiego zawodnika w tym turnieju; wyprzedził Jerzego Dudka, który zagrał 47 razy w LM. Został także najskuteczniejszym polskim zawodnikiem w historii rozgrywek. Dotarł z Bayernem do półfinału, gdzie niemiecki klub przegrał w dwumeczu z Atlético Madryt. W tamtej edycji Ligi Mistrzów strzelił łącznie dziewięć goli, zajmując drugie miejsce w klasyfikacji strzelców, tuż po Cristiano Ronaldo, który zdobył 16 bramek. 7 maja 2016 w meczu przeciwko FC Ingolstadt Lewandowski strzelił 2 bramki, przy czym druga z nich była zarazem 200. ligową bramką w karierze.
W sezonie 2015/2016 obronił z Bayernem mistrzostwo Niemiec – był to historyczny dla klubu, zdobyty czwarty raz z rzędu (i 26. ogółem) tytuł mistrzowski. Sam napastnik, z dorobkiem 30 goli, po raz drugi w swojej karierze został królem strzelców Bundesligi – osiągnął taki wynik bramkowy jako pierwszy zawodnik od czasów Dietera Müllera z 1. FC Köln, który w kampanii 1976/1977 sięgał po koronę króla strzelców z 34 trafieniami na koncie. Został również pierwszym zagranicznym piłkarzem w historii, który strzelił 30 bramek w jednym sezonie najwyższej klasy rozgrywkowej w Niemczech. 21 maja 2016 po raz drugi w karierze zdobył Puchar Niemiec. Jego zespół pokonał w finale na Stadionie Olimpijskim w Berlinie Borussię Dortmund po rzutach karnych (0:0, k. 4:3), zaś sam Lewandowski skutecznie wykorzystał jedną z „jedenastek”. Wspomniany finał był 100. meczem Polaka w Bayernie, biorąc pod uwagę wszystkie rozgrywki. Piłkarz stał się także piątym zawodnikiem w historii, który sięgał po to trofeum z dwoma różnymi klubami.
W 51 meczach Bayernu w ówczesnym sezonie Lewandowski strzelił 42 bramki – 30 w Bundeslidze, dziewięć w Lidze Mistrzów i trzy w Pucharze Niemiec. Wraz z Thomasem Müllerem stworzyli wówczas jeden z najskuteczniejszych duetów napastników w historii Bundesligi, zdobywając łącznie 74 gole. 30 maja 2016 znalazł się w drużynie sezonu Ligi Mistrzów. 21 lipca magazyn „Kicker” okrzyknął go najlepszym napastnikiem Bundesligi w sezonie 2015/2016, prezentującym „klasę światową”.

#### 2016/2017: 100 goli dla klubu
14 sierpnia 2016 zdobył drugi w swojej karierze, a pierwszy w barwach Bayernu Superpuchar Niemiec, po pokonaniu Borussii Dortmund 2:0. Było to dla niego szóste starcie o wspomniane trofeum, wcześniej dokonało tego tylko dwóch zawodników – Philipp Lahm i Thomas Müller. Pierwsze trafienia w nowym sezonie Lewandowski zanotował 19 sierpnia 2016, zdobywając hat tricka w wygranym 5:0 meczu pierwszej rundy Pucharu Niemiec przeciwko FC Carl Zeiss Jena. 26 sierpnia strzelił trzy gole w pierwszej kolejce Bundesligi z Werderem Brema (6:0), stając się drugim po Gerdzie Müllerze piłkarzem Bayernu, który strzelił hat tricka w pierwszej serii spotkań.

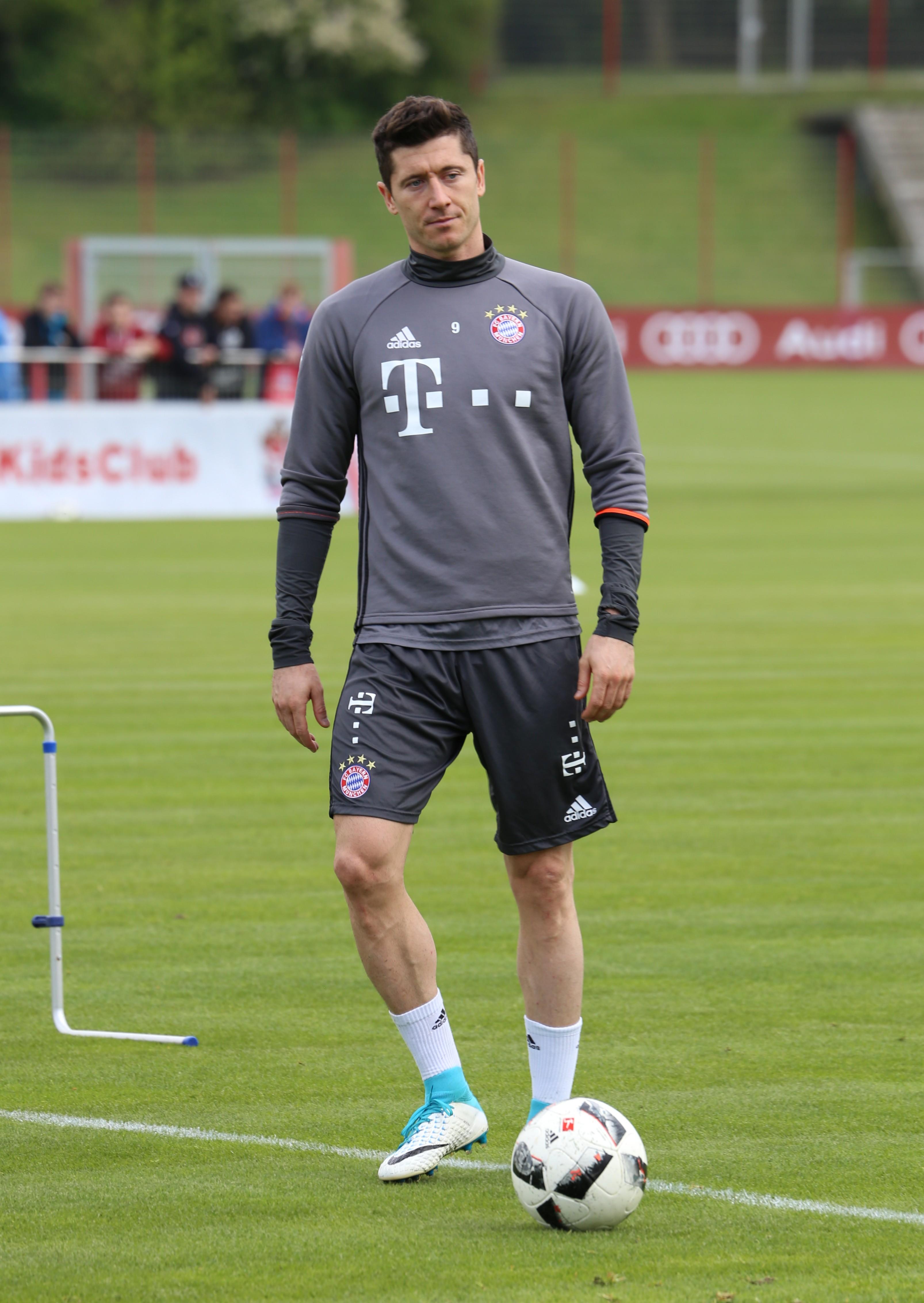
Lewandowski podczas sesji treningowej Bayernu przy Säbener Straße (2017)

1 października rozegrał swój 200. mecz w Bundeslidze (1:1 z 1. FC Köln), zostając tym samym dziewiątym polskim zawodnikiem, który osiągnął taką liczbę występów w najwyższej klasie rozgrywkowej w Niemczech. 2 grudnia, w 90. minucie ligowego meczu z 1. FSV Mainz 05, zdobył bramkę bezpośrednio z rzutu wolnego, ustalając wynik na 3:1. Był to pierwszy tego typu gol strzelony przez Lewandowskiego w barwach Bayernu. Swój wyczyn powtórzył cztery dni później, w meczu fazy grupowej Ligi Mistrzów z Atlético Madryt, kiedy to strzałem w okienko bramki strzeżonej przez Jana Oblaka zapewnił swojej drużynie zwycięstwo 1:0. Po zdobyciu tej bramki, poprzez charakterystyczną cieszynkę (włożenie piłki pod koszulkę i kciuka do ust), poinformował opinię publiczną, że spodziewa się dziecka. 13 grudnia przedłużył kontrakt z Bayernem – do 30 czerwca 2021.
20 stycznia 2017 strzelił dwie bramki w wygranym 2:1 meczu z SC Freiburg, dzięki czemu z dorobkiem 135 goli awansował na drugie miejsce w klasyfikacji zagranicznych strzelców Bundesligi, wyprzedzając zdobywcę 133 bramek, Giovanego Élbera. 25 lutego zdobył trzy gole w wygranym 8:0 ligowym spotkaniu z Hamburgerem SV i po raz pierwszy w karierze skompletował dwa hat tricki w jednym sezonie ligowym. 1 marca, w ćwierćfinale Pucharu Niemiec z FC Schalke 04 (3:0), zdobył dwa gole – drugi był jednocześnie dwusetnym trafieniem Lewandowskiego dla niemieckich klubów. 11 marca, w spotkaniu 24. kolejki Bundesligi przeciwko Eintrachtowi Frankfurt (3:0), również strzelił dwie bramki – tym samym w 136. występie zdobył swojego 100. gola dla Bayernu.
8 kwietnia 2017 strzelił dwa gole w wygranym 4:1 meczu z Borussią Dortmund, kompletując w ten sposób 26 trafień po 28 kolejkach Bundesligi, jako pierwszy zawodnik od sezonu 1980/1981. 12 kwietnia z powodu urazu barku nie wystąpił w pierwszym meczu ćwierćfinału Ligi Mistrzów z Realem Madryt, przegranym 1:2.
Spotkanie rewanżowe, rozgrywane 18 kwietnia na Estadio Santiago Bernabéu, rozpoczął już w wyjściowym składzie Bayernu – w 53. minucie otworzył wynik strzałem z rzutu karnego, stając się pierwszym zawodnikiem, który strzelił Realowi Madryt sześć goli na poziomie Ligi Mistrzów. Ostatecznie Bayern przegrał po dogrywce 2:4 i odpadł z rozgrywek, a Lewandowski zakończył tamtą edycję turnieju z dorobkiem ośmiu goli. W 2020, w wywiadzie dla katalońskiego „Sportu”, Lewandowski ujawnił, że po wspomnianym dwumeczu Cristiano Ronaldo i Sergio Ramos przekonywali go do transferu do Realu Madryt.
13 maja 2017, w wygranym 5:4 meczu 33. kolejki Bundesligi z RB Leipzig, strzelił dwa gole, uzyskując 30 bramek w dwóch kolejnych sezonach Bundesligi – jako drugi po Gerdzie Müllerze zawodnik w historii, a zarazem pierwszy od 43 lat (sezon 1973/1974). Ponadto pierwsze trafienie było 150. golem strzelonym przez Lewandowskiego w jego 226. występie w Bundeslidze.
W sezonie 2016/2017 zdobył z Bayernem piąte w swojej karierze mistrzostwo Niemiec (trzecie z rzędu w barwach Bayernu), a sam powtórzył swój ligowy dorobek bramkowy z poprzedniego sezonu, zdobywając 30 goli, co zagwarantowało mu drugie miejsce w klasyfikacji strzelców Bundesligi – za zdobywcą 31 bramek, Pierre-Emerickiem Aubameyangiem. Biorąc pod uwagę wszystkie rozgrywki w tamtym sezonie, Lewandowski w 47 meczach Bayernu strzelił 43 gole, dzięki temu o jedno trafienie poprawił indywidualny rekord bramek, strzelonych we wszystkich rozgrywkach klubowych w jednym sezonie, ustanowiony rok wcześniej. Z dorobkiem pięciu goli został również królem strzelców ówczesnej edycji Pucharu Niemiec, mimo że Bayern odpadł z tych rozgrywek na poziomie półfinału – po porażce 2:3 z Borussią Dortmund. Ponadto znalazł się w najlepszych „jedenastkach” sezonu Bundesligi i Ligi Mistrzów UEFA. 5 czerwca 2017 został wybrany najlepszym piłkarzem Bundesligi sezonu 2016/2017 przez samych zawodników, a następnie przez magazyn „Kicker”.

#### 2017/2018: Najlepszy zagraniczny strzelec w historii klubu
5 sierpnia 2017 zdobył z Bayernem Monachium kolejny, trzeci Superpuchar Niemiec. Jego zespół, w meczu rozgrywanym na Signal Iduna Park w Dortmundzie, pokonał po serii rzutów karnych miejscową Borussię (2:2, k. 5:4). 17 sierpnia Lewandowski został nominowany do nagrody Piłkarza Roku FIFA. 18 sierpnia strzelił bramkę w wygranym 3:1 ligowym meczu z Bayerem 04 Leverkusen, a dzięki odniesionemu wówczas zwycięstwu stał się pierwszym piłkarzem w historii, który wygrał siedem z rzędu meczów pierwszej kolejki Bundesligi. 9 października znalazł się w gronie 30 nominowanych do Złotej Piłki. 14 października, w wygranym 5:0 meczu z SC Freiburgiem, strzelił 160. bramkę w Bundeslidze. 28 października, zdobywając gola w wygranym 2:0 meczu z RB Leipzig, został pierwszym piłkarzem Bayernu od czasów Giovanego Élbera (sezon 2002/2003), który wpisał się na listę strzelców w każdym z pięciu pierwszych domowych spotkań Bundesligi w sezonie. 18 listopada, w meczu z Augsburgiem (3:0), strzelił 163. i 164. bramkę w Bundeslidze, co pozwoliło mu wyprzedzić w klasyfikacji wszech czasów tych rozgrywek niemieckiego napastnika, Karla-Heinza Rummenigge.

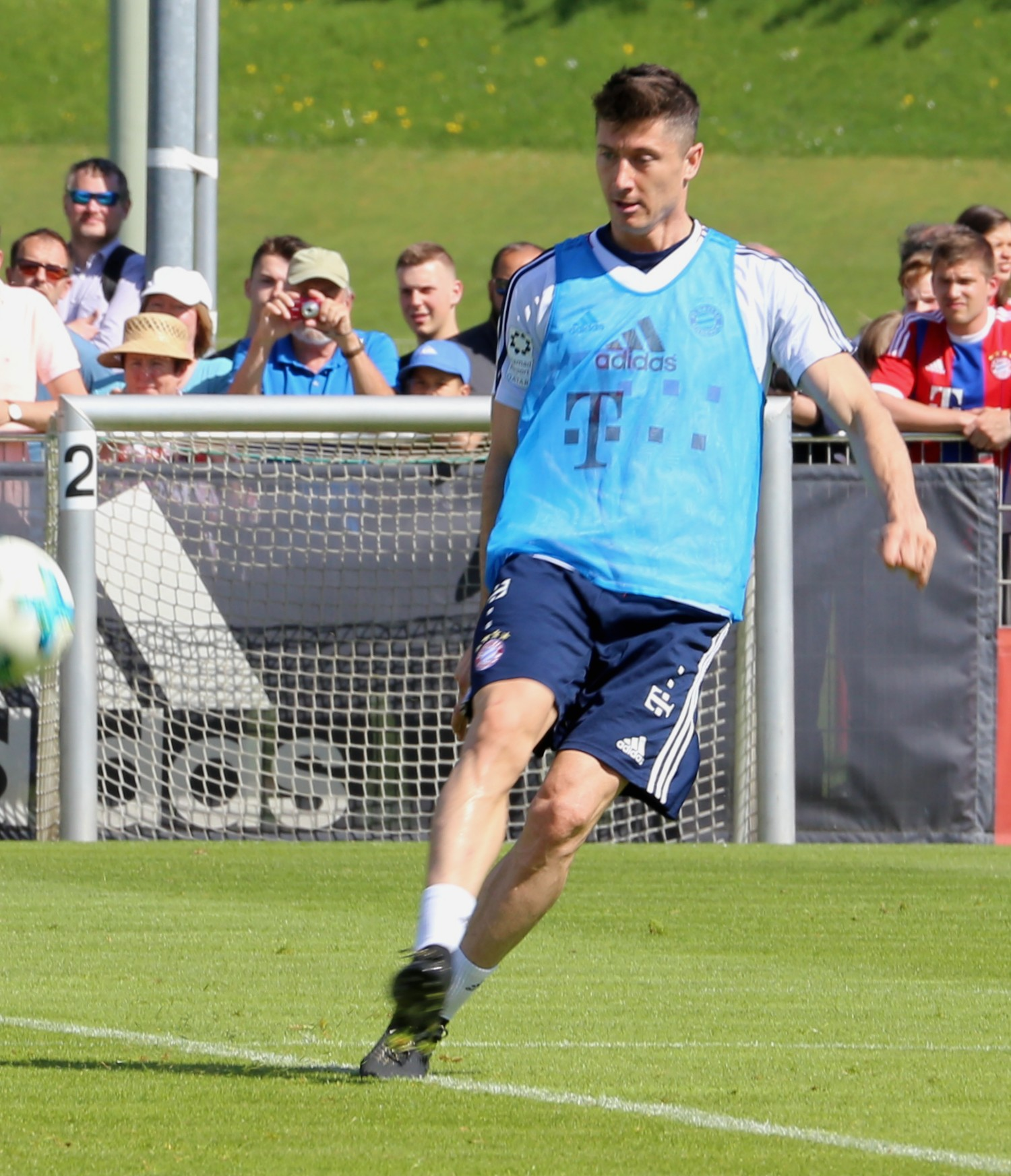
Robert Lewandowski (2018)

22 listopada 2017, w wygranym 2:1 meczu Ligi Mistrzów z RSC Anderlechtem, zdobył 50. bramkę w roku, biorąc pod uwagę rozgrywki klubowe i reprezentację, osiągając taki wynik bramkowy (w jednym roku kalendarzowym) po raz pierwszy w karierze. 4 grudnia 2017 amerykańska telewizja sportowa ESPN uznała go za najlepszego środkowego napastnika na świecie. Dzień później, w meczu z Paris Saint-Germain (3:1), zanotował 50. trafienie w europejskich pucharach (a 43. w rozgrywkach Ligi Mistrzów). 13 grudnia, w spotkaniu przeciwko 1. FC Köln, zdobył 166. gola w Bundeslidze i awansował do dziesiątki najlepszych strzelców w historii rozgrywek.
21 stycznia 2018, w meczu z Werderem Brema (4:2), strzelił 93. i 94. ligową bramkę dla Bayernu, zostając najskuteczniejszym zagranicznym strzelcem w historii tego klubu w ramach Bundesligi. 4 lutego został wybrany Piłkarzem Roku 2017 w plebiscycie „Piłki Nożnej”. Sześć dni później, zdobywając bramkę w 22. kolejce Bundesligi w wygranym 2:1 meczu z FC Schalke 04, wyrównał wieloletni rekord Juppa Heynckesa (ówczesnego trenera Bayernu) – w sezonie 1972/1973 strzelał co najmniej jednego gola w każdym z pierwszych 11 domowych spotkaniach w Bundeslidze (w barwach Borussii Mönchengladbach).
W lutym 2018 światło dzienne ujrzała informacja o zakończeniu współpracy pomiędzy Lewandowskim a jego wieloletnim menedżerem, Cezarym Kucharskim. Piłkarz związał się wówczas z izraelskim agentem, Pinhasem Zahavim, mającym swój udział m.in. w transferze Neymara z FC Barcelony do Paris Saint-Germain w 2017. Ruch ten wywołał lawinę spekulacji transferowych odnośnie do ewentualnej zmiany barw klubowych przez Lewandowskiego.

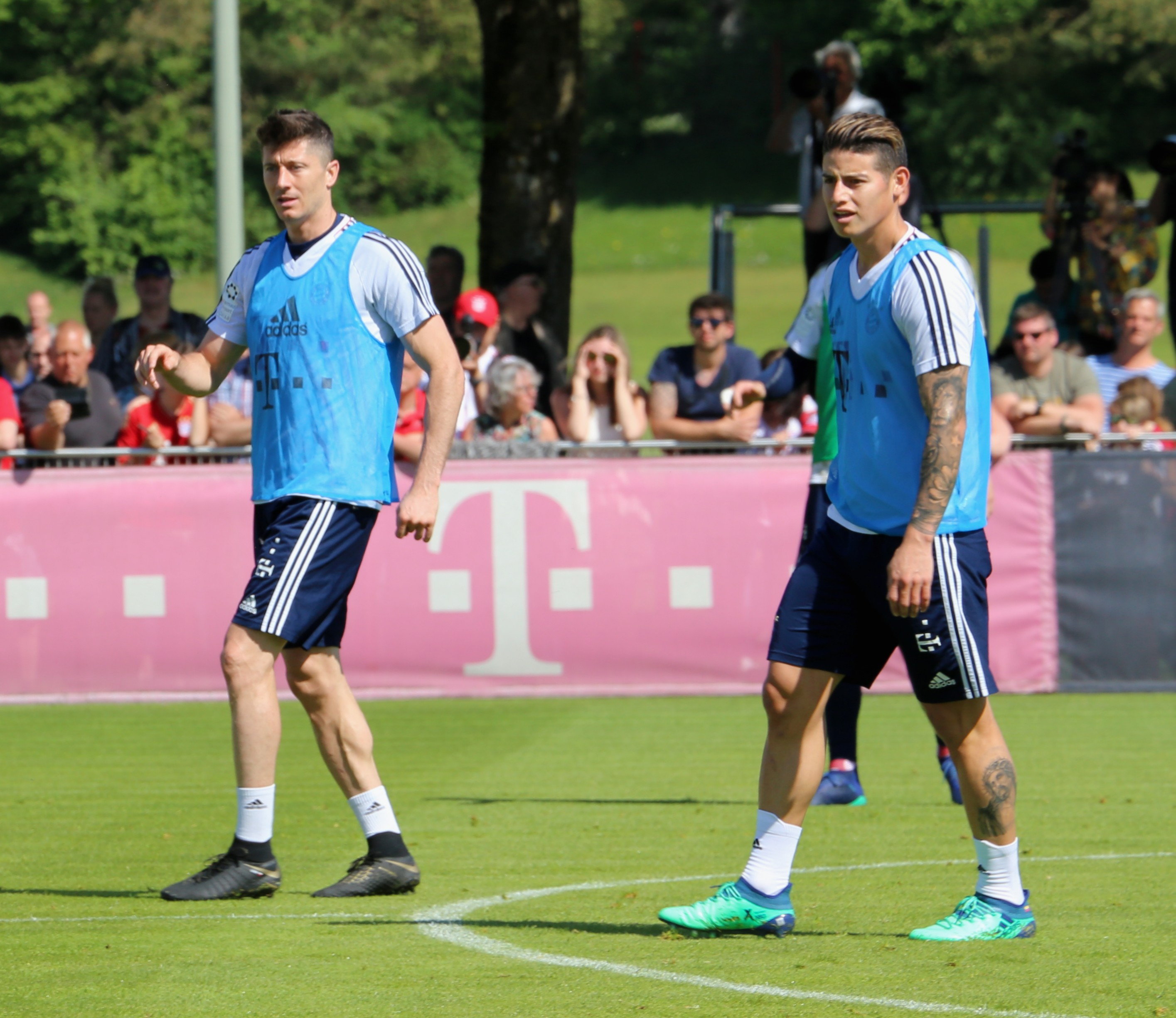
Lewandowski i James Rodríguez podczas treningu Bayernu Monachium (2018)

20 lutego 2018, dzięki dubletowi uzyskanemu w starciu z Beşiktaşem JK (5:0), Lewandowski awansował do dziesiątki najlepszych strzelców w historii Ligi Mistrzów (z dorobkiem 45 goli). Cztery dni później, w zremisowanym 0:0 meczu 24. kolejki Bundesligi z Herthą, rozegrał swój 250. mecz w Bundeslidze. 10 marca, kompletując hat tricka w meczu z Hamburgerem SV (6:0), zdobył 100. ligową bramkę w barwach Bayernu Monachium, czego wcześniej dokonało tylko pięciu zawodników: Gerd Müller (365 goli), Karl-Heinz Rummenigge (162), Roland Wohlfarth (119), Dieter Hoeneß (102) i Thomas Müller (wtedy 102), jednak to Polak uzyskał wspomniany wynik szybciej niż jakikolwiek inny piłkarz, strzelając setnego gola w swoim 120. występie dla Bayernu w Bundeslidze. Z dorobkiem 142 goli został również najskuteczniejszym zagranicznym piłkarzem w historii tego klubu. Żaden inny zagraniczny zawodnik nie osiągnął takiego rezultatu od początku istnienia ligi, tj. od 1963.
31 marca 2018 zdobył trzy gole w meczu z Borussią Dortmund (6:0) i z dorobkiem 177 goli awansował na 8. miejsce w klasyfikacji strzelców wszech czasów Bundesligi, zrównując się z Dieterem Müllerem i Klausem Allofsem. Gole zdobyte w meczu przeciwko Borussii pozwoliły mu także awansować na 5. miejsce w klasyfikacji najlepszych strzelców w historii Bayernu. 21 kwietnia, w ligowym meczu z Hannoverem 96 (3:0), strzelił 106. bramkę dla Bayernu Monachium w Bundeslidze i został najskuteczniejszym obcokrajowcem w barwach pojedynczego klubu w tych rozgrywkach.
W sezonie 2017/2018 wystąpił łącznie w 48 meczach, strzelając w nich 41 goli – zdobył ponadto szóste w swojej karierze, a czwarte z rzędu w barwach Bayernu mistrzostwo Niemiec. Z drużyną dotarł także do finału Pucharu Niemiec (porażka 1:3 z Eintrachtem Frankfurt) oraz półfinału Ligi Mistrzów, gdzie lepszy w dwumeczu okazał się Real Madryt. Indywidualnie, z dorobkiem 29 goli, po raz trzeci w karierze został królem strzelców Bundesligi, dokonując tego jako pierwszy zagraniczny zawodnik. Został też najskuteczniejszym strzelcem ówczesnej edycji Pucharu Niemiec, zdobywając sześć bramek. Występy w rozgrywkach Ligi Mistrzów zakończył wówczas z pięcioma golami, uzyskanymi w 11 występach. 18 maja 2018 znalazł się także w najlepszej „jedenastce” sezonu Bundesligi.

#### 2018/2019: Najskuteczniejszy obcokrajowiec w historii Bundesligi

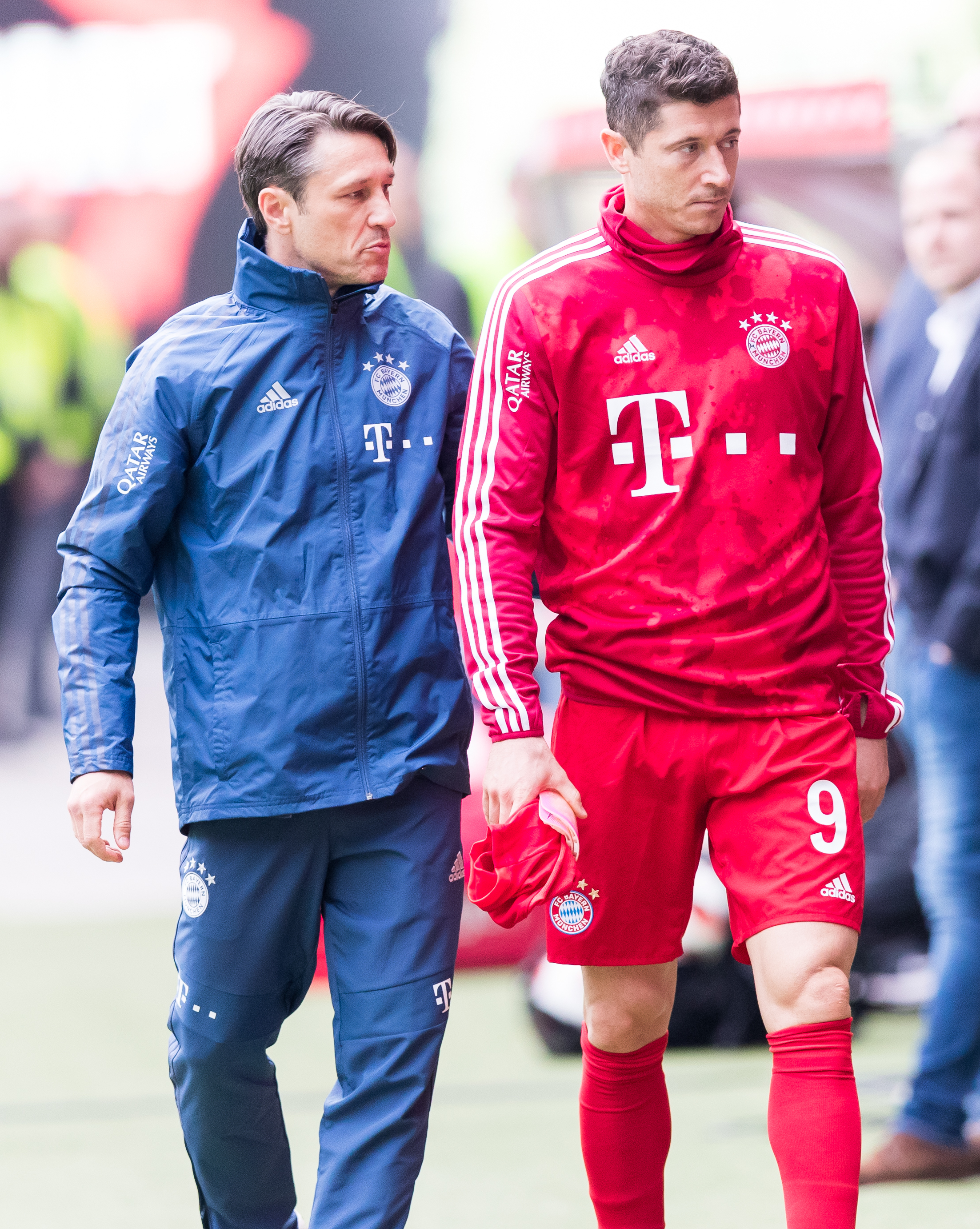
Lewandowski i Niko Kovač (2019)

Pomimo narastających spekulacji odnośnie do transferu Lewandowskiego, polski napastnik ostatecznie pozostał w Bayernie. Sezon 2018/2019 Bawarczycy rozpoczęli pod wodzą nowego szkoleniowca, Niko Kovača. 12 sierpnia 2018, w spotkaniu o Superpuchar Niemiec przeciwko Eintrachtowi Frankfurt, Lewandowski skompletował hat tricka, stając się pierwszym zawodnikiem w historii, który zdobył trzy bramki w starciu o to trofeum. Bayern zwyciężył 5:0, a Lewandowski mógł cieszyć się ze zdobycia 15. klubowego trofeum w karierze, stając się najbardziej utytułowanym polskim piłkarzem w historii – obok Huberta Kostki, Erwina Wilczka i Macieja Żurawskiego. Został także najlepszym strzelcem w historii Superpucharu Niemiec (z łącznym dorobkiem pięciu bramek), a sam mecz był ósmym tego typu, w którym wystąpił.
15 września 2018, w wygranym 3:1 meczu trzeciej kolejki Bundesligi z Bayerem 04 Leverkusen, rozegrał 200. mecz w barwach Bayernu Monachium. 19 września, w spotkaniu fazy grupowej Ligi Mistrzów z Benfiką (2:0), zdobył 400. bramkę w profesjonalnej karierze, a także 46. w rozgrywkach samej Ligi Mistrzów, co pozwoliło mu zrównać się w klasyfikacji wszech czasów tych rozgrywek z Eusébio oraz Filippo Inzaghim. Wcześniej jedynymi wówczas aktywnymi zawodnikami, którzy przekroczyli barierę 400 goli w karierze, byli: Cristiano Ronaldo (678), Lionel Messi (651), Zlatan Ibrahimović (500), Luis Suárez (430) i David Villa (407).
7 listopada 2018, w wygranym meczu czwartej kolejki fazy grupowej Ligi Mistrzów z AEK Ateny (2:0), Lewandowski rozegrał 100. mecz w europejskich pucharach. Dzięki dwóm zdobytym wtedy trafieniom polski napastnik awansował na 7. miejsce w tabeli najlepszych strzelców Ligi Mistrzów, zrównując się z Alfredo Di Stéfano (49 bramek).
2 marca 2019 strzelił dwa gole w meczu z Borussią Mönchengladbach w 24. kolejce Bundesligi (5:1), dzięki czemu wyrównał rekord, ustanowiony przez Claudio Pizarro – z dorobkiem 195 goli został najskuteczniejszym obcokrajowcem w historii Bundesligi. 9 marca, w ligowym meczu przeciwko Wolfsburgowi, zdobył 196. i 197. bramkę w Bundeslidze, zostając samodzielnym zagranicznym liderem strzelców tych rozgrywek. 6 kwietnia strzelił dwie bramki w wygranym 5:0 meczu z Borussią Dortmund w 28. kolejce Bundesligi, z czego pierwszy gol był jego 200. trafieniem w Bundeslidze, dzięki czemu stał się pierwszym obcokrajowcem w historii ligi niemieckiej, który zdobył w niej 200 goli.
W sezonie 2018/2019 wystąpił łącznie w 47 meczach i strzelił 40 bramek. Ponadto sięgnął po siódme w karierze, a piąte z rzędu (w barwach Bayernu) mistrzostwo Niemiec, jak również po trzeci (a drugi dla Bawarczyków) Puchar Niemiec. Ponadto po raz czwarty został królem strzelców Bundesligi, strzelając 22 bramki w sezonie, a także zanotował najwięcej trafień (siedem) w ówczesnej edycji krajowego pucharu. Poza tym w rozgrywkach Ligi Mistrzów zdobył osiem goli w ośmiu spotkaniach i dotarł z drużyną do 1/8 finału, gdzie Bayern odpadł w dwumeczu (1:3) z Liverpoolem.

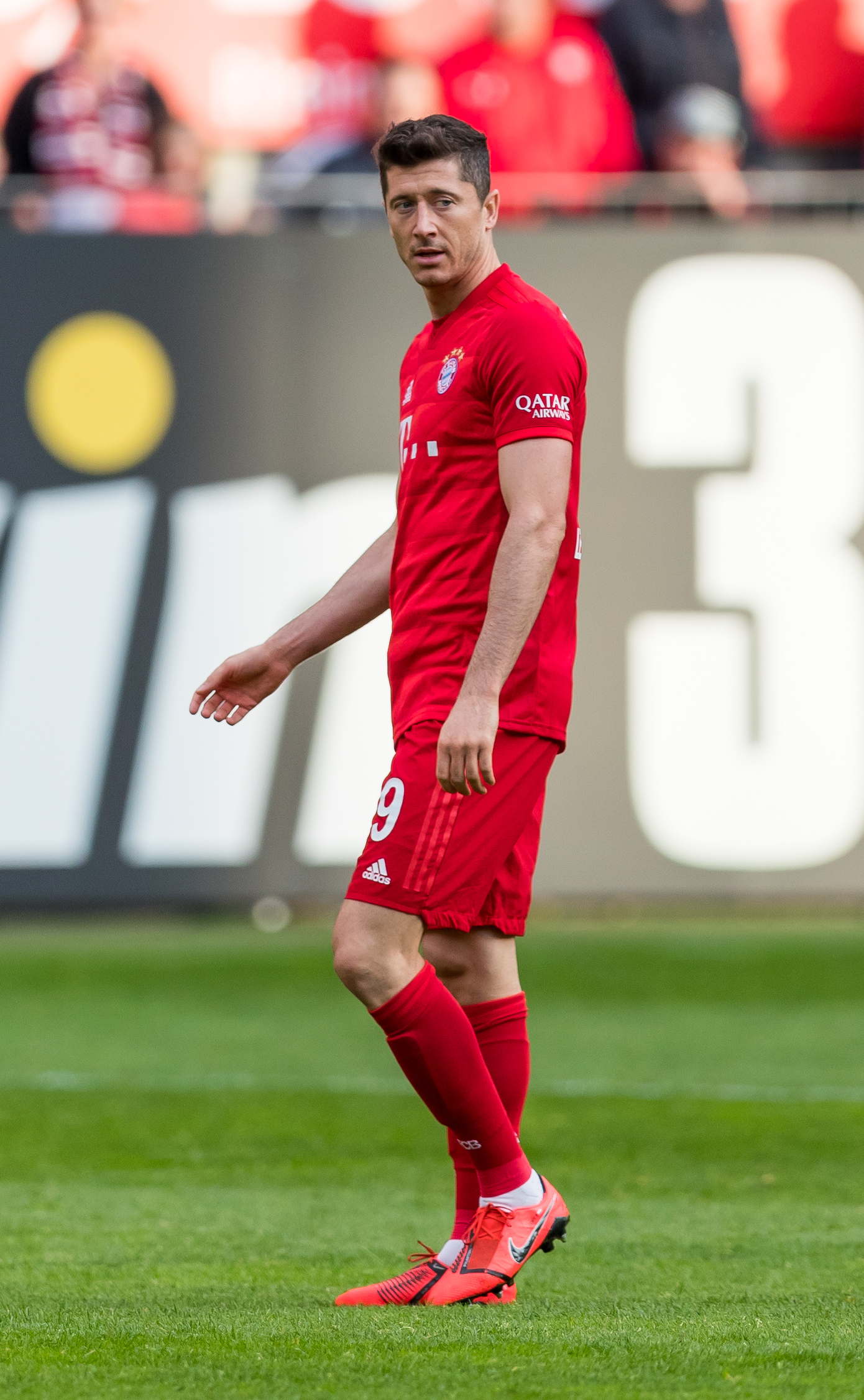
Lewandowski podczas meczu towarzyskiego z 1. FC Kaiserslautern (2019)

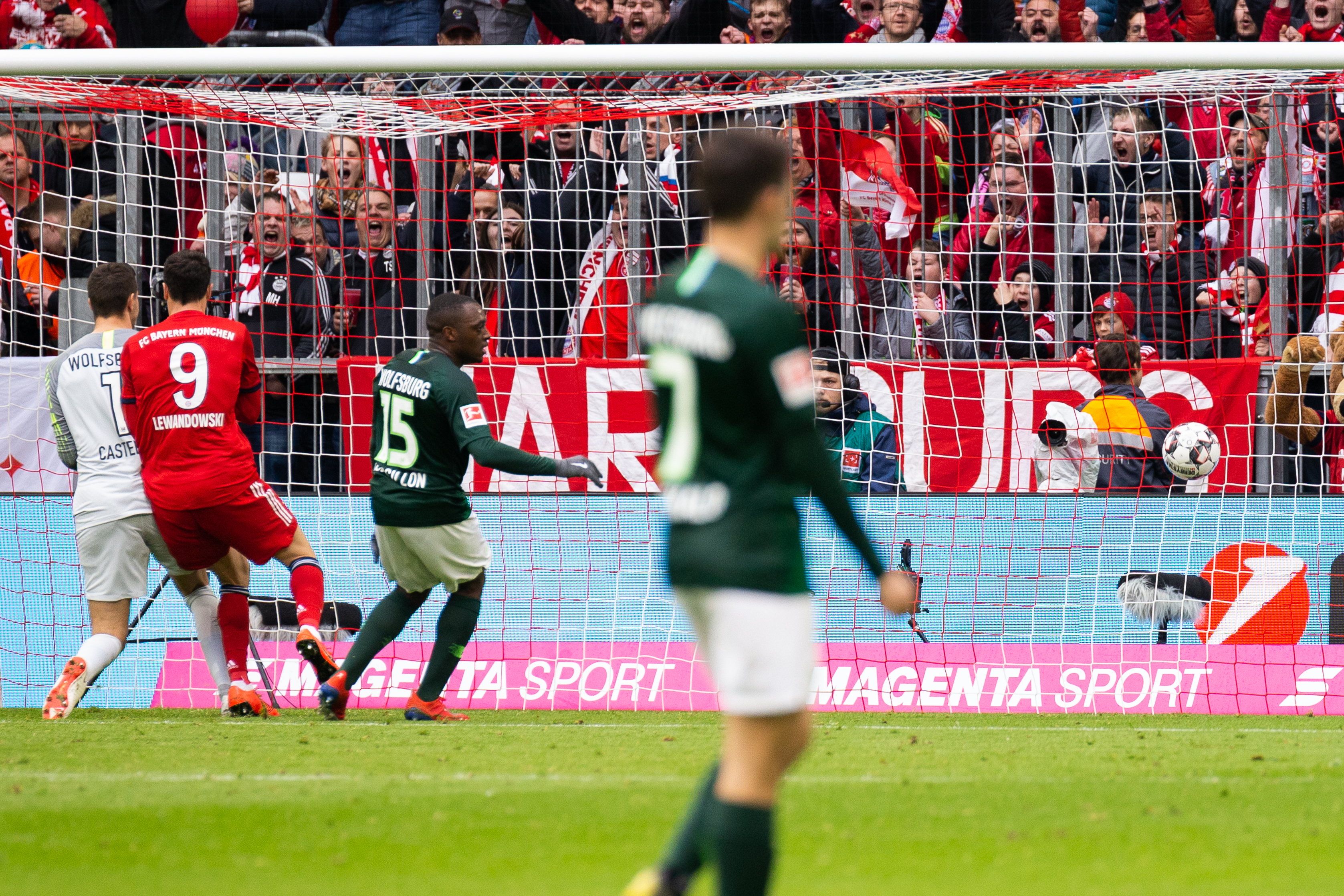
Lewandowski strzela bramkę na 2:0 w meczu z Wolfsburgiem (2019)

#### 2019/2020: Potrójna korona
Sezon 2019/2020 rozpoczął 3 sierpnia 2019 przegranym 0:2 meczem o Superpuchar Niemiec z Borussią Dortmund. 16 sierpnia 2019 zdobył dwie bramki, zapewniając drużynie remis w meczu 1. kolejki Bundesligi z Herhą BSC (2:2). 29 sierpnia przedłużył umowę z Bayernem Monachium do 30 czerwca 2023.
18 września 2019, w wygranym meczu I kolejki fazy grupowej Ligi Mistrzów z Crveną zvezdą Belgrad (3:0), zdobył swoją 200. bramkę w barwach Bayernu Monachium. Oprócz niego tę barierę przekroczyło tylko dwóch zawodników: Gerd Müller (508) oraz Karl-Heinz Rummenigge (217). 28 września, zdobył bramkę w wygranym 3:2 meczu 6. kolejki Bundesligi z SC Paderborn 07, zostając pierwszym zawodnikiem w historii Bundesligi, który w pierwszych sześciu kolejkach strzelił 10 goli. Został też pierwszym zawodnikiem w historii Bayernu Monachium, który strzelał gole w każdym z sześciu pierwszych spotkań sezonu Bundesligi.

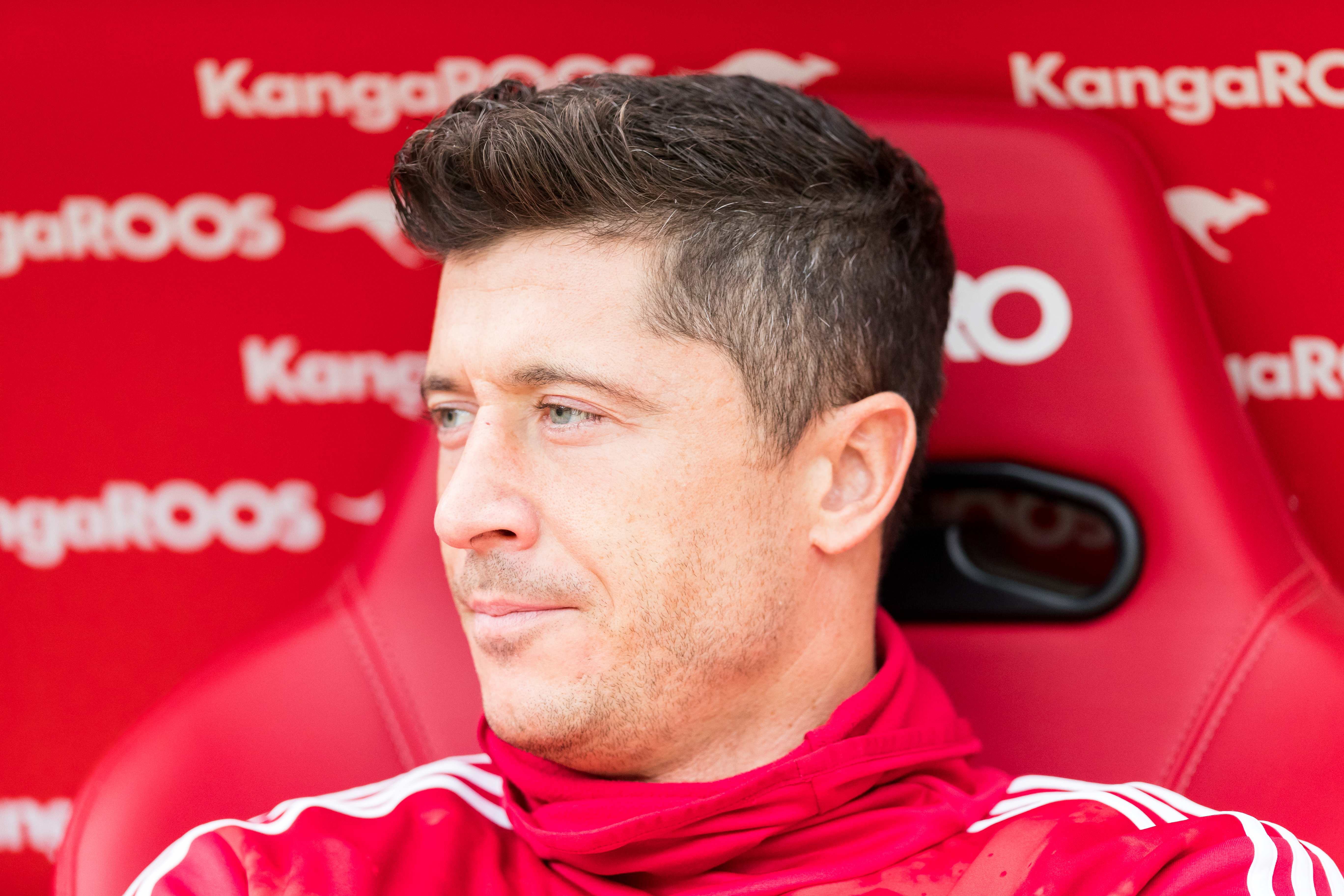
Robert Lewandowski (2019)

1 października 2019 zdobył dwie bramki w wygranym meczu II kolejki fazy grupowej Ligi Mistrzów z Tottenhamem Hotspur (7:2), zrównując się z Ruudem van Nistelrooyem w klasyfikacji strzeleckiej Ligi Mistrzów i zarazem awansując na 5. miejsce z 56 golami w tych rozgrywkach. 5 października, w przegranym meczu 7. kolejki Bundesligi z TSG 1899 Hoffenheim (1:2), zdobył swoją 213. bramkę w Bundeslidze, dzięki czemu awansował na 4. miejsce w klasyfikacji strzelców wszech czasów Bundesligi, zrównując się z Manfredem Burgsmüllerem. 19 października, w meczu 8. kolejki Bundesligi z FC Augsburg (2:2), zdobył swoją 214. bramkę w Bundeslidze, dzięki czemu pozostał samodzielnie na 4. miejscu w klasyfikacji strzelców wszech czasów Bundesligi, a także wyrównał dwa rekordy – zrównał się z Carstenem Janckerem (który jako jedyny piłkarz w historii Bayernu Monachium zdobył przynajmniej jedną bramkę w 11 meczach z rzędu) oraz wyrównał rekord Pierre-Emericka Aubameyanga, który w sezonie 2014/2015 strzelał gole w każdej z pierwszych ośmiu pierwszych kolejek Bundesligi. 9 listopada, w wygranym meczu 11. kolejki Bundesligi z Borussią Dortmund (4:0), zdobył dwie bramki, bijąc 50-letni rekord Gerda Müllera, który w sezonie 1968/1969 jako pierwszy zawodnik w historii zdobywał bramki w pierwszych 11. kolejkach Bundesligi (15 goli w 11 meczach); Lewandowski na tym etapie rozgrywek zdobył 16 goli w 11 meczach.

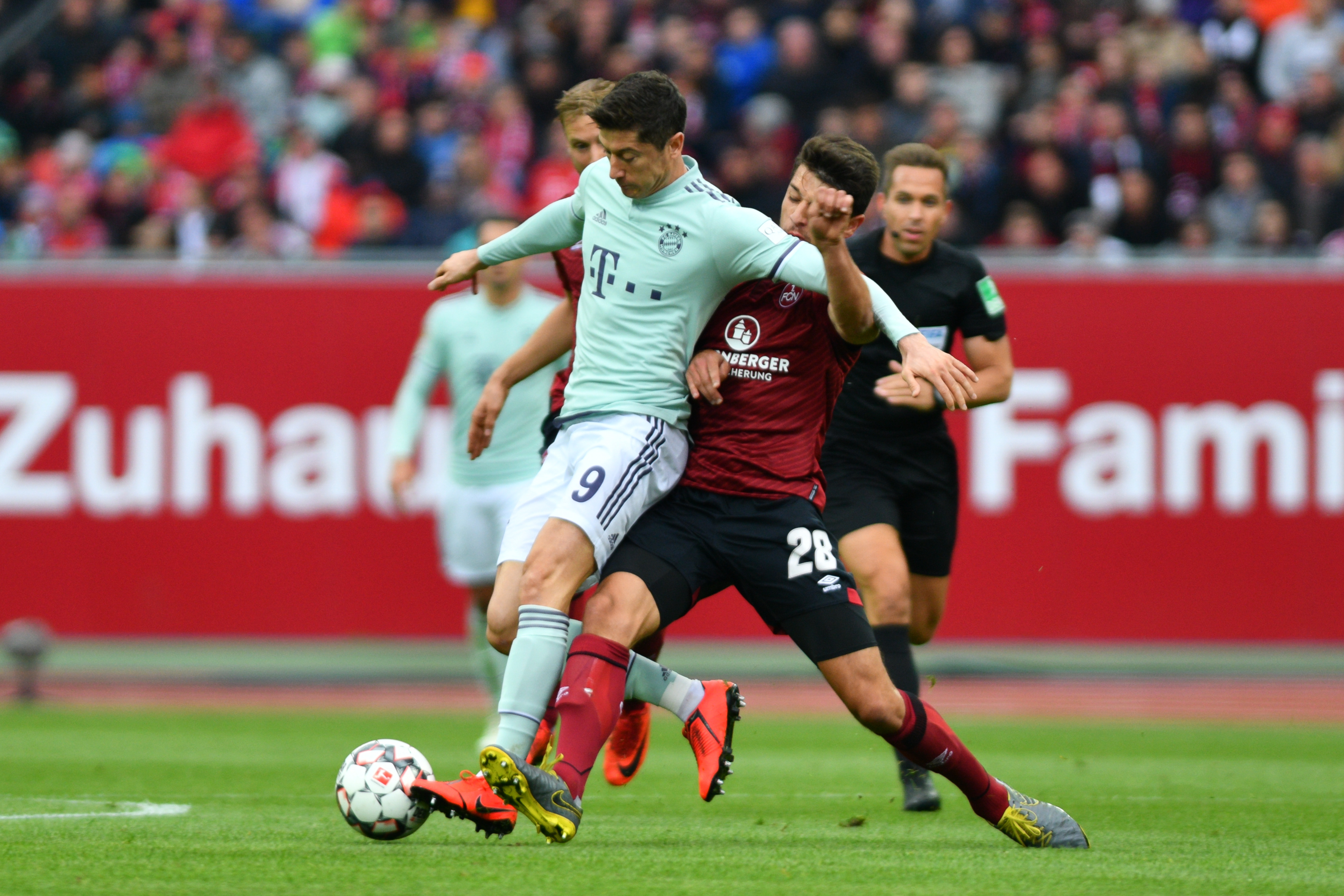
Lewandowski w meczu Bundesligi z 1. FC Nürnberg (2019)

26 listopada 2019, w wygranym meczu V kolejki fazy grupowej Ligi Mistrzów z Crveną zvezdą (6:0), Lewandowski zdobył cztery bramki i awansował na 5. miejsce w klasyfikacji strzelców wszech czasów Ligi Mistrzów. Były to również najszybszej strzelone cztery bramki historii rozgrywek – Polakowi zajęło to 14 minut i 31 sekund (53', 60' 64', 68'). Z dorobkiem 45 goli został wówczas najskuteczniejszym zawodnikiem Bayernu Monachium w Lidze Mistrzów, a także stał się drugim piłkarzem w historii tych rozgrywek, który zdobył dwukrotnie cztery gole w jednym spotkaniu. 2 grudnia 2019 zajął 8. miejsce w plebiscycie „Złotej Piłki”, zdobywszy 44 pkt. Podczas uroczystej gali plebiscytu, odbywającej się w paryskim teatrze Châtelet, zasiadł w pierwszym rzędzie obok Lionela Messiego oraz Virgila van Dijka i wręczył Alissonowi Beckerowi trofeum Lwa Jaszyna, nagrodę dla najlepszego bramkarza 2019.
14 grudnia 2019, w wygranym meczu 15. kolejki Bundesligi z Werderem Brema (6:1), zdobył dwie bramki, zrównując się z Juppem Heynckesem na 3. miejscu w klasyfikacji strzelców wszech czasów Bundesligi z 220 golami. 25 stycznia 2020, w wygranym meczu 19. kolejki Bundesligi z FC Schalke 04 (5:0), zdobył bramkę, zostając pierwszym zawodnikiem w historii Bundesligi, który strzelał gole w dziewięciu meczach z rzędu przeciwko FC Schalke 04, a także wyrównał 50-letni rekord Bundesligi, zostając drugim zawodnikiem w historii tych rozgrywek po Klausie Fischerze, który w latach 1969–1974 strzelał gole w dziewięciu meczach z rzędu jednemu klubowi: z VfB Stuttgart.

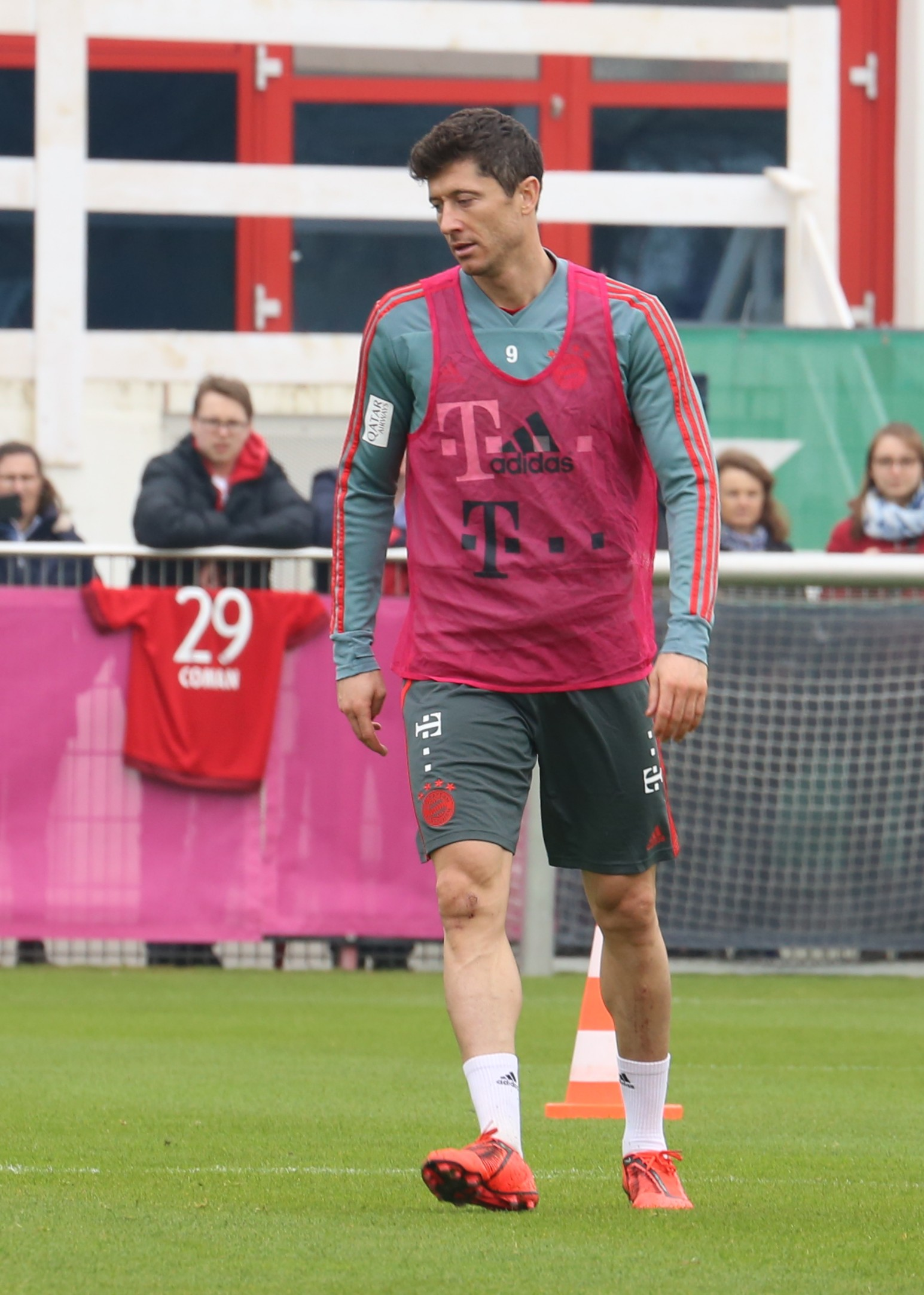
Robert Lewandowski podczas treningu (2019)

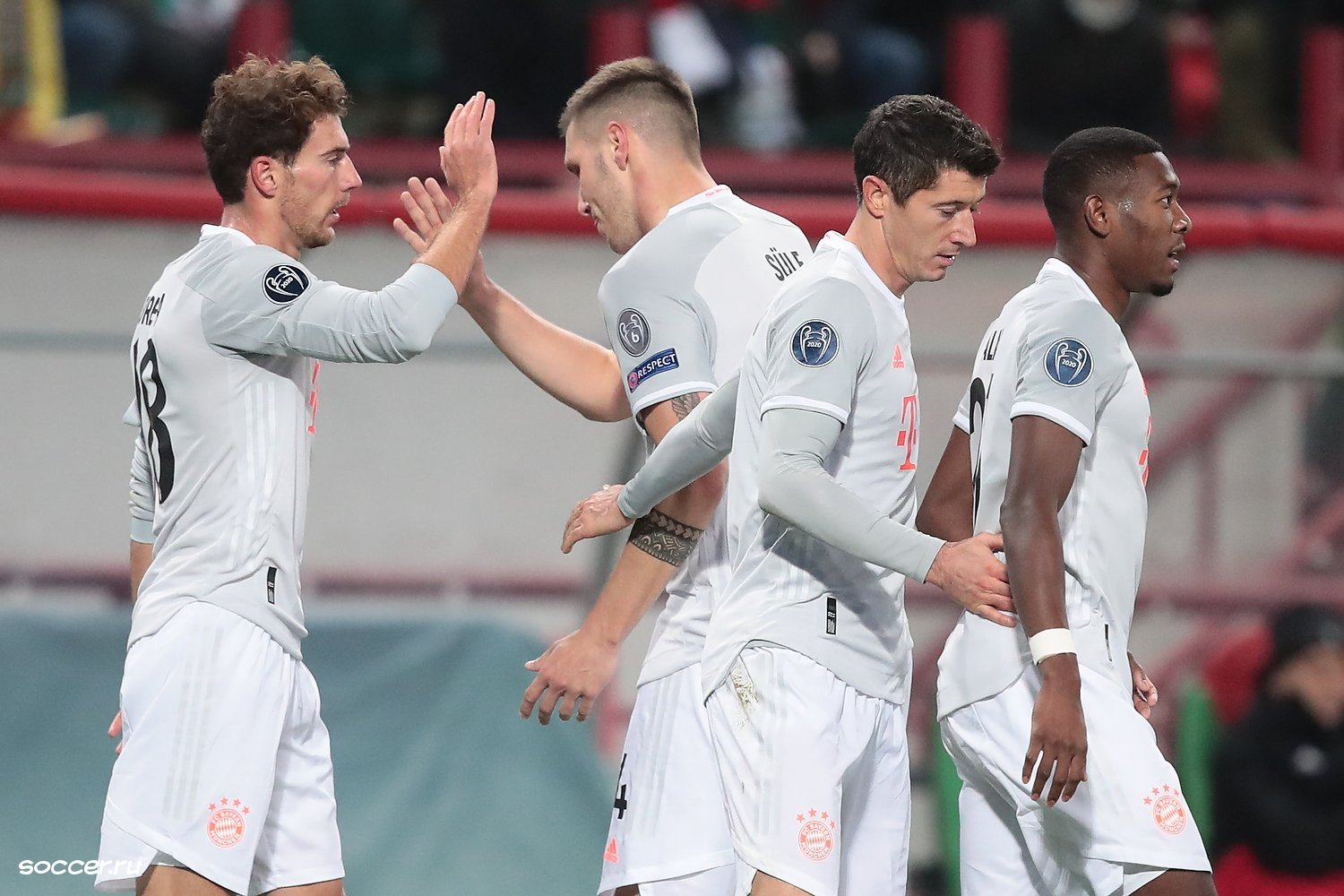
Lewandowski (drugi z prawej) podczas meczu Ligi Mistrzów z Lokomotiwem Moskwa (2020)

25 lutego 2020 zdobył bramkę oraz zaliczył dwie asysty, w rozgrywanym na Stamford Bridge, wygranym meczu 1/8 finału Ligi Mistrzów z Chelsea (3:0). Podczas tego spotkania doznał kontuzji kolana, która wyłączyła go z gry na miesiąc. Do gry powrócił 17 maja, po przerwie spowodowanej pandemią COVID-19, w meczu 26. kolejki Bundesligi przeciwko Unionowi Berlin. Rozegrał w tym meczu 90 minut i zdobył bramkę z rzutu karnego. W następnej kolejce zdobył bramkę w meczu z Eintrachtem Frankfurt, przyczyniając się do wygranej Bayernu 5:2. 30 maja strzelił dwie bramki w meczu z Fortuną Düsseldorf. 6 czerwca w ligowym meczu z Bayerem Leverkusen uzyskał kolejne trafienie, zdobywając swoją 30. bramkę w sezonie, jako pierwszy piłkarz spośród pięciu najlepszych europejskich lig. 16 czerwca zdobył zwycięską bramkę w meczu z Werderem Brema (1:0), co pozwoliło Bayernowi na zapewnienie sobie tytułu mistrzowskiego na dwie kolejki przed końcem rozgrywek. Był to 30. tytuł mistrzowski Bayernu, a 8. w karierze i 6. z rzędu Lewandowskiego.
20 czerwca 2020 w meczu z SC Freiburg zdobył swoje 32. i 33. trafienie w sezonie, bijąc rekord należący do Pierre Emericka-Aubameyanga i tym samym zostając najlepszym obcokrajowcem pod względem liczby zdobytych bramek w jednym sezonie Bundesligi. 27 czerwca zdobył bramkę z wygranym 4:0 meczu z VfL Wolfsburg i, notując 34 trafienia, po raz piąty w karierze zdobył tytuł króla strzelców Bundesligi. Klubowe rozgrywki ligowe zakończył również jako lider klasyfikacji Europejskiego Złotego Buta. 4 lipca 2020 strzelił dwie bramki w meczu finałowym przeciwko Eintrachtowi Frankfurt (4:2), wraz z Bayernem zdobył tym samym Puchar Niemiec. Z dorobkiem sześciu goli jako pierwszy zawodnik w historii, po raz piąty w karierze został królem strzelców Pucharu Niemiec.

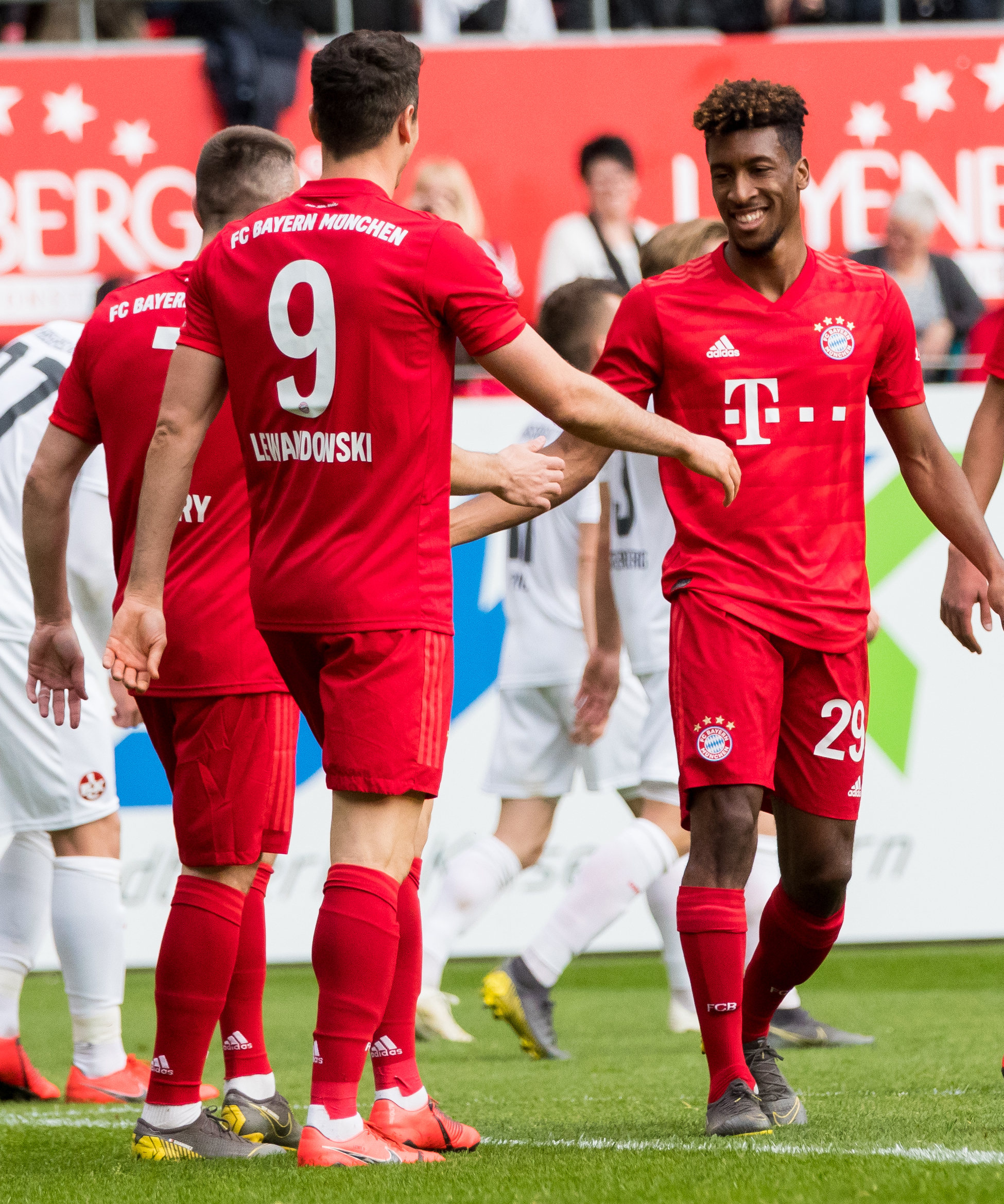
Lewandowski i strzelec bramki dającej zwycięstwo w Lidze Mistrzów 2019/2020, Kingsley Coman (2019)

##### Zwycięstwo w Lidze Mistrzów
8 sierpnia 2020 powrócił z Bayernem do rozgrywek Ligi Mistrzów UEFA. W 10. minucie rewanżowego spotkania 1/8 finału z Chelsea został sfaulowany w polu karnym przez bramkarza gości, Wilfredo Caballero, a następnie skutecznie wykorzystał rzut karny. W 83. minucie zdobył swoją drugą bramkę, ustalając wynik spotkania na 4:1. Poza tym zanotował także asysty przy bramkach Ivana Perisicia (na 2:0) oraz Corentina Tolisso (na 3:1) i został wybrany zawodnikiem meczu. Druga bramka Lewandowskiego w tym spotkaniu była jego 66. w historii rozgrywek, co pozwoliło mu wyprzedzić Karima Benzemę i awansować na 4. miejsce w klasyfikacji strzelców wszech czasów Ligi Mistrzów. W dwumeczu Bayern pokonał Chelsea 7:1, a Lewandowski miał udział we wszystkich zdobytych przez jego drużynę bramkach. W ćwierćfinałowym meczu Bayernu z Barceloną, z uwagi na historię pojedynków i klasę sportową drużyn określanym przez media jako „hit” tej fazy rozgrywek, Lewandowski zdobył bramkę i zanotował asystę przy otwierającym wynik meczu, golu Thomasa Müllera, w 4. minucie spotkania, które zakończyło się zwycięstwem Bayernu 8:2. Był to pierwszy przypadek od 1949, kiedy Bayern stał się pierwszą drużyną w historii, która zdobyła osiem bramek w jednym meczu ćwierćfinału Ligi Mistrzów. Rywalem Bayernu w półfinale okazał się francuski Olympique Lyon, a media w Polsce zapowiadały mecz jako pojedynek dwóch byłych gwiazd Ekstraklasy, Lewandowskiego i Marcelo, byłego defensora Wisły Kraków. W meczu półfinałowym, rozegranym 19 sierpnia 2020, Lewandowski zdobył bramkę oraz asystował przy golu Serga Gnabry’ego i ostatecznie po zwycięstwie 3:0 po raz drugi w karierze awansował do finału Ligi Mistrzów. W finale, rozegranym 23 sierpnia 2020 na Estádio da Luz, przeciwnikiem Bayernu był zespół Paris Saint-Germain. Spotkanie zakończyło się zwycięstwem Bayernu Monachium 1:0 po bramce Kingsleya Comana. Lewandowski jako jeden z liderów drużyny rozegrał całe spotkanie, mając szanse na zdobycie gola i po raz pierwszy w karierze, jako piąty Polak w historii (po Zbigniewie Bońku, Józefie Młynarczyku, Jerzym Dudku i Tomaszu Kuszczaku), zdobył puchar Ligi Mistrzów UEFA.
W zwycięskim dla swojej drużyny sezonie zdobywał w bramki w 9 z 10 rozegranych spotkań i z dorobkiem 15 goli pierwszy raz w karierze został królem strzelców Ligi Mistrzów. Zwycięstwo w rozgrywkach zadedykował swojej rodzinie – żonie, córkom oraz nieżyjącemu ojcu.
Rozgrywki klubowe zakończył z dorobkiem 55 goli i 10 asyst uzyskanych w 47 występach, zdobywając mistrzostwo Niemiec, Puchar Niemiec, wygrywając rozgrywki Ligi Mistrzów UEFA, a także zostając królem strzelców wszystkich rozgrywek w jakich występował. Po zakończeniu sezonu został wybrany najlepszym piłkarzem Bundesligi oraz jako szósty obcokrajowiec w historii, piłkarzem roku w Niemczech.

#### 2020/2021: Piłkarz z największą liczbą goli w jednym sezonie Bundesligi
Sezon rozpoczął od wygranego meczu 1. kolejki Bundesligi z FC Schalke 04 (8:0). W 31. minucie spotkania wykorzystał rzut karny podyktowany po faulu na nim, a także zaliczył dwie asysty, w tym jedną po dośrodkowaniu raboną. Dzięki zdobytej bramce stał się pierwszym zawodnikiem w historii Bundesligi, który zdobywał bramki przeciwko FC Schalke 04 w 10 meczach z rzędu.
24 września 2020, pokonując drużynę Sevilli, zdobył z klubem Superpuchar Europy UEFA. Mecz pomiędzy triumfatorami Ligi Mistrzów UEFA i Ligi Europy UEFA został rozegrany na stadionie Puskás Aréna w Budapeszcie i zakończył się zwycięstwem Bayernu 2:1 po dogrywce. Lewandowski rozegrał całe spotkanie oraz zanotował asystę przy bramce Leona Goretzki na 1:1 w 34. minucie.
30 września zanotował dwie asysty przy golach Corentina Tolisso oraz Joshuy Kimmicha i, pokonując 3:2 zespół Borussii Dortmund, zdobył z Bayernem szósty w karierze Superpuchar Niemiec.

##### Piłkarz Roku UEFA
23 września 2020 ogłoszono nominację Lewandowskiego do nagrody dla najlepszego piłkarza w Europie, przyznawanej przez UEFA. W finałowej trójce corocznego plebiscytu znalazł się wraz z Manuelem Neuerem oraz Kevinem De Bruyne. 1 października podczas ceremonii losowania grup Ligi Mistrzów w Nyonie został wybrany najlepszym napastnikiem minionego sezonu oraz jako pierwszy Polak w historii otrzymał nagrodę Piłkarza Roku UEFA, przyznawaną dla najlepszego piłkarza występującego w europejskim klubie. W głosowaniu wzięło udział 80 trenerów europejskich klubów piłkarskich, a także 55 dziennikarzy. Lewandowski zwyciężył w plebiscycie, zdobywając 477 punktów, z przewagą 387 nad drugim w klasyfikacji De Bruyne. 

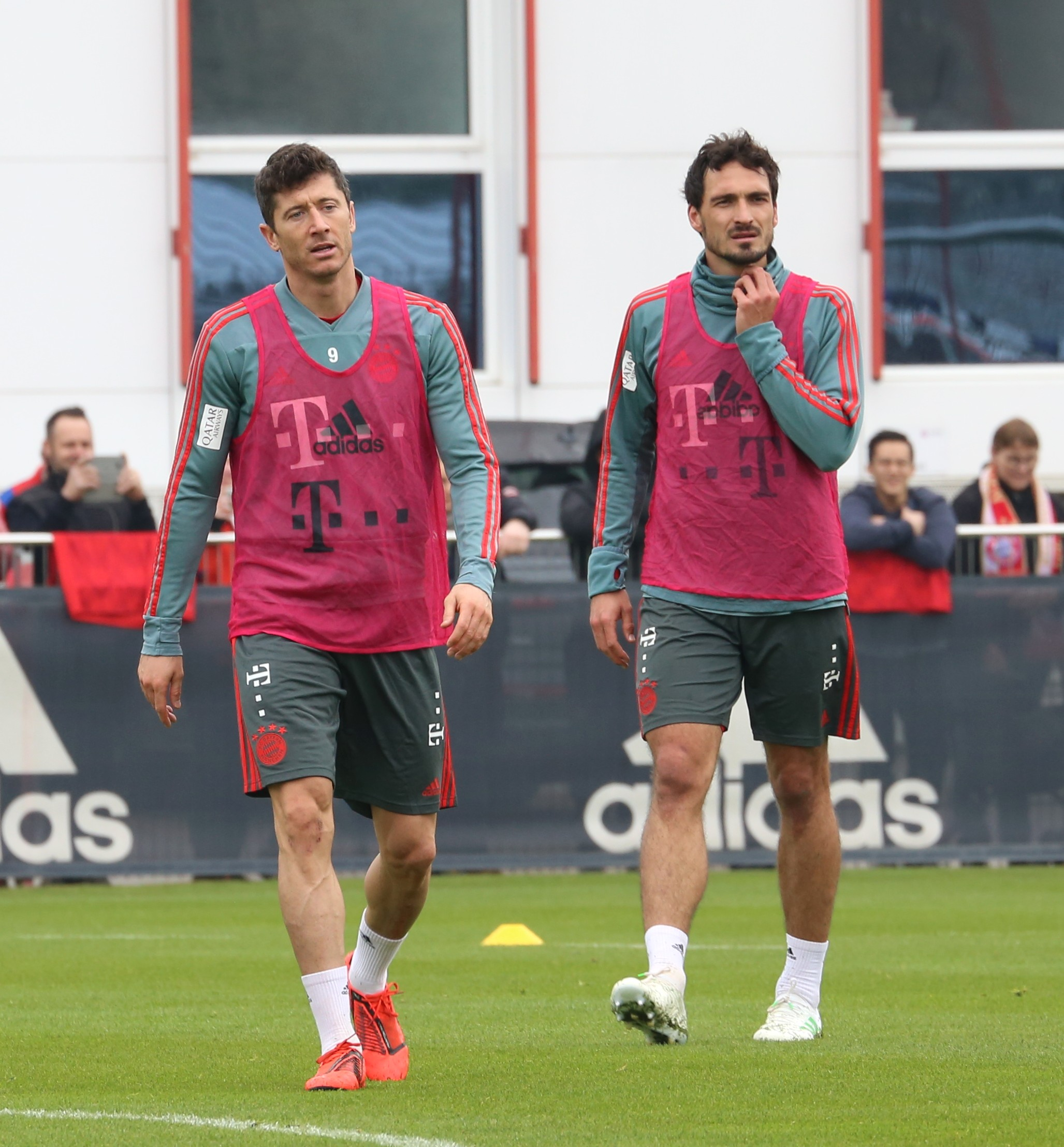
Lewandowski i Mats Hummels (2019)

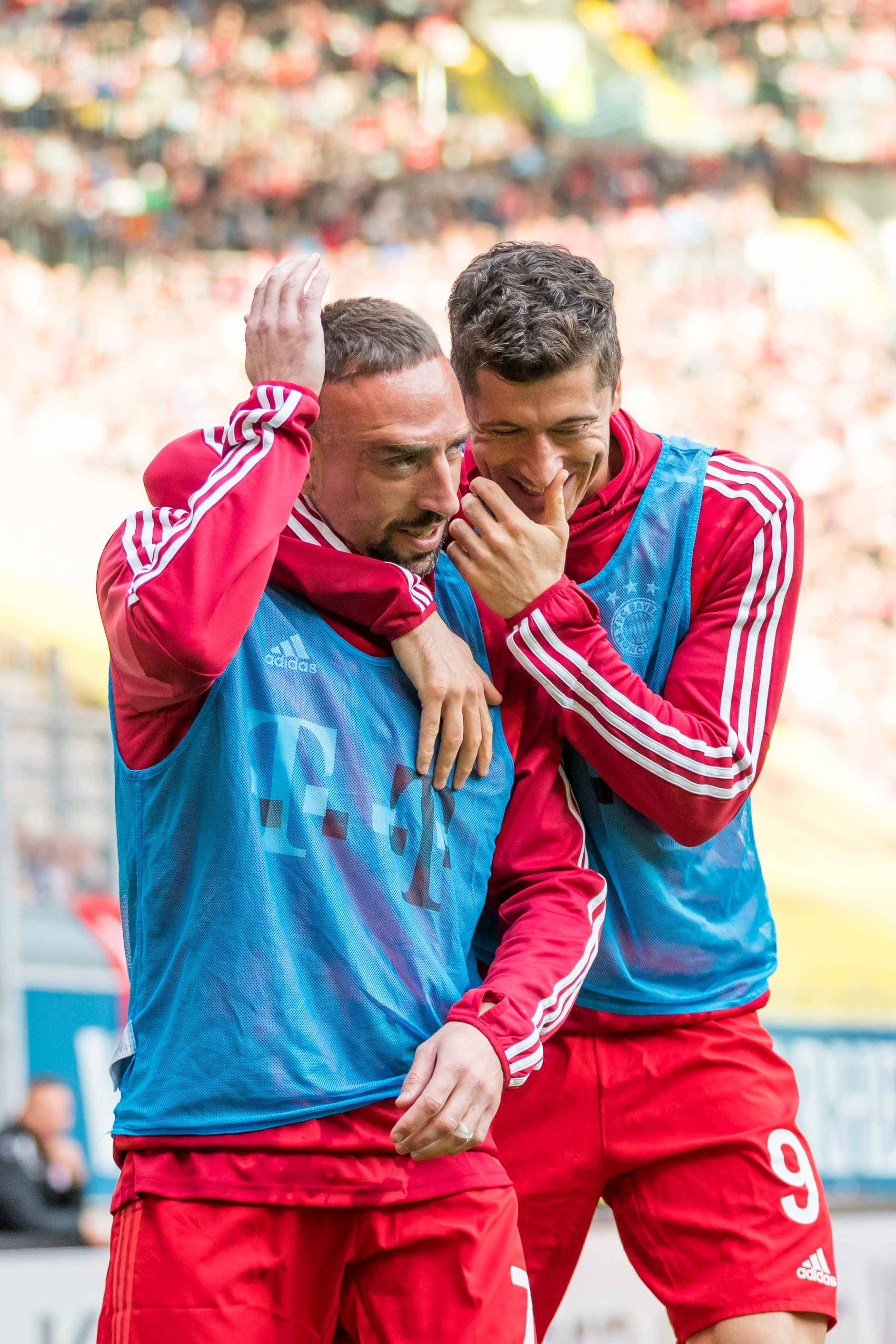
Franck Ribéry i Robert Lewandowski, laureaci nagrody Piłkarza Roku UEFA z 2012 i 2020

4 października zdobył wszystkie cztery bramki dla Bayernu w wygranym 4:3 ligowym meczu z Herhą BSC. Pierwsza bramka Polaka w tym spotkaniu, była jego 100. strzeloną na stadionie Bayernu – Allianz Arenie, natomiast druga – 500. trafieniem w jego seniorskiej karierze. Był to drugi przypadek, kiedy to Lewandowski strzelił co najmniej cztery bramki w jednym meczu Bundesligi. 17 października zdobył dwie bramki i zanotował asystę w meczu z Arminią Bielefed, trafiając tym samym przeciwko ostatniej drużynie spośród występujących w Bundeslidze w sezonie 2020/2021, której bramkarza dotychczas nie miał okazji pokonać. 24 października trafił trzykrotnie w spotkaniu z Eintrachtem Frankfurt i stał się pierwszym piłkarzem w historii Bundesligi, który uzyskał 10 trafień w pierwszych pięciu kolejkach. 3 listopada w meczu fazy grupowej z Red Bull Salzburg zdobył dwie pierwsze bramki w nowym sezonie Ligi Mistrzów. 7 listopada zdobył bramkę oraz zaliczył asystę w ligowym meczu z Borussią Dortmund. Mecz był jego 300. oficjalnym spotkaniem w barwach Bayernu Monachium, dla którego zdobył w tym czasie 259 goli.
10 listopada 2020 został wybrany najlepszym piłkarzem świata w plebiscycie Goal 50, organizowanym przez największy, międzynarodowy portal informacyjny o piłce nożnej. 14 grudnia włoski dziennik „Tuttosport” uhonorował go nagrodą Golden Player Award, dzięki czemu Lewandowski został pierwszym zawodnikiem wyróżnionym tą nagrodą.
16 grudnia w wygranym 2:1 meczu z VfL Wolfsburg zdobył swoją 250. i 251. bramkę w Bundeslidze, stając się trzecim w historii, po Gerdzie Müllerze (365 goli) i Klausie Fischerze (268 goli), zawodnikiem, który tego dokonał.

##### Piłkarz Roku FIFA
11 listopada 2020 został nominowany do nagrody dla najlepszego piłkarza na świecie, przyznawanej corocznie przez FIFA. Osiągnięcia drużynowe i indywidualne stawiały go w roli faworyta do zwycięstwa. 17 grudnia podczas gali plebiscytu jako pierwszy Polak w historii otrzymał nagrodę Piłkarza Roku FIFA. Wygrał plebiscyt, uzyskując maksymalną liczbę 52 punktów, na które składały się głosy selekcjonerów reprezentacji narodowych, kapitanów tych drużyn, a także przedstawicieli światowych mediów. W głosowaniu trenerów otrzymał 554 punkty, ponad dwuipółkrotnie więcej niż Leo Messi (196), natomiast w wyborach kapitanów reprezentacji, 631 pkt, tj. ponad dwa razy więcej niż Cristiano Ronaldo (259). W głosowaniu przedstawicieli mediów uzyskał 807 na 945 możliwych punktów. Mimo wirtualnej formy gali wręczenia nagród, Lewandowski otrzymał trofeum osobiście z rąk prezydenta FIFA, Gianniego Infantino, który specjalnie w tym celu przyleciał do Monachium. Po ceremonii piłkarz wziął udział w konferencji prasowej, podczas której poza podziękowaniami docenił klasę sportową swoich rywali, Messiego i Ronaldo, którzy także oddali na niego swoje głosy.
Po odebraniu nagrody z Lewandowskim w formie wideorozmowy połączył się jego idol piłkarski z czasów młodości, Thierry Henry, który pogratulował mu sukcesu. Dwa dni po otrzymaniu nagrody Lewandowski wraz z drużyną Bayernu udał się do Leverkusen, gdzie czekał go kolejny ligowy mecz – w spotkaniu z Bayerem strzelił dwie bramki: pierwszą, dającą remis, w końcówce pierwszej połowy, natomiast drugą w ostatniej doliczonej minucie spotkania. Tym samym zapewnił swojej drużynie zwycięstwo, jak również awans na pozycję lidera rozgrywek na czas przerwy świąteczno-noworocznej.

Rok 2020 zakończył jako najskuteczniejszy strzelec roku kalendarzowego w Europie, z dorobkiem 47 goli uzyskanych w 43 spotkaniach. 24 grudnia został wybrany piłkarzem roku w plebiscycie dziennika „The Guardian”. 26 grudnia jako trzeci Polak w historii, po Zdzisławie Krzyszkowiaku i Irenie Szewińskiej, został wybrany najlepszym sportowcem roku w Europie, w 63. Ankiecie Polskiej Agencji Prasowej, jednym z najstarszych plebiscytów sportowych świata, organizowanym od 1958 – w głosowaniu 25 europejskich agencji prasowych otrzymał 180 pkt, wyprzedzając m.in. Lewisa Hamiltona i Armanda Duplantisa. 27 grudnia został wybrany piłkarzem roku w plebiscycie Globe Soccer Awards; po zdobyciu wyróżnienia jego wizerunek został wyświetlony na najwyższym budynku świata – Burdż Chalifie. Na uroczystej gali plebiscytu odbywającej się w Dubaju, wraz z Ikerem Casillasem i Cristiano Ronaldo wziął udział międzynarodowej konferencji sportowej pod hasłem „Football at the Top” (pol. Futbol na szczycie), a także – jako przedstawiciel Bayernu Monachium – odebrał nagrodę dla najlepszego klubu roku. 

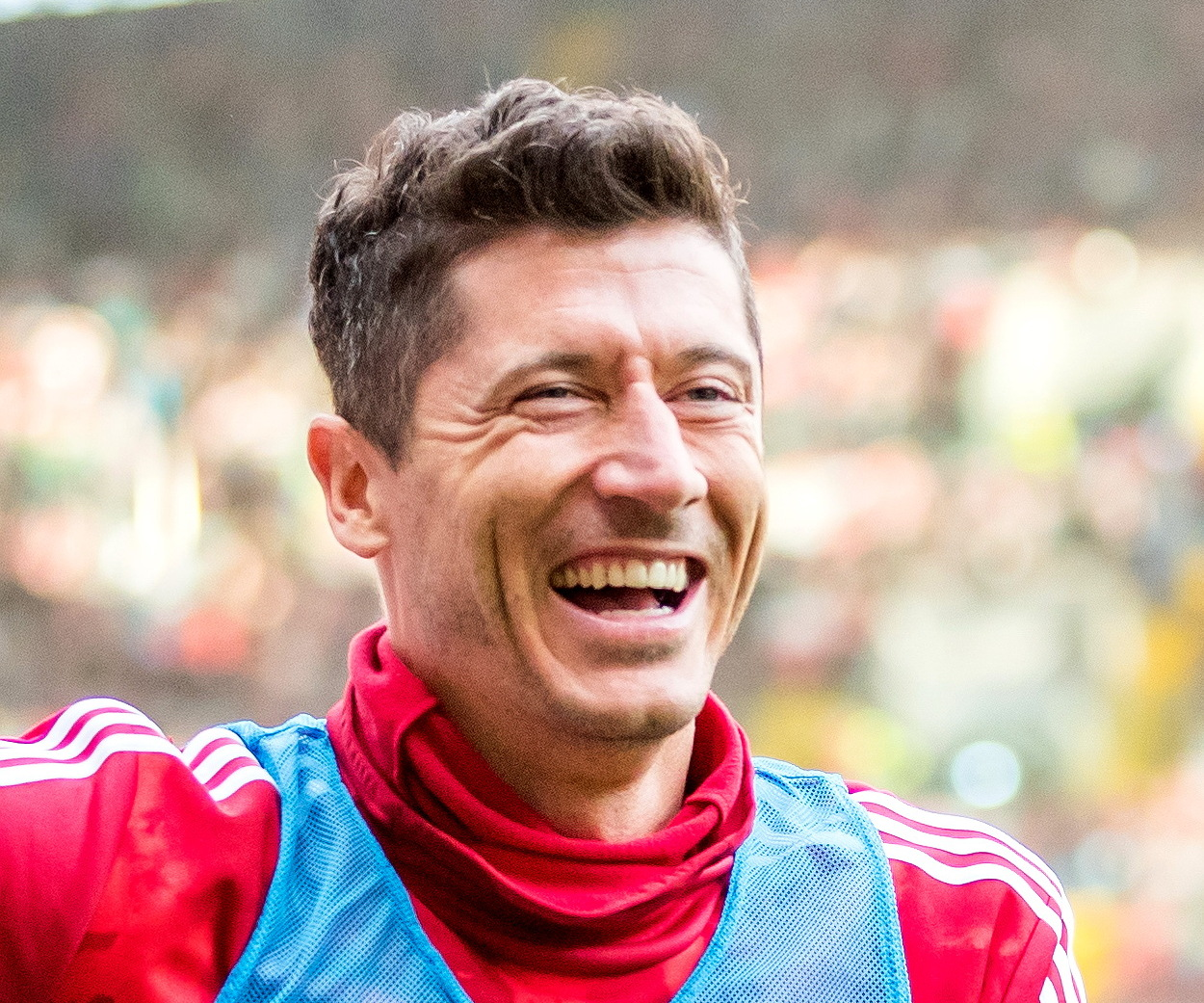
Lewandowski (2019)

1 stycznia 2021 wraz z Naomi Ōsaką został wybrany najlepszym sportowcem roku 2020 na świecie w głosowaniu Światowego Stowarzyszenia Prasy Sportowej AIPS, a dzień później wraz z Igą Świątek triumfował w 38. plebiscycie AIPS Europe jako najlepszy sportowiec w Europie. 3 stycznia zdobył dwie bramki oraz zanotował asystę w wygranym 5:2 ligowym meczu z 1. FSV Mainz 05. Był to szósty mecz w trwającym sezonie Bundesligi, w którym Lewandowski zdobył co najmniej dwie bramki, a także 56. dublet strzelony w historii jego występów w Bundeslidze. Pobił tym samym rekord należący do Gerda Müllera, wynoszący 55 dubletów. 8 stycznia zdobył bramkę z rzutu karnego w spotkaniu z Borussią Mönchengladbach, po raz pierwszy w karierze kompletując 20 goli już po 15 ligowej kolejce. 9 stycznia wraz z Igą Świątek został laureatem Wielkiej Honorowej Nagrody Sportowej Polskiego Komitetu Olimpijskiego im. Piotra Nurowskiego w kategorii „Zawodnik” za osiągnięcia w 2020, a także zwyciężył w 86. Plebiscycie Przeglądu Sportowego na najlepszego sportowca Polski 2020, triumfując w plebiscycie po raz drugi w karierze.
17 stycznia 2021 dzięki bramce zdobytej w ligowym meczu z Freiburgiem (2:1) stał się pierwszym piłkarzem w historii, który zdobył 21 goli po rundzie jesiennej sezonu Bundesligi. Pobił rekord należący do Gerda Müllera, który na tym samym etapie sezonu 1968/1969 zgromadził 20 bramek. 20 stycznia znalazł się w wybranej głosami kibiców drużynie roku UEFA. 24 stycznia, strzelając bramkę w meczu z Schalke 04, stał się pierwszym piłkarzem w historii, który zdobywał bramki w ośmiu z rzędu wyjazdowych spotkaniach, a także poprawił rekord najdłuższej serii meczów z golem przeciwko jednemu klubowi do 11 spotkań.
W lutym 2021 Międzynarodowa Federacja Historyków i Statystyków Futbolu (IFFHS) z dorobkiem 47 goli uznała go za najskuteczniejszego napastnika na świecie, a także uhonorowała tytułem piłkarza roku 2020 i umieściła w najlepszej drużynie dekady.

##### Klubowe mistrzostwo świata
1 lutego 2021 znalazł się w składzie Bayernu Monachium na Klubowe Mistrzostwa Świata 2020. Bayern jako zwycięzca Ligi Mistrzów UEFA zmagania na rozgrywanym w Katarze turnieju rozpoczął od półfinału, w którym zmierzył się ze zdobywcą afrykańskiej Ligi Mistrzów, egipskim Al-Ahly. W spotkaniu rozegranym 8 lutego na Ahmed bin Ali Stadium Lewandowski strzelił dwa gole, a także został wybrany zawodnikiem meczu i dzięki zwycięstwu 2:0 awansował z drużyną do finału. Rozgrywając mecz z Al-Ahly, Lewandowski stał się pierwszym Polakiem, który zagrał na klubowych mistrzostwach świata, a zarazem pierwszym polskim strzelcem i najskuteczniejszym zawodnikiem Bayernu Monachium w historii turnieju. W finale, rozegranym 11 lutego 2021 na Education City Stadium w Ar-Rajjan, Bayern mierzył się ze zwycięzcą Ligi Mistrzów CONCACAF, meksykańskim zespołem Tigres UANL. Lewandowski rozegrał w tym spotkaniu 73 minuty i miał udział przy zwycięskiej bramce Benjamina Pavarda z 59. minuty spotkania, które zakończyło się zwycięstwem niemieckiej drużyny 1:0. Po zakończeniu meczu Lewandowski otrzymał Złotą Piłkę dla najlepszego zawodnika turnieju, a także został wybrany najlepszym zawodnikiem meczu finałowego. Stał się wówczas drugim, po Tomaszu Kuszczaku, polskim piłkarzem, który sięgnął po klubowe mistrzostwo świata, i trzecim, biorąc pod uwagę Puchar Interkontynentalny, natomiast Bayern jako druga drużyna w historii, po FC Barcelonie z 2009, zdobył szóste trofeum podczas jednej kampanii.

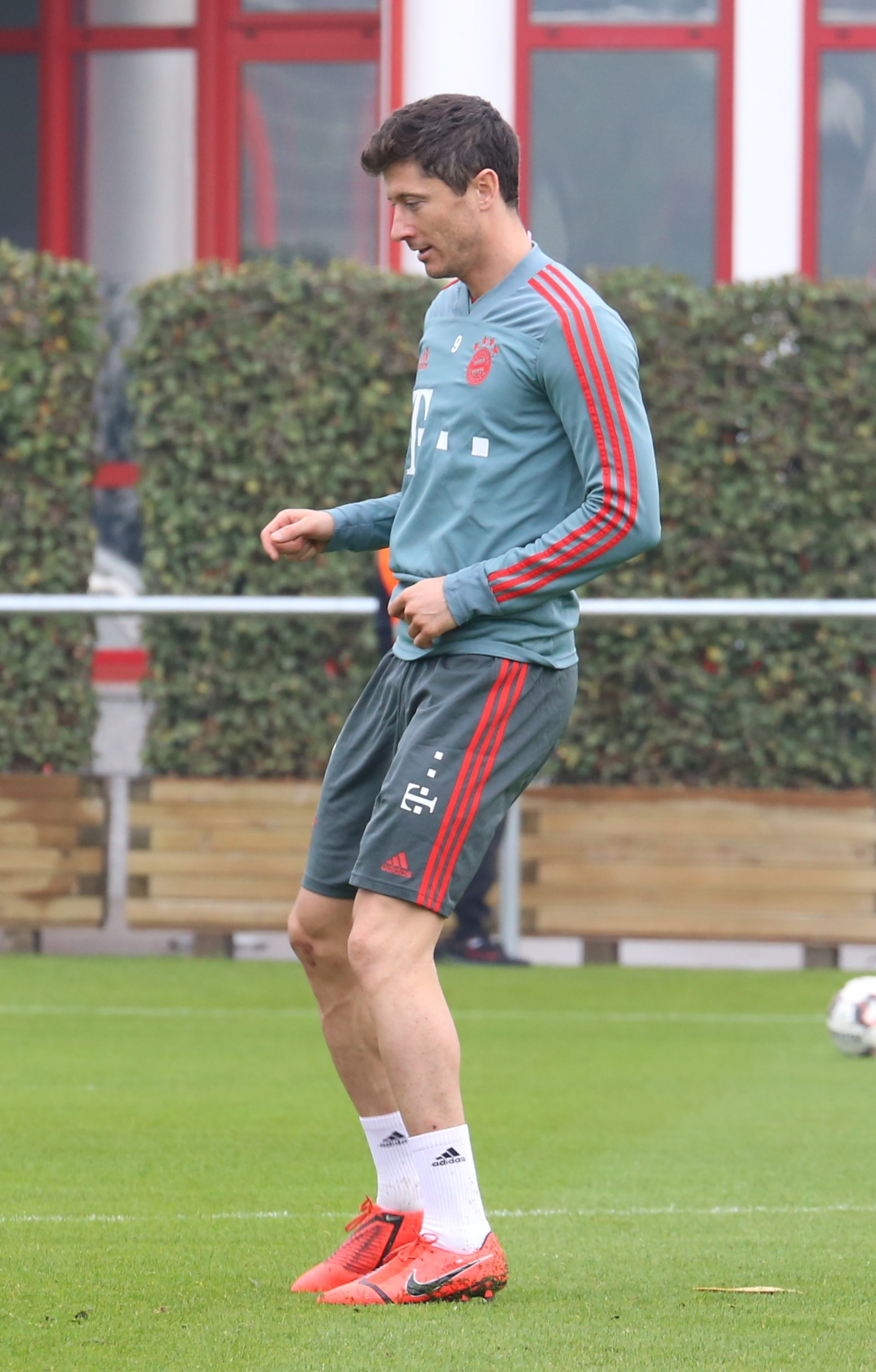
Lewandowski (2019)

13 lutego 2021 po raz dziewiąty w karierze został wybrany piłkarzem roku w plebiscycie „Piłki Nożnej”. 15 lutego w meczu z Arminią Bielefeld (3:3) zdobył swoją 30. bramkę we wszystkich rozgrywkach w trwającym sezonie, osiągając ten wynik najszybciej spośród piłkarzy występujących w pięciu najlepszych europejskich ligach. Z 28 goli zdobytych w tym sezonie Lewandowski 23 z nich zdobył poprzez strzały w dolne rogi bramki, 25 po maksymalnie dwóch kontaktach z piłką, a 10 po uderzeniach z dystansu większego niż 11 metrów. 23 lutego zdobył bramkę w pierwszym meczu 1/8 finału Ligi Mistrzów z S.S. Lazio (4:1). 6 marca zdobył hattricka w meczu z Borussią Dortmund, stając się pierwszym piłkarzem w historii Bundesligi, który zdobywał co najmniej dwie bramki w szóstym meczu z rzędu przeciwko tej drużynie rozgrywanym na Allianz Arena. 12 marca został wybrany piłkarzem roku 2020 w plebiscycie serwisu 433, otrzymując pamiątkowy pierścień na wzór przyznawanych zwycięzcom koszykarskiej NBA. 13 marca w meczu z Werderem Brema (3:1) zdobył swoją 268. bramkę w Bundeslidze, zrównując się z wiceliderem klasyfikacji wszech czasów, Klausem Fischerem. Był to 300. gol Lewandowskiego zdobyty łącznie na najwyższych poziomach ligowych w Polsce i Niemczech. 17 marca zdobył bramkę w rewanżowym meczu 1/8 finału Ligi Mistrzów z Lazio (2:1) i awansował z drużyną do ćwierćfinału. 20 marca strzelił trzy bramki w meczu z VfB Stuttgart i z dorobkiem 271. goli został samodzielnym wiceliderem klasyfikacji strzelców wszech czasów Bundesligi.

##### Rekord Gerda Müllera
Ze względu na regularność strzelecką stał się kandydatem do pobicia rekordu liczby bramek strzelonych w jednym sezonie Bundesligi, ustanowionego przez Gerda Müllera, który w sezonie 1971/1972 zdobył 40 ligowych bramek. 28 marca 2021 Lewandowski doznał urazu w meczu drużyny narodowej z Andorą, przez co nie wystąpił w czterech ligowych meczach (z RB Leipzig, 1. FC Union Berlin, VfL Wolfsburg oraz Bayerem Leverkusen), a także opuścił dwumecz 1/4 finału Ligi Mistrzów UEFA z Paris Saint-Germain, po którym Bayern odpadł z rozgrywek. Dążenie Lewandowskiego do poprawienia rekordu stało się jednym z głównych tematów dyskusji sportowej w polskich i niemieckich mediach, a także przedmiotem zakładów bukmacherskich. Portal Sport.pl uruchomił licznik goli Lewandowskiego, a multimedialny nośnik, odliczający bramki pozostałe piłkarzowi do osiągnięcia celu, zawisł przy skrzyżowaniu Alei Jerozolimskich i ul. Marszałkowskiej w Warszawie.
Lewandowski powrócił do gry 24 kwietnia 2021, strzelając w meczu z 1. FSV Mainz 05 (1:2) swoją 36. ligową bramkę w sezonie i wyrównując tym samym wyczyn Gerda Müllera z sezonu 1972/1973. 8 maja dzięki porażce wicelidera tabeli RB Lipsk z Borussią Dortmund 2:3, Bayern przystąpił do meczu 32. kolejki Bundesligi z Borussią Mönchengladbach jako mistrz Niemiec – Lewandowski zdobył w tym spotkaniu (6:0) hat tricka oraz zanotował asystę, kompletując 39 bramek i zbliżając się na dystans jednego gola do legendarnego rekordu. Pierwsza bramka zdobyta przez Lewandowskiego w drugiej minucie gry była najszybciej strzeloną przez niego bramką w historii występów w Bundeslidze. Lewandowski został również najskuteczniejszym polskim piłkarzem w jednym sezonie na najwyższym poziomie ligowym oraz pobił liczący 94 lata rekord, ustanowiony przez Henryka Reymana, który w 1927 zdobył 37 bramek dla Wisły Kraków.
W meczu 33. kolejki, wykorzystując rzut karny przeciwko SC Freiburg, strzelił swojego 40. gola w rozgrywkach ligowych, tym samym wyrównując rekord Gerda Müllera z sezonu 1971/1972. Po zdobyciu bramki zaprezentował podkoszulkę z wizerunkiem Gerda Müllera i napisem 4ever Gerd (pol. Na zawsze Gerd), a następnie przebiegł przez szpaler utworzony dla niego przez kolegów z drużyny oraz sztab szkoleniowy. W Monachium i Düsseldorfie zawisły billboardy z hasłem: „Robert Lewandowski – wir sind sehr stolz auf dich in Polen!” (pol. Robert Lewandowski – jesteśmy z ciebie dumni w Polsce!), ufundowane przez grupę Wirtualna Polska.
22 maja 2021 w meczu 34. kolejki Bundesligi z FC Augsburg (5:2) strzelił 41. bramkę w sezonie i pobił rekord Gerda Müllera z sezonu 1971/1972. Dokonał tego w swoim 350. występie w Bundeslidze (250 zwycięskim). Oddał w tym spotkaniu sześć strzałów, natomiast kluczową bramkę zdobył w 90. minucie spotkania, pokonując polskiego bramkarza Rafała Gikiewicza. Ustanowił tym samym nowy rekord bramek strzelonych przez piłkarza w jednym sezonie Bundesligi. Potrzebował do tego 29 występów, zdobywając bramki w 25 z nich. Strzelał gola co 60 rozegranych minut, zdobywając średnio 1,41 bramki na mecz i wyrównał również rekord Bundesligi, który sam ustanowił w poprzednim roku. Po ustanowieniu rekordu wraz z prezydentem klubu Karlem Heinzem-Rummenigge spotkał się w klubowym muzeum z żoną Gerda Mullera, Uschi, której przekazał pamiątkową koszulkę z dedykacją dla jej ciężko chorego już wówczas męża.

##### Europejski Złoty But
W sezonie wystąpił w 40 meczach we wszystkich klubowych rozgrywkach, zdobywając w nich 48 goli i notując 8 asyst. Zdobył z Bayernem siódme z rzędu, a dziewiąte w swojej karierze mistrzostwo Niemiec. Sięgnął także po Klubowe mistrzostwo świata, Superpuchar Europy UEFA, Superpuchar Niemiec, a także zdobył najważniejsze piłkarskie nagrody indywidualne na świecie, zostając wybranym Piłkarzem Roku UEFA oraz Piłkarzem Roku FIFA. Zdobywając rekordową liczbę 41 bramek, po raz szósty w karierze został królem strzelców Bundesligi i jako pierwszy piłkarz w historii dokonał tego czwarty raz z rzędu. Jako najlepszy strzelec spośród wszystkich najwyższych lig zrzeszonych w UEFA został laureatem Europejskiego Złotego Buta, dokonując tego jako pierwszy Polak w historii. Po zakończeniu sezonu został wybrany najlepszym piłkarzem Bundesligi w głosowaniu zawodników zorganizowanym przez niemiecki związek piłkarzy, a także znalazł się w najlepszej drużynie sezonu. 9 czerwca 2021 został wybrany polskim piłkarzem stulecia w plebiscycie „Sportowiec Stulecia'' Przeglądu Sportowego. 25 lipca 2021 został wybrany piłkarzem roku w Niemczech. Polak jako pierwszy piłkarz od czasu Michaela Ballacka w 2003 triumfował w plebiscycie magazynu Kicker drugi raz z rzędu i dokonał tego jako szósty ogółem i pierwszy zagraniczny piłkarz w historii.

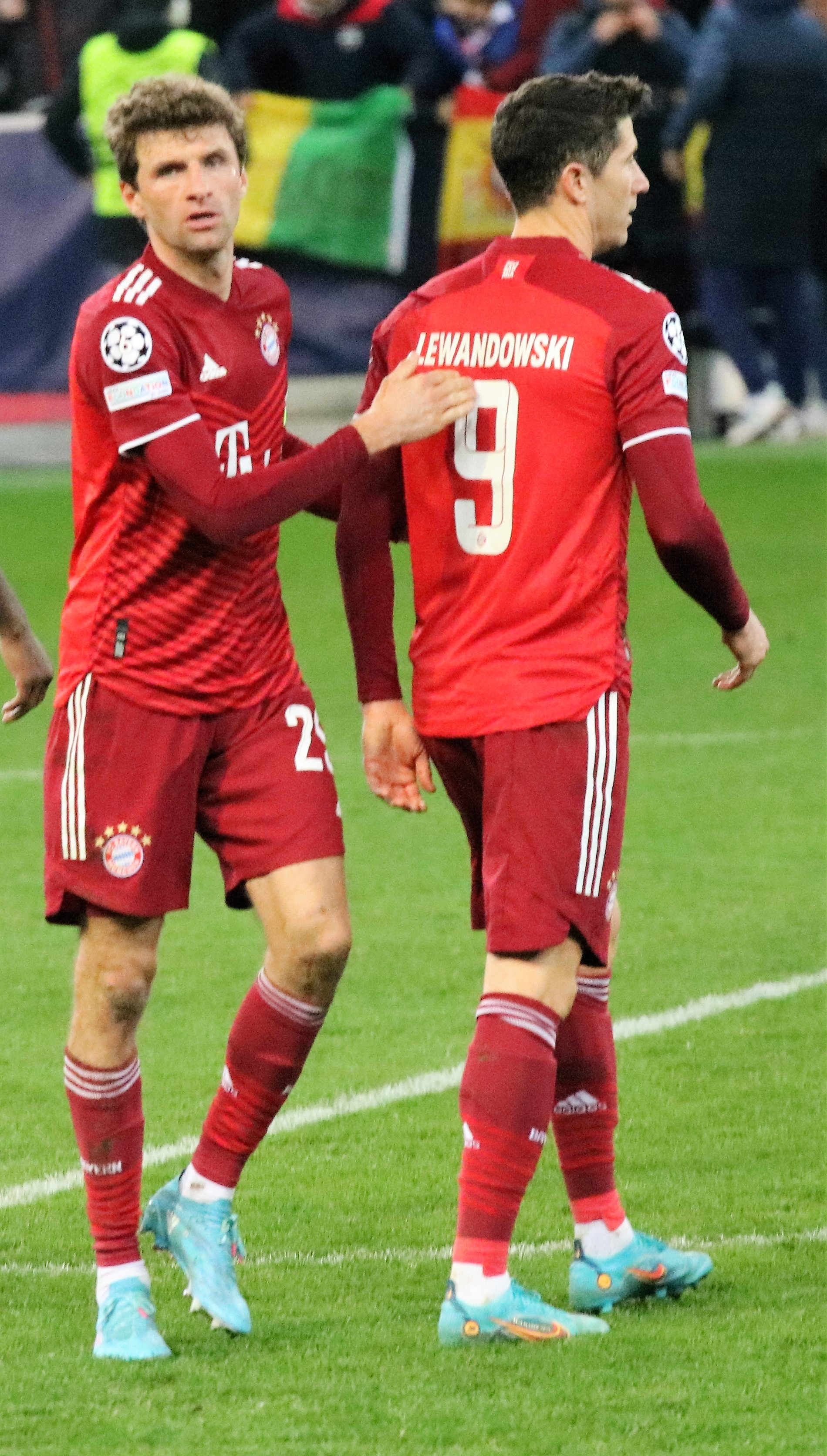
Robert Lewandowski i Thomas Müller podczas meczu Ligi Mistrzów (2022)

#### 2021/2022: 2. miejsce w plebiscycie Złotej Piłki
13 sierpnia 2021 zdobył bramkę, która zapewniła Bayernowi remis 1:1 w meczu 1. kolejki Bundesligi z Borussią Mönchengladbach. Dzięki zdobytej bramce Polak wyrównał indywidualny rekord 11 meczów ligowych z rzędu ze strzelonym golem, a także ustanowił rekord trafiając do siatki w siódmym z rzędu meczu inaugurującym sezon Bundesligi.
17 sierpnia 2021 zdobył dwa gole w wygranym 3:1 finale Superpucharu Niemiec z Borussią Dortmund i trafiając w 14. meczu Bayernu z rzędu, sięgnął po pierwsze trofeum w sezonie.
W drugiej ligowej kolejce, 22 sierpnia zdobył bramkę w wygranym 3:2 meczu z 1. FC Köln i po raz pierwszy od sezonu 2012/2013 uzyskał serię 12 kolejnych, ligowych meczów, w których notował przynajmniej jedno trafienie. 28 sierpnia przed meczem z Herthą BSC odebrał nagrodę magazynu „Kicker” dla najlepszego zawodnika Bundesligi ubiegłego sezonu, a następnie zdobył swojego pierwszego hat tricka w sezonie, pomagając w zwycięstwie Bayernu 5:0. Lewandowski wyrównał tym samym rekord Gerda Müllera z sezonu 1969/1970, zdobywając bramkę w 16. meczu z rzędu we wszystkich rozgrywkach dla Bayernu. W meczu przekroczył także liczbę 300. goli strzelonych dla Bayernu Monachium. Ostatni gol strzelony przez niego w tym meczu był jego 301. zdobytym dla Bayernu we wszystkich oficjalnych rozgrywkach. 11 września zdobył bramkę z rzutu karnego w wygranym 4:1 meczu z RB Leipzig, trafiając do siatki w 14. meczu ligowym z rzędu (łącznie z poprzednimi rozgrywkami) i z dorobkiem 6. ligowych goli umocnił się na pozycji lidera klasyfikacji strzelców Bundesligi. 14 września zdobył dwie bramki w wygranym 3:0 meczu fazy grupowej Ligi Mistrzów UEFA z Barceloną na Camp Nou, notując 74. i 75. trafienie w Lidze Mistrzów. 18 września trafił w wygranym 7:0 ligowym meczu z VfL Bochum, strzelając gola w 19. kolejnym meczu o punkty i 13. w starciu Bundesligi na własnym stadionie, czym ustanowił rekord Bundesligi. Ustanowił także nowy indywidualny rekord strzelając bramkę w 15 kolejnych ligowych spotkaniach z rzędu. Po spotkaniu trener Bayernu Monachium, Julian Nagelsmann powiedział: „Jest bardzo głodny bramek, ale pomaga też swoim kolegom z drużyny. W sobotę stworzył kilka szans innym zawodnikom. W dalszym ciągu jest najlepszym napastnikiem w lidze i na świecie. Strzeli dla nas jeszcze dużo goli w tym sezonie”. 29 września strzelił dwie bramki w meczu fazy grupowej Ligi Mistrzów z Dynamem Kijów. 3 października zanotował asystę przy golu Leona Goretzki w meczu z Eintrachtem Frankfurt (1:2). 16 października 2021, jako pierwszy obcokrajowiec w historii został laureatem brazylijskiej nagrody „Trofeu Mesa Redonda”, określanej jako „piłkarskie Oscary Brazylii”. 17 października trafił dwukrotnie w wygranym 5:1 meczu na szczycie tabeli z Bayerem Leverkusen. 20 października strzelił bramkę w wygranym 4:0 meczu fazy grupowej Ligi Mistrzów z Benfiką. 23 października zdobył bramkę w domowym meczu z Hoffenheim (4:0). Występ w tym spotkaniu był 359. meczem Lewandowskiego w Bundeslidze, co pozwoliło mu wyprzedzić Brazylijczyka Naldo (358) i awansować na drugie miejsce listy obcokrajowców z największą liczbą występów w Bundeslidze, za Claudio Pizarro, który rozegrał 508. meczów. 30 października w spotkaniu z Unionem Berlin zdobył 11. i 12. bramkę w sezonie. 2 listopada w drugim meczu grupy E Ligi Mistrzów z Benficą, choć nie wykorzystał rzutu karnego podyktowanego przez sędziego Szymona Marciniaka, zdobył trzy gole, a także zanotował asystę przy bramce Serge’a Gnabry’ego i został wybrany zawodnikiem meczu. 6 listopada w meczu z Freiburgiem zdobył swoją 60. bramkę w 2021, osiągając taki wynik jako trzeci piłkarz w XXI wieku, po Cristiano Ronaldo i Lionelu Messim. 19 listopada zdobył jedyną bramkę dla Bayernu w przegranym 1:2 spotkaniu z Augsburgiem. 22 listopada, za osiągnięcia w 2021, drugi raz z rzędu otrzymał nagrodę „Złotego Gracza” przyznawaną przez Tuttosport dla najlepszego piłkarza roku. Tego samego dnia ogłoszono również nominację zawodnika do nagrody Piłkarza Roku FIFA. 23 listopada 2021 w meczu z Dynamem Kijów zdobył przewrotką swoją 9. bramkę w sezonie Ligi Mistrzów i 18 dla Bayernu, pomagając ustanowić klubowy rekord bramek strzelonych w fazie grupowej rozgrywek.
8 października 2021 Robert Lewandowski znalazł się na liście nominowanych do Złotej Piłki France Football. 29 listopada 2021 ogłoszono, że zajął 2. miejsce w plebiscycie, ustępując Lionelowi Messiemu. Lewandowski stał się wówczas najwyżej sklasyfikowanym Polakiem w historii plebiscytu, a także trzecim w historii polskim zawodnikiem, po Kazimierzu Deynie (3. miejsce w 1974) i Zbigniewie Bońku (3. miejsce w 1982), który zajął miejsce na podium.
4 grudnia 2021 zdobył dwie bramki w Der Klassiker z Borussią Dortmund, ustalając wynik spotkania na 3:2 po skutecznie wyegzekwowanym rzucie karnym. 8 grudnia zanotował asystę przy bramce Thomasa Mullera na 1:0 z Barceloną (3:0) w fazie grupowej Ligi Mistrzów. 14 grudnia zdobył dwie bramki w ligowym meczu przeciwko VfB Stuttgart (5:0), wyrównując rekord Gerda Müllera w liczbie goli zdobytych w roku kalendarzowym, który w 1972 zdobył 42. bramki. 17 grudnia, w wygranym 4:0 meczu przeciwko Wolfsburgowi, strzelił 43. bramkę w 2021, bijąc tym samym osiągnięcie Müllera. 15 stycznia zdobył hattricka w meczu z 1. FC Köln (4:0), zdobywając swoją 300. bramkę w Bundeslidze. 5 lutego zdobył bramkę w meczu z RB Lipsk (3:2). 12 lutego zdobył swoją 600. i 601. bramkę w karierze, dwukrotnie trafiając w przegranym 4:2 starciu przeciwko VfL Bochum. 26 lutego był kapitanem zespołu w meczu z Eintrachtem Frankurt (1:0). 8 marca zdobył hattricka i zanotował asystę przy bramce Leroya Sane w pierwszym meczu 1/8 finału Ligi Mistrzów z Red Bull Salzburg (7:1). 12 marca zdobył bramkę dającą remis 1:1 z TSG Hoffenheim, a w następnej kolejce zdobył dwie bramki w wygranym 4:0 meczu z Unionem Berlin, zdobywając 30. i 31. ligową bramkę w sezonie. 9 kwietnia zdobył zwycięską bramkę z Augsburgiem (1:0), w kolejnym spotkaniu z Arminią Bielefeld (3:0) zanotował dwie asysty. 12 kwietnia zdobył bramkę w meczu rewanżowym 1/4 finału Ligi Mistrzów z Villarrealem, po którym Bayern odpadł z rozgrywek (dwumecz 1:2). 23 kwietnia zdobył jedną z bramek w meczu z Borussią Dortmund (3:1), w następnej kolejce jako kapitan zdobył jedyną bramkę w meczu z Mainz (1:3). 8 maja asystował przy golu Gnabrego z VfB Stuttgart (2:2), a w ostatniej ligowej kolejce zdobył bramkę w meczu z VfL Wolfsburg (2:2), która była jednocześnie jego 35. trafieniem w Bundeslidze i 50. golem w sezonie.
W sezonie 2021/2022 po raz 10. w karierze, a 8. w Bayernie Monachium zdobył mistrzostwo Niemiec, a sam z 35. trafieniami, po raz siódmy w historii został królem strzelców Bundesligi.
Łącznie w Bayernie Monachium rozegrał 375 meczów, w których zdobył 344 gole i zanotował 43 asysty. Zdobył z klubem wszystkie możliwe trofea krajowe i międzynarodowe oraz najważniejsze trofea indywidualne.

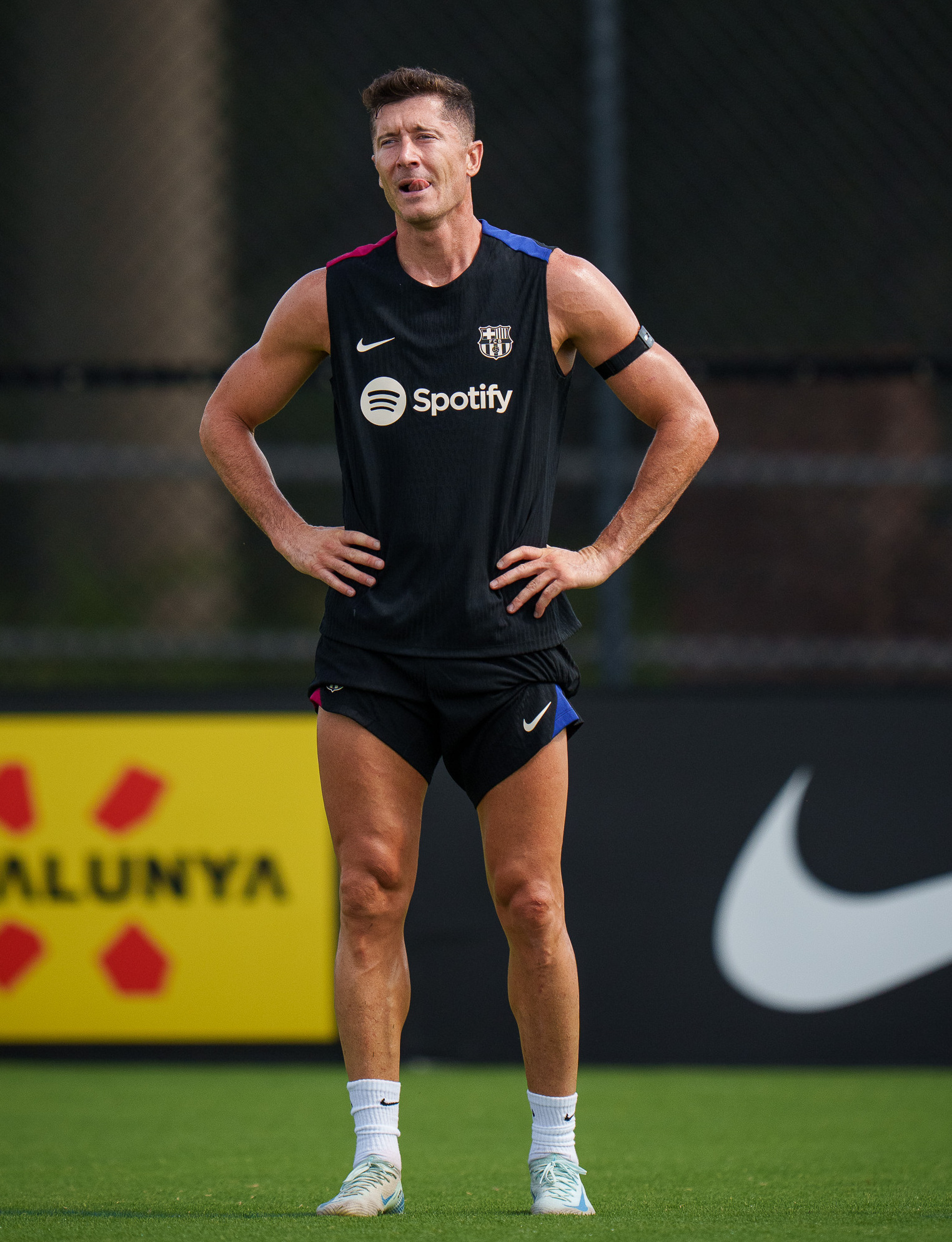
Lewandowski podczas treningu FC Barcelony (2024)

### FC Barcelona

#### Rekordowy transfer
16 lipca 2022 Bayern Monachium i FC Barcelona ogłosiły osiągnięcie porozumienia w sprawie transferu Roberta Lewandowskiego. 18 lipca 2022 zawodnik dołączył do drużyny przebywającej na tournée w Stanach Zjednoczonych, a następnie pomyślnie przeszedł testy medyczne. Tego dnia media obiegły jego pierwsze fotografie w klubowych barwach. 19 lipca 2022 podpisał czteroletni kontrakt z hiszpańskim klubem, stając się pierwszym Polakiem w historii sekcji piłkarskiej FC Barcelony.
Kwota transferu wyniosła 45 milionów euro oraz 5 milionów euro zmiennych, a klauzula odstępnego umieszczona w kontrakcie, 500 milionów euro. Robert Lewandowski został tym samym najdroższym polskim piłkarzem w historii, a także najdrożej sprzedanym zawodnikiem w historii Bayernu Monachium.
20 lipca 2022 w Miami został przedstawiony jako nowy piłkarz Barcelony.
23 lipca 2022 zadebiutował w wygranym 1:0 El Clásico w Las Vegas przeciwko Realowi Madryt, rozegranym w ramach towarzyskiego turnieju Soccer Champions Tour 2022. Podczas turnieju wystąpił również w meczach z Juventusem i New York Red Bulls. 3 sierpnia 2022 odbył swoją pierwszą sesję treningową w Ciutat Esportiva – ośrodku treningowym Barcelony.
5 sierpnia 2022 odbyła się jego prezentacja na stadionie Camp Nou. Podczas prezentacji piłkarz zgodnie z tradycją wykonał popisową żonglerkę, zagrał z dziećmi La Masii w pokazowego „dziadka”, a także wraz z prezydentem klubu Joanem Laportą odbył rundę honorową wokół stadionu, pozdrawiając fanów. Następnie wziął udział w konferencji prasowej gdzie oficjalnie został zaprezentowany z numerem 9. W wydarzeniu wzięło udział 57 300 kibiców. Była to druga co do wielkości prezentacja piłkarza tego klubu (więcej fanów zgromadził w 2009 Zlatan Ibrahimović – 60 tysięcy).
7 sierpnia 2022 w meczu o Puchar Gampera z meksykańskim Pumas UNAM po raz pierwszy wystąpił na Camp Nou. Spotkanie zakończyło się zwycięstwem Barcelony 6:0, a Lewandowski zdobył pierwszą bramkę oraz asystował przy dwóch golach Pedriego i został wybrany najlepszym zawodnikiem meczu.

#### 2022/2023
13 sierpnia 2022 w zremisowanym 0:0 meczu z Rayo Vallecano zadebiutował w Primera División jako 21. Polak w historii hiszpańskiej najwyższej klasy rozgrywkowej. 21 sierpnia 2022 w wygranym 4:1 meczu 2. kolejki przeciwko Realowi Sociedad, strzelił swoje pierwsze dwie bramki w Primera División, wpisując się na listę strzelców w 44. sekundzie spotkania. 28 sierpnia 2022 w 3. kolejce meczu ligowym przeciwko Real Valladolid zaliczył drugi dublet w klubie otwierając wynik w 24. minucie, a drugiego gola strzelił w 64. minucie. Mecz zakończył się zwycięstwem FC Barcelony (4:0), a także były to premierowe gole w oficjalnych meczach na stadionie Camp Nou. 7 września 2022 zadebiutował w Lidze Mistrzów UEFA w barwach FC Barcelony, w wygranym meczu przeciwko Viktorii Pilzno (5:1), zdobywając hat tricka. W styczniu 2023 zdobył swoje pierwsze trofeum w barwach FC Barcelony – Superpuchar Hiszpanii. Został najlepszym strzelcem turnieju zdobywając bramkę oraz asystując w finale z Realem Madryt. 19 stycznia 2023 zadebiutował w Pucharze Króla zdobywając dwie bramki, a jego zespół wygrał 5:0 w wyjazdowym meczu z AD Ceuta FC.
21 stycznia 2023 po raz jedenasty został wybrany piłkarzem roku w plebiscycie „Piłki Nożnej”. 14 maja zdobył dwie bramki w wygranym 4:2 meczu przeciwko RCD Espanyol, co pozwoliło Barcelonie na zapewnienie sobie tytułu mistrzowskiego.
Łącznie w sezonie 2022/2023 wystąpił w 46 meczach, w których zdobył 33 bramki oraz zanotował 8 asyst. Wraz z Barceloną zdobył mistrzostwo Hiszpanii oraz Superpuchar Hiszpanii, a dotarł z drużyną do półfinału Pucharu Króla, w którym przegrał 4:1 w dwumeczu z Realem Madryt i do playoffów Ligi Europy UEFA, gdzie w dwumeczu wygrał 4:3 Manchester United. Z 23 bramkami został królem strzelców Primera División.

#### 2023/2024
13 sierpnia 2023 rozegrał pierwszy mecz sezonu 2023/2024, który został bezbramkowo zremisowany z Getafe. Premierowe trafienie zanotował dwa tygodnie później, w starciu przeciwko Villarrealowi (4:3). 19 września w meczu Barcelony z Royal Antwerp FC (5:0) zdobył swoją 100. bramkę w europejskich pucharach, dokonując tego jako trzeci zawodnik w historii, po Cristiano Ronaldo i Lionelu Messim.
3 lutego 2024 otworzył wynik w 22. minucie przeciwko Deportivo Alavés, dzięki czemu przełamał passę sześciu meczów bez gola (ostatni zdobył bramkę 10 grudnia). 17 lutego zdobył dwa gole w wygranym 2:1 meczu z Celtą Vigo – jego drugie trafienie było 50. w 79. występie w barwach Barcelony, stając się 49. zawodnikiem katalońskiego klubu, który tego dokonał. 21 lutego zdobył bramkę w meczu z Napoli, dzięki czemu został pierwszym zawodnikiem Barcelony, który zdobył bramkę w fazie pucharowej Ligi Mistrzów od 11 marca 2021, kiedy to trafienie zanotował Lionel Messi. 12 marca strzelił bramkę w wygranym 3:1 meczu rewanżowym przeciwko Napoli, dzięki czemu Barcelona awansowała po raz pierwszy do ćwierćfinału rozgrywek od sezonu 2019/2020. Pięć dni później zdobył swoją 20. bramkę w sezonie, trafiając w wygranym meczu przeciwko Atlético Madryt, w którym zanotował także dwie asysty, przy golach João Félixa oraz Fermína Lópeza. 29 kwietnia, w wygranym 4:2 meczu z Valencią, Lewandowski skompletował pierwszego w karierze hat tricka w Primera División, a ostatniego gola zdobył z rzutu wolnego.
Ogółem w sezonie 2023/2024 wystąpił w 49 spotkaniach, w których zanotował 26 trafień oraz 9 asyst. Barcelona zakończyła sezon bez trofeum, w lidze zajęła drugie miejsce, za Realem Madryt. Sam Lewandowski z dorobkiem 19 trafień zajął trzecie miejsce w klasyfikacji najlepszych ligowych strzelców. Puchar Króla drużyna zakończyła na etapie ćwierćfinałów, przegrywając z Athletic Bilbao. W Lidze Mistrzów Barcelona również poległa w ćwierćfinale z Paris Saint-Germain. Pierwszy mecz wygrali 3:2, lecz w drugim PSG zwyciężyło 4:1.

#### 2024/2025
Po zakończonym sezonie 2023/2024 i odejściu Xaviego, władze klubu zatrudniły na stanowisku szkoleniowca Barcelony Hansiego Flicka, dawnego trenera Lewandowskiego w Bayernie Monachium, z którym święcił największe sukcesy w karierze, zdobywając 83 bramek w 71 meczach podczas jego kadencji. W pierwszym meczu w nowym sezonie, rozegranym 17 sierpnia przeciwko Valencii (2:1) zanotował dublet. 15 września rozegrał 100. mecz w barwach Barcelony, a jego drużyna pokonała Gironę 4:1, zaś Lewandowski zanotował asystę przy golu Lamine'a Yamala. 1 października w meczu fazy ligowej Ligi Mistrzów UEFA przeciwko BSC Young Boys strzelił dwie bramki. Pięć dni później, w wygranym 3:0 meczu przeciwko Deportivo Alavés, skompletował hat tricka, strzelając bramki w odstępie 25 minut w pierwszej połowie: 7', 22' i 32' – tym samym po dziewięciu meczach Lewandowski strzelił 10 bramek w lidze. 20 października strzelił gola w meczu Ligi Mistrzów przeciwko swojemu dawnemu klubowi, Bayernowi Monachium (4:1). Dzięki dubletowi w starciu z Sevillą, Lewandowski stał się trzecim najskuteczniejszym strzelcem w historii pięciu najlepszych lig Europy z dorobkiem 366 bramek, bijąc wyczyn Gerda Müllera z 365 bramkami w Bundeslidze. Trzy dni później strzelił dwa gole w meczu z Realem Madryt, który został pokonany przez Barcelonę 4:0. Za swoje osiągnięcia został wybrany Piłkarzem Miesiąca w Primera División w październiku, w którym zdołał strzelić 7 bramek.
23 listopada strzelił 20. gola w 18. meczu sezonu 2024/2025, trafiając w spotkaniu z Celtą Vigo. 26 listopada, dwukrotnie strzelając w meczu Ligi Mistrzów przeciwko Brest (3:0), stał się trzecim piłkarzem w historii rozgrywek ze 100 golami na koncie, za Cristiano Ronaldo (140 goli) oraz Lionelem Messim (129 goli). Lewandowski 100 i 101. trafienie zanotował w swoim 125. meczu w Lidze Mistrzów.
12 stycznia wyszedł w wyjściowym składzie na finał Superpucharu Hiszpanii przeciwko Realowi Madryt. Zanotował asystę przy trafieniu Lamine'a Yamala i strzelił gola. Barcelona zwyciężyła mecz 5:2, dzięki czemu Lewandowski zdobył swoje trzecie trofeum w klubie.
26 kwietnia Barcelona pokonała w finale Pucharu Króla Real Madryt 3:2 wygrywając rozgrywki. Nie zagrał w tym spotkaniu z powodu kontuzji.
Lewandowski znalazł się w gronie nominowanych do Złotej Piłki 2025.

## Kariera reprezentacyjna

### Lata 2008–2012
25 marca 2008 Lewandowski zadebiutował w reprezentacji Polski do lat 21, w zremisowanym 0:0 meczu towarzyskim z Anglią. Łącznie wystąpił w trzech spotkaniach tej kadry.

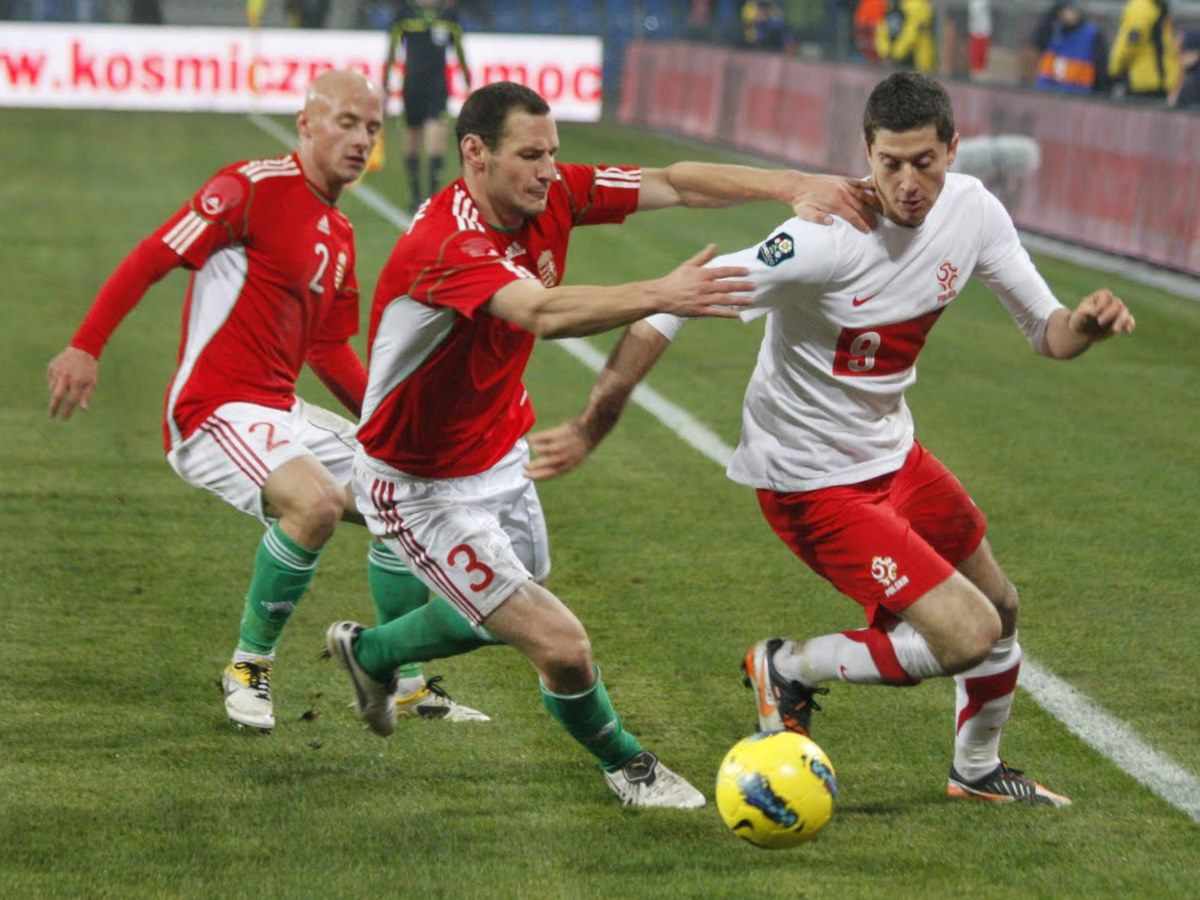
Mecz towarzyski Polska–Węgry, 15.11.2011. Robert Lewandowski walczący z Józsefem Vargą i Vilmosem Vanczákiem

We wrześniu 2008 został powołany przez Leo Beenhakkera do reprezentacji Polski na mecze eliminacji Mistrzostw Świata 2010. Zremisowany 1:1 mecz ze Słowenią w całości spędził na ławce rezerwowych, za to 10 września 2008 zadebiutował w seniorskiej kadrze w meczu wyjazdowym przeciwko San Marino, zmieniając w 59. minucie spotkania Marka Saganowskiego. Osiem minut później, dobijając niecelne uderzenie Euzebiusza Smolarka, strzelił pierwszego gola dla reprezentacji, czym ustalił wynik końcowy na 2:0.

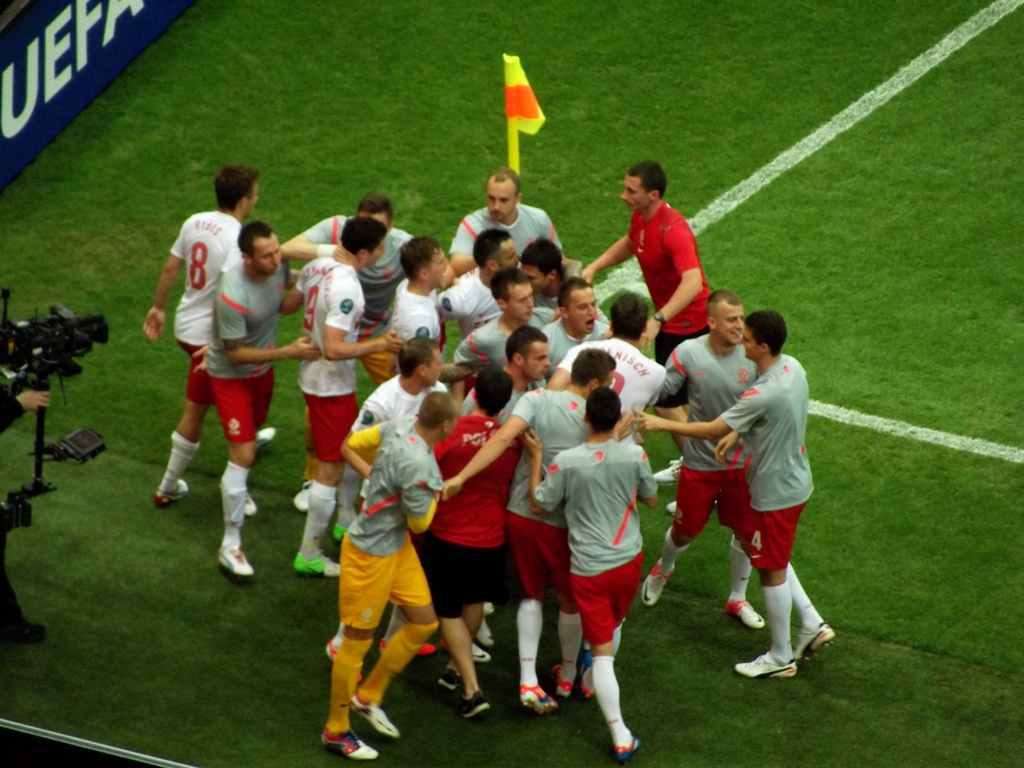
Radość po golu Lewandowskiego w meczu otwarcia Mistrzostw Europy 2012 z Grecją

2 maja 2012 został powołany przez Franciszka Smudę na Mistrzostwa Europy 2012. W 17. minucie meczu otwarcia z Grecją, po podaniu Jakuba Błaszczykowskiego, zdobył głową pierwszą bramkę mistrzostw, a spotkanie zakończyło się wynikiem 1:1. Po dwóch kolejnych meczach, z Rosją (1:1) i Czechami (0:1), Polacy odpadli z turnieju – po fazie grupowej.
Przed towarzyskim meczem z Urugwajem, który odbył się 14 listopada 2012, Lewandowski odebrał z rąk prezesa PZPN, Zbigniewa Bońka, pamiątkową paterę z okazji 50. występu w reprezentacji. Tym samym stał się drugim (po Władysławie Żmudzie) najmłodszym zawodnikiem w historii, który zaliczył 50 meczów w polskiej kadrze narodowej.

### Lata 2013–2016

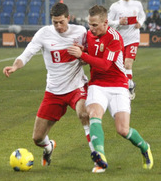
Lewandowski i Balázs Dzsudzsák (2011)

W meczu eliminacji Mistrzostw Świata 2014 przeciwko San Marino, Lewandowski wystąpił jako kapitan drużyny (w miejsce Jakuba Błaszczykowskiego, który nie mógł wówczas zagrać z powodu kontuzji) i zdobył dwie bramki z rzutów karnych. 19 listopada 2013, w starciu z Irlandią, rozegrał 60. spotkanie w barwach reprezentacji Polski i dołączył do Klubu Wybitnego Reprezentanta.

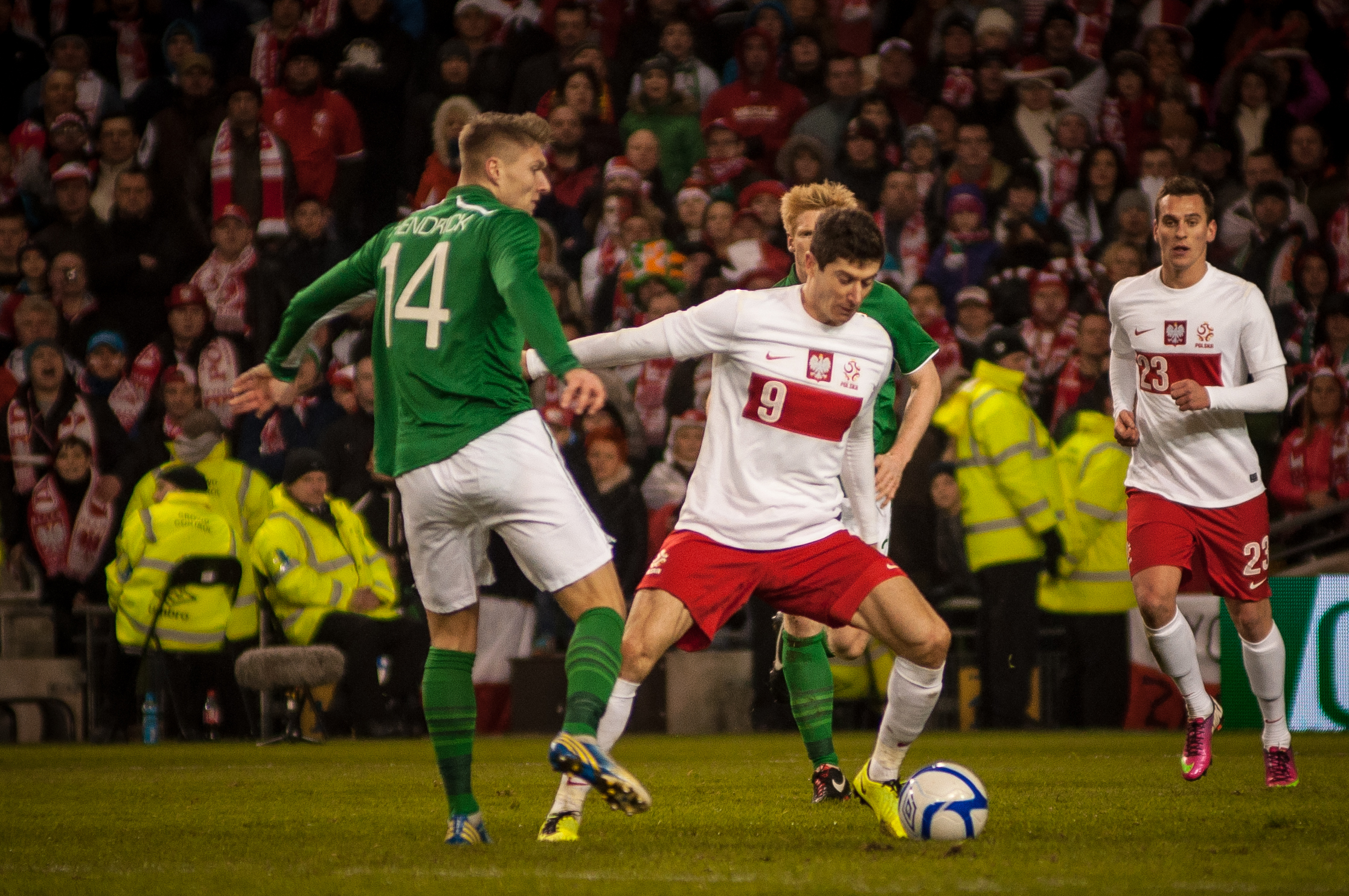
Robert Lewandowski w meczu z Irlandią (2013)

1 lutego 2014 został ogłoszony kapitanem kadry narodowej w zastępstwie kontuzjowanego Jakuba Błaszczykowskiego. 7 września strzelił pierwszego hat tricka dla Polski, zdobywając łącznie cztery bramki podczas meczu z Gibraltarem (7:0), a 11 października zagrał w wygranym 2:0 meczu z Niemcami. 9 grudnia Adam Nawałka poinformował o objęciu przez Lewandowskiego funkcji kapitana reprezentacji Polski na stałe.
13 czerwca 2015 ponownie skompletował reprezentacyjnego hat tricka, tym razem w meczu z Gruzją (4:0) podczas eliminacji do Mistrzostw Europy 2016. 4 września zdobył jedynego gola w przegranym 1:3 wyjazdowym starciu z Niemcami. Trzy dni później strzelił dwa gole w wygranym 8:1 pojedynku z Gibraltarem. 8 października, w zremisowanym 2:2 spotkaniu ze reprezentacją Szkocji, zdobył dwie bramki, w tym wyrównującą w ostatniej akcji meczu. 11 października, w wygranej 2:1 potyczce z Irlandią, strzelił gola na wagę awansu reprezentacji Polski na mistrzostwa Europy we Francji. Stał się wówczas pierwszym polskim piłkarzem, który wpisywał się na listę strzelców w pięciu kolejnych meczach kadry narodowej o punkty, zdobywając w nich dziewięć bramek.
Łącznie w eliminacjach do Mistrzostw Europy 2016 strzelił 13 goli, dzięki czemu został królem strzelców tych rozgrywek i wyrównał rekord eliminacji, ustanowiony w kwalifikacjach do Mistrzostw Europy 2008 przez Davida Healy’ego z Irlandii Północnej. Został również wybrany najlepszym zawodnikiem eliminacji.
12 maja 2016 został powołany przez Adama Nawałkę do szerokiej kadry na Mistrzostwa Europy 2016 we Francji, a 30 maja do ścisłego składu. Na Euro 2016, Polska – po pokonaniu Irlandii Północnej (1:0) i Ukrainy (1:0), a także po bezbramkowym remisie z Niemcami – zajęła drugie miejsce w grupie C i po raz pierwszy w historii awansowała do fazy pucharowej mistrzostw Europy. Następnie, po wyeliminowaniu w 1/8 finału Szwajcarii (1:1, k. 5:4), odpadła w ćwierćfinale po porażce w rzutach karnych (1:1, k. 3:5) z Portugalią. Lewandowski, jako kapitan zespołu, wystąpił we wszystkich pięciu meczach kadry na turnieju i strzelił jednego gola – we wspomnianym meczu ćwierćfinałowym, kiedy to w 100. sekundzie spotkania, po asyście Kamila Grosickiego, zdobył drugą najszybszą bramkę w historii mistrzostw Europy.

W 2016, strzelając gole kolejno: Portugalii w ćwierćfinale Euro 2016, Kazachstanowi, Danii, Armenii i Rumunii w eliminacjach do Mistrzostw Świata 2018, wyrównał swoje osiągnięcie dotyczące wpisywania się na listę strzelców w pięciu kolejnych meczach kadry o punkty. Zdobywając dwa trafienia z Rumunią, pobił ponadto rekord 25 bramek w spotkaniach reprezentacji o stawkę, należący do Włodzimierza Lubańskiego. 

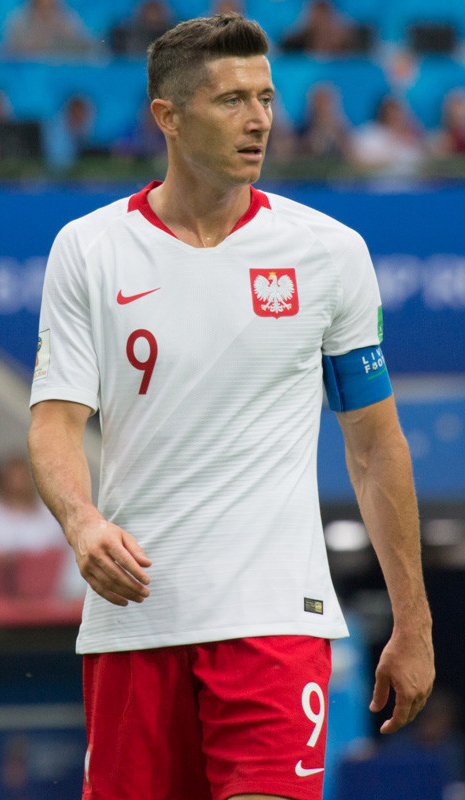
Robert Lewandowski podczas Mistrzostw Świata 2018

### Od 2017
26 marca 2017, strzelając bramkę w meczu eliminacji do Mistrzostw Świata 2018, przeciwko Czarnogórze (2:1), został rekordzistą reprezentacji Polski, jako pierwszy w historii, zdobywając bramkę w sześciu kolejnych spotkaniach kadry. Ponadto Lewandowski, dokonał tego wyłącznie w spotkaniach o stawkę. Wspomnianą bramką wyrównał także rekord 8 goli strzelonych przez Polaka, w jednej edycji kwalifikacji do mundialu, ustanowiony w 2001 przez Emmanuela Olisadebe. Gol strzelony w meczu z Czarnogórą był także pierwszą jego bramką w reprezentacji Polski zdobytą bezpośrednio z rzutu wolnego. 10 czerwca 2017, w meczu eliminacji do Mistrzostw Świata, przeciwko Rumunii (3:1), strzelił trzy bramki czym poprawił swoje indywidualne rekordy ustanowione w poprzednim meczu kadry. Lewandowski został pierwszym piłkarzem, który zdobywał bramki w siedmiu kolejnych spotkaniach reprezentacji (ogólnie oraz w spotkaniach o punkty), a także z 11 bramkami, został rekordzistą reprezentacji Polski pod względem goli strzelonych w jednej edycji kwalifikacji do Mistrzostw Świata. Hat trick w meczu z Rumunią, pozwolił mu również wyprzedzić o jedną bramkę, zdobywcę 45 goli dla Polski, Grzegorza Lato, w klasyfikacji strzelców wszech czasów reprezentacji Polski i awansować na pozycję wicelidera tego rankingu – za zdobywcą 48 goli, Włodzimierzem Lubańskim.

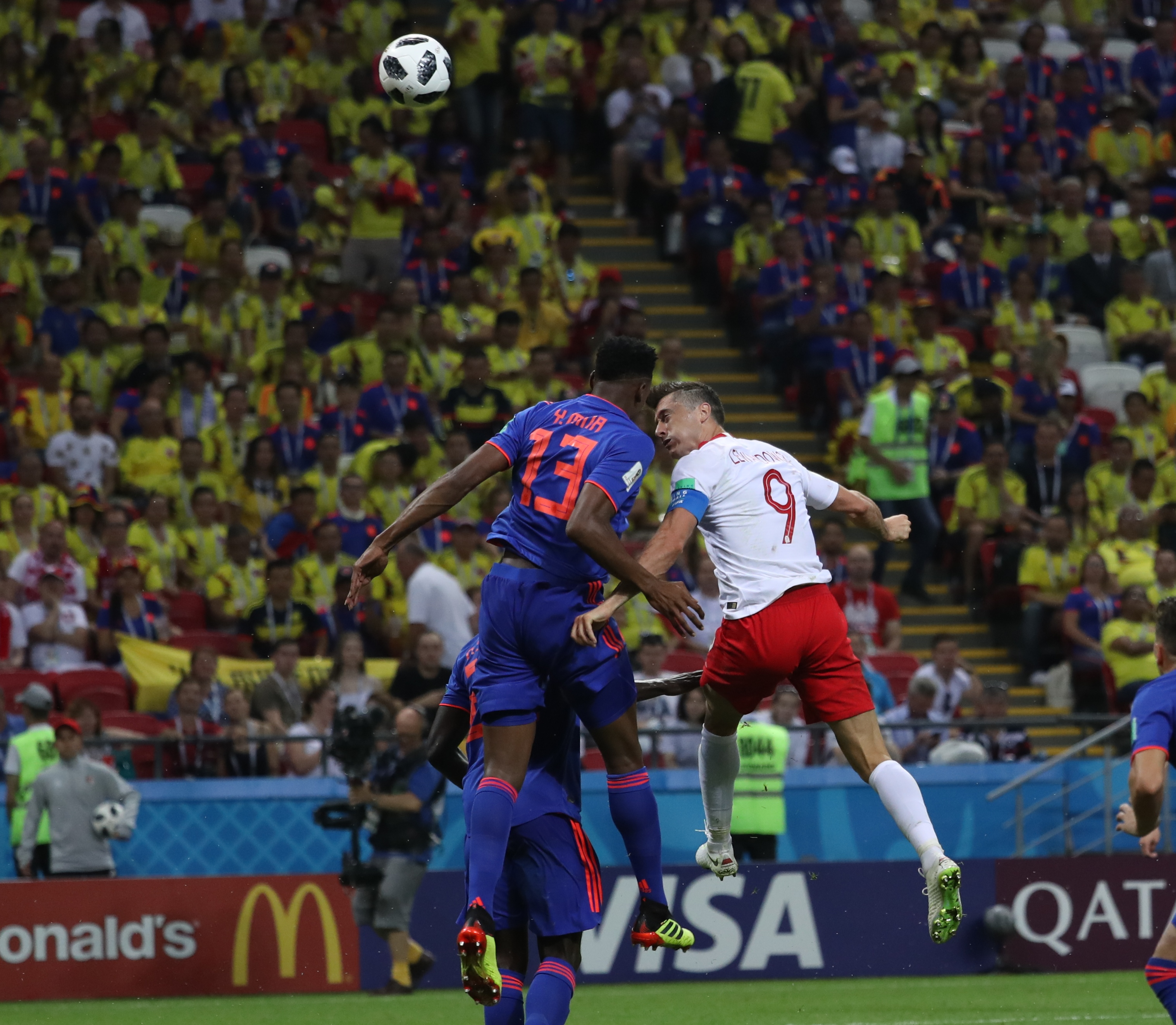
Lewandowski podczas meczu z Kolumbią na MŚ 2018

5 października 2017, podczas rozgrywanego w Erywaniu meczu eliminacji Mistrzostw Świata 2018 z Armenią (6:1), Robert Lewandowski zanotował swoje 48, 49 i 50. trafienie w narodowych barwach i pobił tym samym, wynoszący 48 bramek, rekord Włodzimierza Lubańskiego, zostając najlepszym strzelcem w historii reprezentacji Polski.
8 października 2017, odnosząc zwycięstwo 4:2 w meczu z Czarnogórą, awansował z reprezentacją Polski na Mistrzostwa Świata 2018, natomiast sam w tamtym spotkaniu strzelił swoją 16. bramkę w eliminacjach do Mistrzostw Świata 2018, osiągając taki wynik jako pierwszy zawodnik w historii europejskiej edycji eliminacji i zostając królem strzelców ówczesnej edycji.
11 maja 2018 został powołany przez selekcjonera Adama Nawałkę do szerokiej kadry na Mistrzostwa Świata 2018 w Rosji. 4 czerwca 2018 Adam Nawałka oficjalnie powołał go do ścisłego składu na mistrzostwa świata. Na Mundialu zadebiutował 19 czerwca 2018 w przegranym 1:2, pierwszym meczu fazy grupowej z Senegalem. Reprezentacja Polski po porażkach z Senegalem (1:2), Kolumbią (0:3) oraz wygranej z Japonią (1:0) zakończyła udział w turnieju po fazie grupowej; Lewandowski, jako kapitan drużyny, wystąpił we wszystkich trzech spotkaniach.
11 października 2018 na Stadionie Śląskim w Chorzowie, w przegranym 2:3 meczu w Lidze Narodów 2018/2019 z Portugalią, rozegrał 100. spotkanie w barwach reprezentacji Polski.
17 maja 2021 został powołany przez selekcjonera Paulo Sousę na Mistrzostwa Europy 2020. 14 czerwca 2021 w pierwszym meczu grupowym przegranym (1:2) ze Słowacją rozegrał całe spotkanie. 19 czerwca 2021 w drugim meczu fazy grupowej strzelił gola wyrównującego w meczu z Hiszpanią a spotkanie zakończyło się remisem (1:1). 23 czerwca 2021 podczas ostatniego meczu fazy grupowej mistrzostw Europy biało-czerwoni przegrali ze Szwecją (2:3) a dwa gole strzelił Lewandowski i tym samym odpadli z mistrzostw Europy zajmując ostatnie czwarte miejsce w grupie z jednym punktem.
26 listopada 2022 zdobył swoją pierwszą bramkę na Mistrzostwach Świata 2022 i swoją pierwszą w karierze na Mundialu, w wygranym 2:0 meczu 2. kolejki fazy grupowej przeciwko Arabii Saudyjskiej. Swoją drugą bramkę w turnieju zdobył 4 grudnia 2022 w przegranym meczu 1/8 finału przeciwko Francji, wykorzystując rzut karny w ostatniej minucie i ustalając wynik spotkania na 1:3.
29 maja 2024 roku został powołany przez selekcjonera Michała Probierza na swoje czwarte Mistrzostwa Europy w Piłce Nożnej 2024 w Niemczech. W pierwszym meczu grupowym 16 czerwca przegranym 1:2 przeciwko Holandii spędził całe spotkanie na ławce rezerwowej z powodu odniesionej kontuzji w meczu towarzyskim przeciwko Ukrainie przed turniejem w Niemczech. 21 czerwca w drugim meczu grupowym przeciwko Austrii wszedł z ławki rezerwowej na boisko w 60 minucie spotkania, gdzie Polska przegrała 1:3 i straciła szanse na wyjście z grupy. 25 czerwca w ostatnim meczu grupowym przeciwko Francji wykorzystał rzut karny, który był podyktowany po faulu w polu karnym na Karolu Świderskim, a mecz zakończył się remisem 1:1.
8 czerwca 2025 roku PZPN ogłosił, że decyzją selekcjonera reprezentacji Michała Probierza opaskę kapitana reprezentacji Polski przejmie Piotr Zieliński. Tego samego dnia Robert Lewandowski poinformował, że rezygnuje z gry w kadrze narodowej na czas, gdy funkcję selekcjonera sprawuje Michał Probierz.

## Styl gry

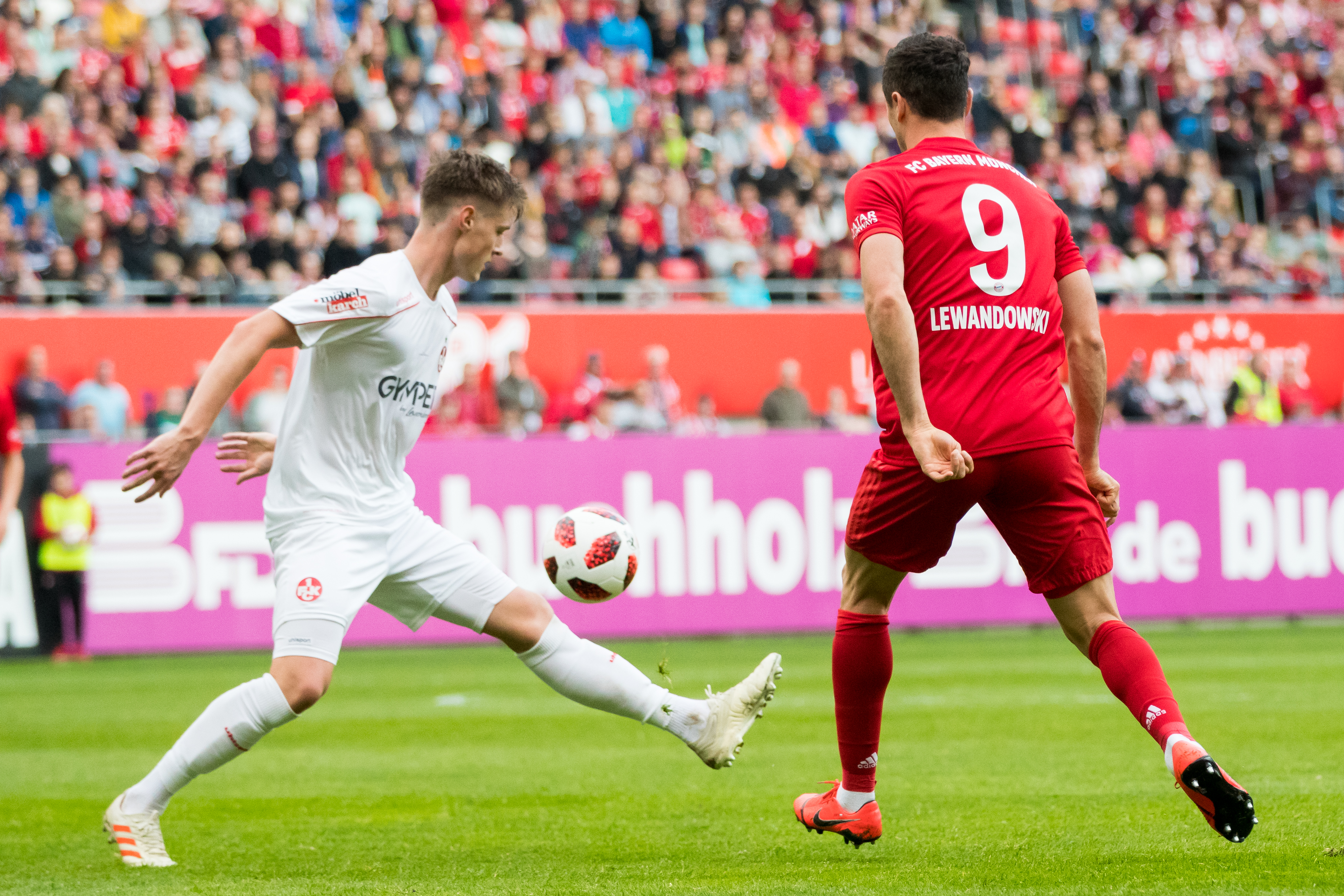
Lewandowski w pojedynku z obrońcą

Lewandowski jest zawodnikiem, który występuje na pozycji środkowego napastnika. Cechuje go ponadprzeciętna precyzja i skuteczność w wykończeniu akcji. Bardzo dobrze gra głową, a także obiema nogami, chociaż jego wiodącą jest noga prawa. Do perfekcji opanował wykonywanie rzutów karnych. Zdobywa także bramki bezpośrednio z rzutów wolnych. Większość strzałów oddaje poprzez uderzenia wewnętrzną częścią stopy, nie wykorzystując do tego nadmiernej siły. Przez ekspertów uznawany jest za napastnika kompletnego, jednego z najlepszych we współczesnej piłce nożnej. Posiada wszelkie niezbędne cechy tradycyjnej „dziewiątki”: jest wysoki, dobrze zbudowany, silny, szybki, potrafi bardzo inteligentnie poruszać się na boisku.
Mimo że występuje jako napastnik, jest bardzo przydatny także w grze obronnej oraz w fazie odbioru piłki. Potrafi umiejętnie się zastawić, utrzymać piłkę, rozprowadzić akcję, a także skupiając na sobie uwagę obrony, stworzyć przestrzeń dla innych zawodników. Wyróżniają go bardzo dobre umiejętności techniczne, wizja gry, przygotowanie i siła fizyczna. Oprócz umiejętności czysto piłkarskich, Lewandowski przez ekspertów, zawodników i trenerów jest również chwalony za wybitną etykę pracy, profesjonalizm, wzorową mentalność, dyscyplinę, prowadzenie zdrowego stylu życia i skrupulatne przestrzeganie diety.

## Statystyki

### Klubowe
(aktualne na 25 maja 2025)
| Klub               | Sezon              | Liga               | Liga  | Liga   | Liga   | Puchar kraju | Puchar kraju | Puchar kraju | Europa | Europa | Europa | Inne  | Inne   | Inne   | Suma  | Suma   | Suma   |
| Klub               | Sezon              | Liga               | Mecze | Bramki | Asysty | Mecze        | Bramki       | Asysty       | Mecze  | Bramki | Asysty | Mecze | Bramki | Asysty | Mecze | Bramki | Asysty |
| ------------------ | ------------------ | ------------------ | ----- | ------ | ------ | ------------ | ------------ | ------------ | ------ | ------ | ------ | ----- | ------ | ------ | ----- | ------ | ------ |
| Delta Warszawa     | 2004/2005          | IV liga            | 17    | 4      | 0      | 2            | 0            | 0            | –      | –      | –      | –     | –      | –      | 19    | 4      | 0      |
| Delta Warszawa     | Ogólnie            | Ogólnie            | 17    | 4      | 0      | 2            | 0            | 0            | 0      | 0      | 0      | 0     | 0      | 0      | 19    | 4      | 0      |
| Legia II Warszawa  | 2005/2006          | III liga           | 13    | 2      | 0      | 1            | 2            | 0            | –      | –      | –      | –     | –      | –      | 14    | 4      | 0      |
| Legia II Warszawa  | Ogólnie            | Ogólnie            | 13    | 2      | 0      | 1            | 2            | 0            | 0      | 0      | 0      | 0     | 0      | 0      | 14    | 4      | 0      |
| Znicz II Pruszków  | 2006/2007          | Klasa A            | 4     | 8      | 0      | 0            | 0            | 0            | –      | –      | –      | –     | –      | –      | 4     | 8      | 0      |
| Znicz II Pruszków  | Ogólnie            | Ogólnie            | 4     | 8      | 0      | 0            | 0            | 0            | 0      | 0      | 0      | 0     | 0      | 0      | 4     | 8      | 0      |
| Znicz Pruszków     | 2006/2007          | III liga           | 27    | 15     | 0      | 5            | 2            | 0            | –      | –      | –      | –     | –      | –      | 32    | 17     | 0      |
| Znicz Pruszków     | 2007/2008          | II liga            | 32    | 21     | 0      | 2            | 0            | 0            | –      | –      | –      | –     | –      | –      | 34    | 21     | 0      |
| Znicz Pruszków     | Ogólnie            | Ogólnie            | 59    | 36     | 0      | 7            | 2            | 0            | 0      | 0      | 0      | 0     | 0      | 0      | 66    | 38     | 0      |
| Lech Poznań        | 2008/2009          | Ekstraklasa        | 30    | 14     | 7      | 6            | 2            | 2            | 12     | 4      | 3      | –     | –      | –      | 48    | 20     | 12     |
| Lech Poznań        | 2009/2010          | Ekstraklasa        | 28    | 18     | 8      | 1            | 0            | 0            | 4      | 2      | 0      | 1     | 1      | 0      | 34    | 21     | 8      |
| Lech Poznań        | Ogólnie            | Ogólnie            | 58    | 32     | 15     | 7            | 2            | 2            | 16     | 6      | 3      | 1     | 1      | 0      | 82    | 41     | 20     |
| Borussia Dortmund  | 2010/2011          | Bundesliga         | 33    | 8      | 3      | 2            | 0            | 0            | 8      | 1      | 1      | –     | –      | –      | 43    | 9      | 4      |
| Borussia Dortmund  | 2011/2012          | Bundesliga         | 34    | 22     | 10     | 6            | 7            | 0            | 6      | 1      | 2      | 1     | 0      | 0      | 47    | 30     | 12     |
| Borussia Dortmund  | 2012/2013          | Bundesliga         | 31    | 24     | 7      | 4            | 1            | 4            | 13     | 10     | 2      | 1     | 1      | 0      | 49    | 36     | 13     |
| Borussia Dortmund  | 2013/2014          | Bundesliga         | 33    | 20     | 10     | 5            | 2            | 0            | 9      | 6      | 3      | 1     | 0      | 0      | 48    | 28     | 13     |
| Borussia Dortmund  | Ogólnie            | Ogólnie            | 131   | 74     | 30     | 17           | 10           | 4            | 36     | 18     | 8      | 3     | 1      | 0      | 187   | 103    | 42     |
| Bayern Monachium   | 2014/2015          | Bundesliga         | 31    | 17     | 7      | 5            | 2            | 1            | 12     | 6      | 5      | 1     | 0      | 0      | 49    | 25     | 13     |
| Bayern Monachium   | 2015/2016          | Bundesliga         | 32    | 30     | 5      | 6            | 3            | 0            | 12     | 9      | 1      | 1     | 0      | 0      | 51    | 42     | 6      |
| Bayern Monachium   | 2016/2017          | Bundesliga         | 33    | 30     | 6      | 4            | 5            | 2            | 9      | 8      | 1      | 1     | 0      | 0      | 47    | 43     | 9      |
| Bayern Monachium   | 2017/2018          | Bundesliga         | 30    | 29     | 2      | 6            | 6            | 1            | 11     | 5      | 2      | 1     | 1      | 0      | 48    | 41     | 5      |
| Bayern Monachium   | 2018/2019          | Bundesliga         | 33    | 22     | 10     | 5            | 7            | 3            | 8      | 8      | 0      | 1     | 3      | 0      | 47    | 40     | 13     |
| Bayern Monachium   | 2019/2020          | Bundesliga         | 31    | 34     | 4      | 5            | 6            | 0            | 10     | 15     | 6      | 1     | 0      | 0      | 47    | 55     | 10     |
| Bayern Monachium   | 2020/2021          | Bundesliga         | 29    | 41     | 7      | 1            | 0            | 0            | 6      | 5      | 0      | 4     | 2      | 2      | 40    | 48     | 9      |
| Bayern Monachium   | 2021/2022          | Bundesliga         | 34    | 35     | 4      | 1            | 0            | 0            | 10     | 13     | 3      | 1     | 2      | 0      | 46    | 50     | 7      |
| Bayern Monachium   | Ogólnie            | Ogólnie            | 253   | 238    | 45     | 33           | 29           | 7            | 78     | 69     | 18     | 11    | 8      | 2      | 375   | 344    | 72     |
| FC Barcelona       | 2022/2023          | Primera División   | 34    | 23     | 7      | 3            | 2            | 0            | 7      | 6      | 0      | 2     | 2      | 1      | 46    | 33     | 8      |
| FC Barcelona       | 2023/2024          | Primera División   | 35    | 19     | 8      | 3            | 2            | 0            | 9      | 3      | 1      | 2     | 2      | 0      | 49    | 26     | 9      |
| FC Barcelona       | 2024/2025          | Primera División   | 34    | 27     | 2      | 3            | 3            | 0            | 13     | 11     | 0      | 2     | 1      | 1      | 52    | 42     | 3      |
| Ogólnie            | Ogólnie            | Ogólnie            | 103   | 69     | 17     | 9            | 7            | 0            | 29     | 20     | 1      | 6     | 5      | 2      | 148   | 101    | 20     |
| Ogólnie w karierze | Ogólnie w karierze | Ogólnie w karierze | 638   | 463    | 108    | 76           | 51           | 13           | 159    | 113    | 30     | 21    | 15     | 4      | 893   | 643    | 154    |

### Reprezentacyjne
(aktualne na 24 marca 2025)
| Reprezentacja | Rok     | Mecze | Bramki | Asysty |
| ------------- | ------- | ----- | ------ | ------ |
| Polska U-20   |         |       |        |        |
| 2007          | 1       | 0     | 0      |        |
| Ogólnie       | Ogólnie | 1     | 0      | 0      |
| Polska U-21   |         |       |        |        |
| 2008          | 3       | 0     | 0      |        |
| Ogólnie       | Ogólnie | 3     | 0      | 0      |
| Polska        |         |       |        |        |
| 2008          | 4       | 2     | 0      |        |
| 2009          | 12      | 1     | 2      |        |
| 2010          | 13      | 6     | 2      |        |
| 2011          | 11      | 4     | 2      |        |
| 2012          | 10      | 2     | 1      |        |
| 2013          | 10      | 3     | 2      |        |
| 2014          | 6       | 5     | 3      |        |
| 2015          | 7       | 11    | 3      |        |
| 2016          | 12      | 8     | 0      |        |
| 2017          | 6       | 9     | 2      |        |
| 2018          | 11      | 4     | 2      |        |
| 2019          | 10      | 6     | 2      |        |
| 2020          | 4       | 2     | 2      |        |
| 2021          | 12      | 11    | 4      |        |
| 2022          | 10      | 4     | 2      |        |
| 2023          | 8       | 4     | 1      |        |
| 2024          | 10      | 2     | 4      |        |
| 2025          | 2       | 1     | 0      |        |
| Ogólnie       | Ogólnie | 158   | 85     | 34     |

| Mecze i gole w reprezentacji | Mecze i gole w reprezentacji | Mecze i gole w reprezentacji | Mecze i gole w reprezentacji | Mecze i gole w reprezentacji | Mecze i gole w reprezentacji | Mecze i gole w reprezentacji                                       |
| Polska U-20                  | Polska U-20                  | Polska U-20                  | Polska U-20                  | Polska U-20                  | Polska U-20                  | Polska U-20                                                        |
| Lp.                          | Data                         | Miasto                       | Przeciwnik                   | Gol                          | Wynik                        | Rozgrywki                                                          |
| ---------------------------- | ---------------------------- | ---------------------------- | ---------------------------- | ---------------------------- | ---------------------------- | ------------------------------------------------------------------ |
| 1.                           | 26.04.2007                   | Pruszków                     | Turcja U-20                  |                              | 0:3                          | towarzyski                                                         |
| Polska U-21                  |                              |                              |                              |                              |                              |                                                                    |
| Lp.                          | Data                         | Miasto                       | Przeciwnik                   | Gol                          | Wynik                        | Rozgrywki                                                          |
| 1.                           | 25.03.2008                   | Wolverhampton                | Anglia U-21                  |                              | 0:0                          | towarzyski                                                         |
| 2.                           | 01.06.2008                   | Łuków                        | Białoruś U-21                |                              | 2:2                          | towarzyski                                                         |
| Polska                       |                              |                              |                              |                              |                              |                                                                    |
| Lp.                          | Data                         | Miasto                       | Przeciwnik                   | Gol                          | Wynik                        | Rozgrywki                                                          |
| 1.                           | 10.09.2008                   | Serravalle                   | San Marino                   | Gol                          | 2:0                          | el. MŚ 2010                                                        |
| 2.                           | 11.10.2008                   | Chorzów                      | Czechy                       |                              | 2:1                          | el. MŚ 2010                                                        |
| 3.                           | 15.10.2008                   | Bratysława                   | Słowacja                     |                              | 1:2                          | el. MŚ 2010                                                        |
| 4.                           | 19.11.2008                   | Dublin                       | Irlandia                     | Gol                          | 3:2                          | towarzyski                                                         |
| 5.                           | 11.02.2009                   | Vila Real de Santo António   | Walia                        |                              | 1:0                          | towarzyski                                                         |
| 6.                           | 28.03.2009                   | Belfast                      | Irlandia Północna            |                              | 2:3                          | el. MŚ 2010                                                        |
| 7.                           | 01.04.2009                   | Kielce                       | San Marino                   | Gol                          | 10:0                         | el. MŚ 2010                                                        |
| 8.                           | 06.06.2009                   | Johannesburg                 | Południowa Afryka            |                              | 0:1                          | towarzyski                                                         |
| 9.                           | 09.06.2009                   | Kapsztad                     | Irak                         |                              | 1:1                          | towarzyski                                                         |
| 10.                          | 12.08.2009                   | Bydgoszcz                    | Grecja                       |                              | 2:0                          | towarzyski                                                         |
| 11.                          | 05.09.2009                   | Chorzów                      | Irlandia Północna            |                              | 1:1                          | el. MŚ 2010                                                        |
| 12.                          | 09.09.2009                   | Maribor                      | Słowenia                     |                              | 0:3                          | el. MŚ 2010                                                        |
| 13.                          | 10.10.2009                   | Praga                        | Czechy                       |                              | 0:2                          | el. MŚ 2010                                                        |
| 14.                          | 14.10.2009                   | Chorzów                      | Słowacja                     |                              | 0:1                          | el. MŚ 2010                                                        |
| 15.                          | 14.11.2009                   | Warszawa                     | Rumunia                      |                              | 0:1                          | towarzyski                                                         |
| 16.                          | 18.11.2009                   | Bydgoszcz                    | Kanada                       |                              | 1:0                          | towarzyski                                                         |
| 17.                          | 17.01.2010                   | Nakhon Ratchasima            | Dania                        |                              | 1:3                          | PKT 2010                                                           |
| 18.                          | 20.01.2010                   | Nakhon Ratchasima            | Tajlandia                    |                              | 3:1                          | PKT 2010                                                           |
| 19.                          | 23.01.2010                   | Nakhon Ratchasima            | Singapur                     | (k.)                         | 6:1                          | PKT 2010                                                           |
| 20.                          | 03.03.2010                   | Warszawa                     | Bułgaria                     | Gol                          | 2:0                          | towarzyski                                                         |
| 21.                          | 29.05.2010                   | Kielce                       | Finlandia                    |                              | 0:0                          | towarzyski                                                         |
| 22.                          | 02.06.2010                   | Kufstein                     | Serbia                       |                              | 0:0                          | towarzyski                                                         |
| 23.                          | 08.06.2010                   | Murcja                       | Hiszpania                    |                              | 0:6                          | towarzyski                                                         |
| 24.                          | 11.08.2010                   | Szczecin                     | Kamerun                      |                              | 0:3                          | towarzyski                                                         |
| 25.                          | 04.09.2010                   | Łódź                         | Ukraina                      |                              | 1:1                          | towarzyski                                                         |
| 26.                          | 07.09.2010                   | Kraków                       | Australia                    | Gol                          | 1:2                          | towarzyski                                                         |
| 27.                          | 09.10.2010                   | Chicago                      | Stany Zjednoczone            |                              | 2:2                          | towarzyski                                                         |
| 28.                          | 12.10.2010                   | Montreal                     | Ekwador                      |                              | 2:2                          | towarzyski                                                         |
| 29.                          | 17.11.2010                   | Poznań                       | Wybrzeże Kości Słoniowej     | Gol · Gol                    | 3:1                          | towarzyski                                                         |
| 30.                          | 09.02.2011                   | Faro                         | Norwegia                     | Gol                          | 1:0                          | towarzyski                                                         |
| 31.                          | 25.03.2011                   | Kowno                        | Litwa                        |                              | 0:2                          | towarzyski                                                         |
| 32.                          | 29.03.2011                   | Pireus                       | Grecja                       |                              | 0:0                          | towarzyski                                                         |
| 33.                          | 05.06.2011                   | Warszawa                     | Argentyna                    |                              | 2:1                          | towarzyski                                                         |
| 34.                          | 09.06.2011                   | Warszawa                     | Francja                      |                              | 0:1                          | towarzyski                                                         |
| 35.                          | 10.08.2011                   | Lubin                        | Gruzja                       |                              | 1:0                          | towarzyski                                                         |
| 36.                          | 06.09.2011                   | Gdańsk                       | Niemcy                       | Gol                          | 2:2                          | towarzyski                                                         |
| 37.                          | 07.10.2011                   | Seul                         | Korea Południowa             | Gol                          | 2:2                          | towarzyski, (nieuznawany przez FIFA)                               |
| 38.                          | 11.10.2011                   | Wiesbaden                    | Białoruś                     | Gol                          | 2:0                          | towarzyski                                                         |
| 39.                          | 11.11.2011                   | Wrocław                      | Włochy                       |                              | 0:2                          | towarzyski                                                         |
| 40.                          | 15.11.2011                   | Poznań                       | Węgry                        |                              | 2:1                          | towarzyski                                                         |
| 41.                          | 26.05.2012                   | Klagenfurt                   | Słowacja                     |                              | 1:0                          | towarzyski                                                         |
| 42.                          | 02.06.2012                   | Warszawa                     | Andora                       | Gol                          | 4:0                          | towarzyski                                                         |
| 43.                          | 08.06.2012                   | Warszawa                     | Grecja                       | Gol                          | 1:1                          | ME 2012                                                            |
| 44.                          | 12.06.2012                   | Warszawa                     | Rosja                        |                              | 1:1                          | ME 2012                                                            |
| 45.                          | 16.06.2012                   | Wrocław                      | Czechy                       |                              | 0:1                          | ME 2012                                                            |
| 46.                          | 15.08.2012                   | Tallinn                      | Estonia                      |                              | 0:1                          | towarzyski                                                         |
| 47.                          | 07.09.2012                   | Podgorica                    | Czarnogóra                   |                              | 2:2                          | el. MŚ 2014                                                        |
| 48.                          | 11.09.2012                   | Wrocław                      | Mołdawia                     |                              | 2:0                          | el. MŚ 2014                                                        |
| 49.                          | 17.10.2012                   | Warszawa                     | Anglia                       |                              | 1:1                          | el. MŚ 2014                                                        |
| 50.                          | 14.11.2012                   | Gdańsk                       | Urugwaj                      |                              | 1:3                          | towarzyski                                                         |
| 51.                          | 06.02.2013                   | Dublin                       | Irlandia                     |                              | 0:2                          | towarzyski                                                         |
| 52.                          | 22.03.2013                   | Warszawa                     | Ukraina                      |                              | 1:3                          | el. MŚ 2014                                                        |
| 53.                          | 26.03.2013                   | Warszawa                     | San Marino                   | (k.) (k.)                    | 5:0                          | el. MŚ 2014                                                        |
| 54.                          | 07.06.2013                   | Kiszyniów                    | Mołdawia                     |                              | 1:1                          | el. MŚ 2014                                                        |
| 55.                          | 14.08.2013                   | Gdańsk                       | Dania                        |                              | 3:2                          | towarzyski                                                         |
| 56.                          | 06.09.2013                   | Warszawa                     | Czarnogóra                   | Gol                          | 1:1                          | el. MŚ 2014                                                        |
| 57.                          | 11.10.2013                   | Charków                      | Ukraina                      |                              | 0:1                          | el. MŚ 2014                                                        |
| 58.                          | 15.10.2013                   | Londyn                       | Anglia                       |                              | 0:2                          | el. MŚ 2014                                                        |
| 59.                          | 15.11.2013                   | Wrocław                      | Słowacja                     |                              | 0:2                          | towarzyski                                                         |
| 60.                          | 19.11.2013                   | Poznań                       | Irlandia                     |                              | 0:0                          | towarzyski                                                         |
| 61.                          | 06.06.2014                   | Gdańsk                       | Litwa                        | (k.)                         | 2:1                          | towarzyski                                                         |
| 62.                          | 07.09.2014                   | Faro                         | Gibraltar                    | Gol · Gol · Gol · Gol        | 7:0                          | el. ME 2016                                                        |
| 63.                          | 11.10.2014                   | Warszawa                     | Niemcy                       |                              | 2:0                          | el. ME 2016                                                        |
| 64.                          | 14.10.2014                   | Warszawa                     | Szkocja                      |                              | 2:2                          | el. ME 2016                                                        |
| 65.                          | 14.11.2014                   | Tbilisi                      | Gruzja                       |                              | 4:0                          | el. ME 2016                                                        |
| 66.                          | 18.11.2014                   | Wrocław                      | Szwajcaria                   |                              | 2:2                          | towarzyski                                                         |
| 67.                          | 29.03.2015                   | Dublin                       | Irlandia                     |                              | 1:1                          | el. ME 2016                                                        |
| 68.                          | 13.06.2015                   | Warszawa                     | Gruzja                       | Gol · Gol · Gol              | 4:0                          | el. ME 2016, (drugi najszybszy hat trick w historii eliminacji ME) |
| 69.                          | 04.09.2015                   | Frankfurt nad Menem          | Niemcy                       | Gol                          | 1:3                          | el. ME 2016                                                        |
| 70.                          | 07.09.2015                   | Warszawa                     | Gibraltar                    | Gol · Gol                    | 8:1                          | el. ME 2016                                                        |
| 71.                          | 08.10.2015                   | Glasgow                      | Szkocja                      | Gol · Gol                    | 2:2                          | el. ME 2016                                                        |
| 72.                          | 11.10.2015                   | Warszawa                     | Irlandia                     | Gol                          | 2:1                          | el. ME 2016                                                        |
| 73.                          | 13.11.2015                   | Warszawa                     | Islandia                     | Gol · Gol                    | 4:2                          | towarzyski                                                         |
| 74.                          | 23.03.2016                   | Poznań                       | Serbia                       |                              | 1:0                          | towarzyski                                                         |
| 75.                          | 26.03.2016                   | Wrocław                      | Finlandia                    |                              | 5:0                          | towarzyski                                                         |
| 76.                          | 01.06.2016                   | Gdańsk                       | Holandia                     |                              | 1:2                          | towarzyski                                                         |
| 77.                          | 12.06.2016                   | Nicea                        | Irlandia Północna            |                              | 1:0                          | ME 2016                                                            |
| 78.                          | 16.06.2016                   | Saint-Denis                  | Niemcy                       |                              | 0:0                          | ME 2016                                                            |
| 79.                          | 21.06.2016                   | Marsylia                     | Ukraina                      |                              | 1:0                          | ME 2016                                                            |
| 80.                          | 25.06.2016                   | Saint-Étienne                | Szwajcaria                   |                              | 1:1 (k. 5:4)                 | ME 2016                                                            |
| 81.                          | 30.06.2016                   | Marsylia                     | Portugalia                   | Gol                          | 1:1 (k. 3:5)                 | ME 2016, (drugi najszybszy gol w historii ME)                      |
| 82.                          | 04.09.2016                   | Astana                       | Kazachstan                   | (k.)                         | 2:2                          | el. MŚ 2018                                                        |
| 83.                          | 08.10.2016                   | Warszawa                     | Dania                        | (k.)                         | 3:2                          | el. MŚ 2018                                                        |
| 84.                          | 11.10.2016                   | Warszawa                     | Armenia                      | Gol                          | 2:1                          | el. MŚ 2018                                                        |
| 85.                          | 11.11.2016                   | Bukareszt                    | Rumunia                      | (k.)                         | 3:0                          | el. MŚ 2018                                                        |
| 86.                          | 26.03.2017                   | Podgorica                    | Czarnogóra                   | Gol                          | 2:1                          | el. MŚ 2018                                                        |
| 87.                          | 10.06.2017                   | Warszawa                     | Rumunia                      | (k.) (k.)                    | 3:1                          | el. MŚ 2018                                                        |
| 88.                          | 01.09.2017                   | Kopenhaga                    | Dania                        |                              | 0:4                          | el. MŚ 2018                                                        |
| 89.                          | 04.09.2017                   | Warszawa                     | Kazachstan                   | (k.)                         | 3:0                          | el. MŚ 2018                                                        |
| 90.                          | 05.10.2017                   | Erywań                       | Armenia                      | Gol · Gol · Gol              | 6:1                          | el. MŚ 2018                                                        |
| 91.                          | 08.10.2017                   | Warszawa                     | Czarnogóra                   | Gol                          | 4:2                          | el. MŚ 2018                                                        |
| 92.                          | 23.03.2018                   | Wrocław                      | Nigeria                      |                              | 0:1                          | towarzyski                                                         |
| 93.                          | 27.03.2018                   | Chorzów                      | Korea Południowa             | Gol                          | 3:2                          | towarzyski                                                         |
| 94.                          | 08.06.2018                   | Poznań                       | Chile                        | Gol                          | 2:2                          | towarzyski                                                         |
| 95.                          | 12.06.2018                   | Warszawa                     | Litwa                        | Gol · Gol                    | 4:0                          | towarzyski                                                         |
| 96.                          | 19.06.2018                   | Moskwa                       | Senegal                      |                              | 1:2                          | MŚ 2018                                                            |
| 97.                          | 24.06.2018                   | Kazań                        | Kolumbia                     |                              | 0:3                          | MŚ 2018                                                            |
| 98.                          | 28.06.2018                   | Wołgograd                    | Japonia                      |                              | 1:0                          | MŚ 2018                                                            |
| 99.                          | 07.09.2018                   | Bolonia                      | Włochy                       |                              | 1:1                          | LN 2018/2019                                                       |
| 100.                         | 11.10.2018                   | Chorzów                      | Portugalia                   |                              | 2:3                          | LN 2018/2019                                                       |
| 101.                         | 14.10.2018                   | Chorzów                      | Włochy                       |                              | 0:1                          | LN 2018/2019                                                       |
| 102.                         | 15.11.2018                   | Gdańsk                       | Czechy                       |                              | 0:1                          | towarzyski                                                         |
| 103.                         | 21.03.2019                   | Wiedeń                       | Austria                      |                              | 1:0                          | el. ME 2020                                                        |
| 104.                         | 24.03.2019                   | Warszawa                     | Łotwa                        | Gol                          | 2:0                          | el. ME 2020                                                        |
| 105.                         | 07.06.2019                   | Skopje                       | Macedonia Północna           |                              | 1:0                          | el. ME 2020                                                        |
| 106.                         | 10.06.2019                   | Warszawa                     | Izrael                       | (k.)                         | 4:0                          | el. ME 2020                                                        |
| 107.                         | 06.09.2019                   | Lublana                      | Słowenia                     |                              | 0:2                          | el. ME 2020                                                        |
| 108.                         | 09.09.2019                   | Warszawa                     | Austria                      |                              | 0:0                          | el. ME 2020                                                        |
| 109.                         | 10.10.2019                   | Ryga                         | Łotwa                        | Gol · Gol · Gol              | 3:0                          | el. ME 2020                                                        |
| 110.                         | 13.10.2019                   | Warszawa                     | Macedonia Północna           |                              | 2:0                          | el. ME 2020                                                        |
| 111.                         | 16.11.2019                   | Jerozolima                   | Izrael                       |                              | 2:1                          | el. ME 2020                                                        |
| 112.                         | 19.11.2019                   | Warszawa                     | Słowenia                     | Gol                          | 3:2                          | el. ME 2020                                                        |
| 113.                         | 11.10.2020                   | Gdańsk                       | Włochy                       |                              | 0:0                          | LN 2020/2021                                                       |
| 114.                         | 14.10.2020                   | Wrocław                      | Bośnia i Hercegowina         | Gol · Gol                    | 3:0                          | LN 2020/2021                                                       |
| 115.                         | 15.11.2020                   | Reggio nell’Emilia           | Włochy                       |                              | 0:2                          | LN 2020/2021                                                       |
| 116.                         | 18.11.2020                   | Chorzów                      | Holandia                     |                              | 1:2                          | LN 2020/2021                                                       |
| 117.                         | 25.03.2021                   | Budapeszt                    | Węgry                        | Gol                          | 3:3                          | el. MŚ 2022                                                        |
| 118.                         | 28.03.2021                   | Warszawa                     | Andora                       | Gol · Gol                    | 3:0                          | el. MŚ 2022                                                        |
| 119.                         | 08.06.2021                   | Poznań                       | Islandia                     |                              | 2:2                          | towarzyski                                                         |
| 120.                         | 14.06.2021                   | Petersburg                   | Słowacja                     |                              | 1:2                          | ME 2020                                                            |
| 121.                         | 19.06.2021                   | Sewilla                      | Hiszpania                    | Gol                          | 1:1                          | ME 2020                                                            |
| 122.                         | 23.06.2021                   | Petersburg                   | Szwecja                      | Gol · Gol                    | 2:3                          | ME 2020                                                            |
| 123.                         | 02.09.2021                   | Warszawa                     | Albania                      | Gol                          | 4:1                          | el. MŚ 2022                                                        |
| 124.                         | 05.09.2021                   | Serravalle                   | San Marino                   | Gol · Gol                    | 7:1                          | el. MŚ 2022                                                        |
| 125.                         | 08.09.2021                   | Warszawa                     | Anglia                       |                              | 1:1                          | el. MŚ 2022                                                        |
| 126.                         | 09.10.2021                   | Warszawa                     | San Marino                   |                              | 5:0                          | el. MŚ 2022                                                        |
| 127.                         | 12.10.2021                   | Tirana                       | Albania                      |                              | 1:0                          | el. MŚ 2022                                                        |
| 128.                         | 12.11.2021                   | Andora                       | Andora                       | Gol · Gol                    | 4:1                          | el. MŚ 2022                                                        |
| 129.                         | 29.03.2022                   | Chorzów                      | Szwecja                      | (k.)                         | 2:0                          | el. MŚ 2022 Baraże                                                 |
| 130.                         | 01.06.2022                   | Wrocław                      | Walia                        |                              | 2:1                          | LN 2022/2023                                                       |
| 131.                         | 08.06.2022                   | Bruksela                     | Belgia                       | Gol                          | 1:6                          | LN 2022/2023                                                       |
| 132.                         | 14.06.2022                   | Warszawa                     | Belgia                       |                              | 0:1                          | LN 2022/2023                                                       |
| 133.                         | 22.09.2022                   | Warszawa                     | Holandia                     |                              | 0:2                          | LN 2022/2023                                                       |
| 134.                         | 25.09.2022                   | Cardiff                      | Walia                        |                              | 1:0                          | LN 2022/2023                                                       |
| 135.                         | 22.11.2022                   | Doha                         | Meksyk                       |                              | 0:0                          | MŚ 2022                                                            |
| 136.                         | 26.11.2022                   | Ar-Rajjan                    | Arabia Saudyjska             | Gol                          | 2:0                          | MŚ 2022                                                            |
| 137.                         | 30.11.2022                   | Doha                         | Argentyna                    |                              | 0:2                          | MŚ 2022                                                            |
| 138.                         | 04.12.2022                   | Doha                         | Francja                      | (k.)                         | 1:3                          | MŚ 2022                                                            |
| 139.                         | 24.03.2023                   | Praga                        | Czechy                       |                              | 1:3                          | el. ME 2024                                                        |
| 140.                         | 27.03.2023                   | Warszawa                     | Albania                      |                              | 1:0                          | el. ME 2024                                                        |
| 141.                         | 16.06.2023                   | Warszawa                     | Niemcy                       |                              | 1:0                          | towarzyski                                                         |
| 142.                         | 20.06.2023                   | Kiszyniów                    | Mołdawia                     | Gol                          | 2:3                          | el. ME 2024                                                        |
| 143.                         | 07.09.2023                   | Warszawa                     | Wyspy Owcze                  | (k.)                         | 2:0                          | el. ME 2024                                                        |
| 144.                         | 10.09.2023                   | Tirana                       | Albania                      |                              | 0:2                          | el. ME 2024                                                        |
| 145.                         | 17.11.2023                   | Warszawa                     | Czechy                       |                              | 1:1                          | el. ME 2024                                                        |
| 146.                         | 21.11.2023                   | Warszawa                     | Łotwa                        | Gol                          | 2:0                          | towarzyski                                                         |
| 147.                         | 21.03.2024                   | Warszawa                     | Estonia                      |                              | 5:1                          | el. ME 2024 Baraże półfinał                                        |
| 148.                         | 26.03.2024                   | Cardiff                      | Walia                        |                              | 0:0 (k. 5:4)                 | el. ME 2024 Baraże finał                                           |
| 149.                         | 07.06.2024                   | Warszawa                     | Ukraina                      |                              | 3:1                          | towarzyski                                                         |
| 150.                         | 10.06.2024                   | Warszawa                     | Turcja                       |                              | 2:1                          | towarzyski                                                         |
| 151.                         | 21.06.2024                   | Berlin                       | Austria                      |                              | 1:3                          | ME 2024                                                            |
| 152.                         | 25.06.2024                   | Dortmund                     | Francja                      | (k.)                         | 1:1                          | ME 2024                                                            |
| 153.                         | 05.09.2024                   | Glasgow                      | Szkocja                      | (k.)                         | 3:2                          | LN 2024/2025                                                       |
| 154.                         | 08.09.2024                   | Osijek                       | Chorwacja                    |                              | 0:1                          | LN 2024/2025                                                       |
| 155.                         | 12.10.2024                   | Warszawa                     | Portugalia                   |                              | 1:3                          | LN 2024/2025                                                       |
| 156.                         | 15.10.2024                   | Warszawa                     | Chorwacja                    |                              | 3:3                          | LN 2024/2025                                                       |
| 157.                         | 21.03.2025                   | Warszawa                     | Litwa                        | Gol                          | 1:0                          | el. MŚ 2026                                                        |
| 158.                         | 24.03.2025                   | Warszawa                     | Malta                        |                              | 2:0                          | el. MŚ 2026                                                        |

## Sukcesy

### Znicz Pruszków
- Mistrzostwo III ligi: 2006/2007

### Lech Poznań
- Mistrzostwo Polski: 2009/2010
- Puchar Polski: 2008/2009
- Superpuchar Polski: 2009

### Borussia Dortmund
- Mistrzostwo Niemiec: 2010/2011, 2011/2012
- Wicemistrzostwo Niemiec: 2012/2013, 2013/2014
- Puchar Niemiec: 2011/2012
- Superpuchar Niemiec: 2013

### Bayern Monachium
- Mistrzostwo Niemiec: 2014/2015, 2015/2016, 2016/2017, 2017/2018, 2018/2019, 2019/2020, 2020/2021, 2021/2022
- Puchar Niemiec: 2015/2016, 2018/2019, 2019/2020
- Superpuchar Niemiec: 2016, 2017, 2018, 2020, 2021
- Liga Mistrzów UEFA: 2019/2020
- Superpuchar Europy UEFA: 2020
- Klubowe mistrzostwa świata: 2020

### FC Barcelona
- Mistrzostwo Hiszpanii: 2022/2023, 2024/2025
- Puchar Króla: 2024/2025
- Superpuchar Hiszpanii: 2023, 2025

### Indywidualne
- Król strzelców III ligi: 2006/2007 (15 goli)
- Król strzelców II ligi: 2007/2008 (21 goli)
- Król strzelców Ekstraklasy: 2009/2010 (18 goli)
- Król strzelców Bundesligi: 2013/2014 (20 goli), 2015/2016 (30 goli), 2017/2018 (29 goli), 2018/2019 (22 gole), 2019/2020 (34 gole), 2020/2021 (41 goli), 2021/2022 (35 goli)
- Król strzelców Pucharu Niemiec: 2011/2012 (7 goli), 2016/2017 (5 goli), 2017/2018 (6 goli), 2018/2019 (7 goli), 2019/2020 (6 goli)
- Król strzelców Primera División: 2022/2023 (23 gole)
- Król strzelców Superpucharu Hiszpanii: 2022/2023 (2 gole)[g]
- Król strzelców Ligi Mistrzów UEFA: 2019/2020 (15 goli)
- Król strzelców eliminacji ME 2016: 2015 (13 goli)
- Król strzelców europejskich eliminacji MŚ 2018: 2017 (16 goli)
- Król strzelców fazy grupowej Ligi Mistrzów UEFA: 2019/2020 (10 goli)[481]
- Wicekról strzelców Bundesligi: 2012/2013 (24 gole), 2014/2015 (17 goli)[h], 2016/2017 (30 goli)
- Wicekról strzelców Ligi Mistrzów UEFA: 2012/2013 (10 goli), 2015/2016 (9 goli), 2018/2019 (8 goli), 2021/2022 (13 goli)
- Wicekról strzelców Klubowych mistrzostw świata: 2020 (2 gole)
- Trzecie miejsce w klasyfikacji strzelców Bundesligi: 2011/2012 (22 gole)
- Pierwsze miejsce w klasyfikacji punktowej Bundesligi: 2015/2016 (34 punkty za 30 goli i 4 asysty), 2016/2017 (35 punktów za 30 goli i 5 asyst), 2017/2018 (31 punktów za 29 goli i 2 asysty), 2018/2019 (29 punktów za 22 gole i 7 asyst), 2019/2020 (38 punktów za 34 gole i 4 asysty), 2020/2021 (48 punktów za 41 goli i 7 asyst)
- Drugie miejsce w klasyfikacji punktowej Bundesligi: 2011/2012 (32 punkty za 22 gole i 10 asyst), 2012/2013 (29 punktów za 24 gole i 5 asyst), 2013/2014 (28 punktów za 20 goli i 8 asyst)
- Najlepszy strzelec na świecie w rozgrywkach klubowych w jednym roku kalendarzowym: 2019 (48 goli), 2020 (45 goli), 2021 (58 goli)
- Najlepszy strzelec w Europie w rozgrywkach klubowych i reprezentacyjnych w jednym roku kalendarzowym: 2019 (54 gole), 2020 (47 goli), 2021 (69 goli)
- Najlepszy strzelec w Europie: 2020/2021 (41 goli), 2021/2022 (35 goli)

### Wyróżnienia
- 2. miejsce w plebiscycie Złota Piłka „France Football”: 2021
- Piłkarz Roku FIFA: 2020[482], 2021[483]
- Piłkarz Roku UEFA: 2020
- Najlepszy Napastnik UEFA: 2020
- Napastnik Roku w plebiscycie „France Football”: 2021[6][484]
- Nagroda Gerda Müllera: 2022[485]
- Europejski Złoty But: 2020/2021[i][486], 2021/2022[j][487]
- Golden Foot: 2022[488]
- Złota Piłka Klubowych mistrzostw świata: 2020
- Najlepszy piłkarz eliminacji ME 2016 według UEFA: 2015
- Najlepszy piłkarz Ekstraklasy: 2009/2010[489]
- Najlepszy piłkarz Bundesligi: 2011/2012, 2016/2017
- Najlepszy napastnik Bundesligi: 2015/2016, 2016/2017
- Piłkarz sezonu Bundesligi według serwisu Bundesligi: 2019/2020[k][490]
- Piłkarz sezonu Bundesligi według Kickera: 2020/2021[l][491]
- Piłkarz sezonu Bundesligi według Transfermarktu: 2020/2021[m][492]
- Piłkarz sezonu w Bayernie Monachium (3. miejsce): 2021/2022[493]
- Piłkarz Roku w plebiscycie PZP: 2011, 2012, 2013, 2014, 2015, 2016, 2017
- Piłkarz Roku w Plebiscycie redakcji Sportu: 2011, 2012, 2013, 2014, 2015, 2016, 2017, 2018, 2019, 2020, 2021, 2024[494][495]
- Piłkarz Roku w Plebiscycie redakcji Sportu (2. miejsce): 2022[496]
- Piłkarz Roku w plebiscycie redakcji TVP Sport: 2021[497]
- Piłkarz Roku w Plebiscycie Piłki Nożnej: 2011, 2012, 2013, 2014, 2015, 2016, 2017, 2019, 2020, 2021, 2022[498]
- Piłkarz Roku w Niemczech: 2020[499], 2021[500]
- Piłkarz Roku w plebiscycie Globe Soccer Awards: 2020[501]
- Piłkarz Roku w plebiscycie „World Soccer”: 2020, 2021[502]
- Piłkarz Roku w plebiscycie dziennika „AS” i World Football Summit: 2020[503][504]
- Piłkarz Roku w plebiscycie dziennika „The Guardian”: 2020[505], 2021[506]
- Piłkarz Roku w plebiscycie magazynu „FourFourTwo”: 2020[507]
- Piłkarz Roku w plebiscycie serwisu Goal50: 2020
- Piłkarz Roku w plebiscycie serwisu 433: 2020[508]
- Piłkarz Roku w plebiscycie Dongqiudi: 2020[509]
- Piłkarz Roku według użytkowników TikToka w plebiscycie Globe Soccer Awards: 2021[510]
- Piłkarz Roku według użytkowników „Bilda”: 2021[n][511]
- Piłkarz Roku według IFFHS: 2020[512], 2021[o][513]
- Najlepszy piłkarz świata według piłkarzy Bundesligi w ankiecie „Kickera”: 2021[p][514]
- Najlepszy piłkarz z pola w pierwszej połowie sezonu Bundesligi według czytelników „Kickera”: 2021/2022[q][515]
- Najlepszy strzelec na świecie według IFFHS: 2020[516], 2021[517]
- Najlepszy strzelec rozgrywek międzynarodowych według IFFHS: 2015[r][518], 2021[517]
- Najlepszy strzelec rozgrywek ligowych według IFFHS: 2021[517]
- Najlepszy środkowy napastnik świata według ESPN: 2020[519]
- Najlepszy napastnik rundy jesiennej Bundesligi według „Kickera”: 2021/2022[520]
- Trofeu Mesa Redonda: 2021[521]
- Nagroda im. Diego Maradony dla najlepszego strzelca w plebiscycie Globe Soccer Awards: 2021[510]
- Ikona Futbolu w plebiscycie „Sport.pl”: 2020[522]
- Onze de Bronze: 2020/2021[523], 2021/2022[524]
- Odkrycie roku w Plebiscycie Piłki Nożnej: 2008
- Ligowiec roku w Plebiscycie Piłki Nożnej: 2009
- Sportowiec roku w Plebiscycie „Przeglądu Sportowego”: 2015, 2020, 2021
- Sportowiec roku w Plebiscycie „Przeglądu Sportowego” (2. miejsce): 2016, 2017, 2019
- Sportowiec roku w Plebiscycie „Przeglądu Sportowego” (3. miejsce): 2022
- Piłkarz stulecia w Plebiscycie „Sportowiec Stulecia Przeglądu Sportowego”: 2021[320]
- Sportowiec roku na świecie w plebiscycie AIPS: 2020[525], 2021[s][526][527]
- Sportowiec roku w Europie w plebiscycie AIPS: 2020[528]
- Sportowiec roku w Europie w Ankiecie PAP: 2020[529]
- Sportowiec roku w Europie w Ankiecie PAP (2. miejsce): 2021[530]
- Sportowiec roku według użytkowników w plebiscycie TVP Sport (2. miejsce): 2021[531]
- Człowiek Roku tygodnika „Wprost”: 2021[532]
- Gwiazda Roku w plebiscycie „Sport Bild”: 2019[533][534], 2021[535]
- Osobowość Roku w plebiscycie „Kickera”: 2021[t][536]
- Złoty Gracz w plebiscycie „Tuttosport”: 2020[537][538], 2021[u][539]
- Piłkarz miesiąca w Bundeslidze: Wrzesień 2015[540], Luty 2016[541], Maj 2016[542], Sierpień 2019[543], Październik 2020[544]
- Piłkarz miesiąca w Primera División według EA Sports: Październik 2022[545], Luty 2024[546], Październik 2024[547]
- Gol sezonu w Ekstraklasie: 2008/2009
- Gol sezonu w Bundeslidze: 2015/2016
- Drużyna Roku UEFA: 2019[548], 2020[549], 2021[550]
- Drużyna roku w Plebiscycie Piłki Nożnej: 2015[551]
- Drużyna roku FIFA 21[552]
- Drużyna roku FIFA 22[553]
- Drużyna roku według TirboFC[554]
- Drużyna roku na świecie według IFFHS: 2020, 2021[555][556]
- Drużyna roku UEFA według IFFHS: 2021[557][558]
- Drużyna dekady na świecie według IFFHS: 2011–2020[559]
- Drużyna dekady UEFA według IFFHS: 2011–2020[560]
- Drużyna sezonu Ligi Mistrzów UEFA: 2015/2016[561], 2016/2017[562], 2019/2020[563], 2020/2021[564]
- Drużyna sezonu Bundesligi: 2016/2017[565], 2017/2018[566], 2018/2019[567], 2019/2020[568], 2020/2021[319]
- Drużyna sezonu Primera División: 2022/2023[569]
- Drużyna sezonu European Sports Media: 2019/2020[570], 2020/2021[571], 2021/2022[572]
- Drużyna sezonu najmocniejszych lig w Europie według WhoScored: 2021/2022[573]
- Drużyna gwiazd eliminacji ME 2016 według UEFA: 2015[574]
- Jedenastka Roku FIFA FIFPro: 2020[575], 2021[576]
- Jedenastka roku według L’Équipe: 2021[577]
- Jedenastka 100-lecia reprezentacji Polski według PZPN: 2019[578]
- Jedenastka sezonu L’Équipe: 2019/2020[579]
- Jedenastka rundy jesiennej według Goal.com: 2021/2022[580]
- Jedenastka rundy jesiennej Bundesligi według Kickera: 2021/2022[581]
- Jedenastka rundy jesiennej Bundesligi według ESPN: 2020/2021[582][583]
- Jedenastka miesiąca European Sports Media: Marzec 2022[584]
- Jedenastka miesiąca Primera División według WhoScored: Sierpień 2022[585]
- Laureus World Sports Awards w kategorii „Wyjątkowe osiągnięcie”: 2022[v][586]
- Wielka Honorowa Nagroda Sportowa PKOl: 2020
- Nagroda Wiktory w kategorii Sportowiec Roku: 2021[587]
- Sportowy Wizerunek (Nagrody Biznesu Sportowego Demes): 2014, 2015, 2016, 2019

### Rekordy
Reprezentacja Polski

Mural w Chorzowie przedstawiający Roberta Lewandowskiego, Gerarda Cieślika i Włodzimierza Lubańskiego

- Najskuteczniejszy zawodnik w historii reprezentacji Polski: 85 goli[588]
- Najskuteczniejszy zawodnik w historii reprezentacji Polski w jednym roku kalendarzowym: 11 goli (2015, 2021)[w][589]
- Najskuteczniejszy zawodnik w historii reprezentacji Polski w meczach o stawkę: 60 goli[590]
- Najwięcej występów w historii reprezentacji Polski: 158 meczów
- Najwięcej występów w historii reprezentacji Polski jako kapitan: 93 mecze[591]
- Pierwszy zawodnik w historii reprezentacji Polski, który strzelił dwukrotnie co najmniej 10 goli w jednym roku kalendarzowym: 11 goli w 7 meczach (2015), 11 goli w 12 meczach (2021)[589]
- Pierwszy zawodnik w historii reprezentacji Polski, który strzelał gole w siedmiu kolejnych meczach tej drużyny[455]
- Pierwszy zawodnik w historii reprezentacji Polski, który strzelał gole w siedmiu kolejnych meczach tej drużyny o stawkę[455]
- Reprezentant Polski z największą liczbą bramek w jednej edycji europejskich eliminacji MŚ: 16 goli[454]
- Reprezentant Polski z największą liczbą bramek zdobytych z rzutów karnych: 13 goli

Rozgrywki międzynarodowe
- Drugi najszybszy hat trick w historii eliminacji ME, a najszybszy w reprezentacji Polski: 4 minuty (89', 90+2', 90+3')[592]
- Najlepszy strzelec w historii w ramach jednej edycji eliminacji ME: 13 goli[x][449]
- Pierwszy zawodnik w historii, który strzelił 16 goli w jednej edycji eliminacji do MŚ strefy UEFA[458]

Rozgrywki klubowe w Niemczech
- Pięć goli strzelonych w meczu sezonu Bundesligi 2015/2016 w dniu 22 września 2015 Bayern – VfL Wolfsburg (5:1), uzyskane w odstępie czasu 9 minut (w 51', 52', 55', 57' i 60' minucie meczu); wyczyn stanowił szereg rekordów:
  - Najszybszy hat trick w historii Bundesligi: 4 minuty (51', 52', 55')[104]
  - Najszybciej strzelone 4 gole w historii Bundesligi: 6 minut (51', 52', 55', 57')[104]
  - Najszybciej strzelonych 5 goli w historii Bundesligi: 9 minut (51', 52', 55', 57', 60')[104]
  - Pierwszy zawodnik w historii Bundesligi, który wchodząc z ławki rezerwowych strzelił 5 goli[104]
- Strzelec najpóźniejszego gola w meczu Bundesligi: wyrównująca bramka zdobyta w szóstej minucie doliczonego czasu gry w meczu Hertha BSC – Bayern (1:1) w dniu 18 lutego 2017 w 21. kolejce Bundesligi 2016/2017[593]
- Najskuteczniejszy zawodnik w historii Bundesligi w jednym sezonie: 41 goli (sezon 2020/2021)[y][594]
- Najskuteczniejszy zawodnik w historii Bundesligi w jednym roku kalendarzowym: 43 gole w 34 meczach (rok 2021)[z][595]
- Najskuteczniejszy zawodnik w historii Bundesligi w meczach wyjazdowych: 128 goli[aa][596]
- Najskuteczniejszy zawodnik w historii Bundesligi w meczach wyjazdowych, w jednym sezonie: 19 goli (sezon 2021/2022)[ab][597]
- Najskuteczniejszy zawodnik w historii Bundesligi w meczach wyjazdowych, przeciwko jednej drużynie: 11 goli (przeciwko FC Augsburg)[ac][598]
- Najskuteczniejszy zawodnik w historii Bundesligi z dwoma golami w jednym meczu: 64 mecze[ad][599]
- Najskuteczniejszy zawodnik w historii finałów Pucharu Niemiec: 8 goli[600]
- Najskuteczniejszy zawodnik w historii Superpucharu Niemiec: 7 goli[601]
- Najskuteczniejszy zawodnik w historii Der Klassiker: 32 gole
- Najskuteczniejszy zawodnik w historii po 13. kolejkach Bundesligi: 17 goli[ae][602]
- Najskuteczniejszy zawodnik w historii po 14. kolejkach Bundesligi: 19 goli[603]
- Najskuteczniejszy zawodnik w historii po 16. kolejkach Bundesligi: 21 goli[af][604]
- Najskuteczniejszy zawodnik w historii po 17. kolejkach Bundesligi: 22 gole[605]
- Najskuteczniejszy zawodnik w historii po 21. kolejkach Bundesligi: 25 goli[606]
- Najskuteczniejszy zawodnik w historii po 23. kolejkach Bundesligi: 28 goli[607]
- Najskuteczniejszy zawodnik w historii po 24. kolejkach Bundesligi: 31 goli
- Najskuteczniejszy zawodnik w historii po 25. kolejkach Bundesligi: 32 gole[608]
- Najskuteczniejszy zawodnik w historii po 26. kolejkach Bundesligi: 35 goli
- Najskuteczniejszy zawodnik w historii po 29. kolejkach Bundesligi: 41 goli[609]
- Najskuteczniejszy obcokrajowiec w historii Bundesligi, a także drugi najlepszy strzelec tych rozgrywek: 312 goli[610].
- Najskuteczniejszy obcokrajowiec w historii Pucharu Niemiec: 39 goli[ag]
- Najskuteczniejszy obcokrajowiec w historii Bayernu Monachium, a także drugi najlepszy strzelec tego klubu: 344 gole[611]
- Najskuteczniejszy obcokrajowiec w historii Bayernu Monachium w Bundeslidze: 238 goli
- Najskuteczniejszy obcokrajowiec w historii Bundesligi w barwach jednego klubu: 238 goli
- Najskuteczniejszy polski zawodnik w historii Borussii Dortmund: 103 gole
- Polski zawodnik z największą liczbą występów w historii Bundesligi: 384 mecze
- Najwięcej hat tricków spośród obcokrajowców występujących w Bundeslidze: 16
- Najwięcej zdobytych tytułów króla strzelców w historii Bundesligi: 7[ah][612]
- Pierwszy zawodnik w historii Superpucharu Niemiec, który zdobył hat tricka
- Pierwszy obcokrajowiec w historii Pucharu Niemiec, który zdobył hat tricka w meczu finałowym, a także trzeci w historii tych rozgrywek[ai]
- Pierwszy obcokrajowiec w historii Bayernu Monachium, który przekroczył granicę 200 goli dla tego klubu
- Pierwszy obcokrajowiec w historii Bayernu Monachium, który przekroczył granicę 300 goli dla tego klubu
- Pierwszy obcokrajowiec w historii Bundesligi, który przekroczył granicę 200 goli w Bundeslidze
- Pierwszy obcokrajowiec w historii Bundesligi, który przekroczył granicę 300 goli w Bundeslidze
- Pierwszy obcokrajowiec w historii Bundesligi, który zdobył cztery tytuły króla strzelców tych rozgrywek[613]
- Pierwszy obcokrajowiec w historii Bundesligi, który zdobył pięć tytułów króla strzelców tych rozgrywek
- Pierwszy obcokrajowiec w historii Bundesligi, który zdobył sześć tytułów króla strzelców tych rozgrywek
- Pierwszy obcokrajowiec w historii Bundesligi, który zdobył siedem tytułów króla strzelców tych rozgrywek
- Pierwszy zawodnik w historii Bundesligi, który zdobył cztery tytuły króla strzelców tych rozgrywek z rzędu
- Pierwszy zawodnik w historii Bundesligi, który zdobył pięć tytułów króla strzelców tych rozgrywek z rzędu
- Pierwszy obcokrajowiec w historii Pucharu Niemiec, który zdobył cztery tytuły króla strzelców, a także drugi zawodnik w historii tych rozgrywek[aj][614]
- Pierwszy zawodnik w historii Pucharu Niemiec, który zdobył pięć tytułów króla strzelców tych rozgrywek
- Pierwszy zawodnik w historii Pucharu Niemiec, który zdobył cztery tytuły króla strzelców tych rozgrywek z rzędu[ak]
- Pierwszy zawodnik w historii piłki nożnej, który zdobył potrójną koronę króla strzelców ze spośród pięciu najsilniejszych lig w Europie[al], a także drugi w historii wszystkich lig europejskich[am]: 2019/2020
- Pierwszy zawodnik w historii niemieckiej piłki nożnej, który zdobył podwójną koronę króla strzelców trzy razy z rzędu[an]: 2017/2018, 2018/2019, 2019/2020
- Pierwszy zawodnik w historii Bundesligi, który zdobył 21 goli w pierwszej połowie sezonu[615]
- Pierwszy zawodnik w historii Bundesligi, który zdobył 22 gole w pierwszej połowie sezonu[616]
- Pierwszy zawodnik w historii Bundesligi, który zwyciężył w 8 meczach 1. kolejki z rzędu[142]
- Pierwszy zawodnik w historii Bundesligi, który w pierwszych pięciu kolejkach strzelił 10 goli
- Pierwszy zawodnik w historii Bundesligi, który w pierwszych sześciu kolejkach strzelił 10 goli
- Pierwszy zawodnik w historii Bundesligi, który w pierwszych jedenastu kolejkach strzelił 16 goli[ao]
- Pierwszy zawodnik w historii Bundesligi, który strzelał co najmniej jednego gola w trzynastu kolejnych domowych spotkaniach w Bundeslidze[617]
- Pierwszy zawodnik w historii Bundesligi, który strzelał bramki byłemu klubowi w pięciu meczach z rzędu: z Borussią Dortmund[618]
- Pierwszy zawodnik w historii Bundesligi, który strzelał co najmniej dwie bramki w szóstym meczu z rzędu przeciwko Borussii Dortmund na Allianz Arena[619]
- Pierwszy zawodnik w historii Bundesligi, który strzelał najwięcej bramek Borussii Dortmund: 20 goli w 14 meczach[620]
- Pierwszy zawodnik w historii Bundesligi, który strzelał najwięcej bramek Borussii Dortmund: 22 gole w 15 meczach
- Pierwszy zawodnik w historii Bundesligi, który strzelał najwięcej bramek Borussii Dortmund: 23 gole w 16 meczach
- Pierwszy zawodnik w historii Bundesligi, który strzelał bramki w ośmiu meczach wyjazdowych z rzędu[621]
- Pierwszy zawodnik w historii Bundesligi, który strzelał bramki w dziewięciu kolejnych meczach z FC Schalke 04, a także drugi w historii zawodnik, który strzelał gole w dziewięciu meczach z rzędu jednemu klubowi[ap]
- Pierwszy zawodnik w historii Bundesligi, który strzelał bramki w dziesięciu kolejnych meczach z FC Schalke 04, a także pierwszy w historii zawodnik, który strzelał gole w dziesięciu meczach z rzędu jednemu klubowi
- Pierwszy zawodnik w historii Bundesligi, który strzelał bramki w jedenastu kolejnych meczach z FC Schalke 04, a także pierwszy w historii zawodnik, który strzelał gole w jedenastu meczach z rzędu jednemu klubowi[622]
- Pierwszy zawodnik w historii Bundesligi, który strzelał gole w każdym z dziewięciu pierwszych spotkań sezonu Bundesligi
- Pierwszy zawodnik w historii Bundesligi, który strzelał gole w każdym z dziesięciu pierwszych spotkań sezonu Bundesligi
- Pierwszy zawodnik w historii Bundesligi, który strzelał gole w każdym z jedenastu pierwszych spotkań sezonu Bundesligi
- Pierwszy zawodnik w historii Bayernu Monachium, który strzelał gole w każdym z dziewięciu pierwszych spotkań sezonu Bundesligi
- Pierwszy zawodnik w historii Bayernu Monachium, który strzelał gole w każdym z dziesięciu pierwszych spotkań sezonu Bundesligi
- Pierwszy zawodnik w historii Bayernu Monachium, który strzelał gole w każdym z jedenastu pierwszych spotkań sezonu Bundesligi
- Najdrożej sprzedany zawodnik w historii Bayernu Monachium: 45 mln euro + 5 mln euro w bonusach

Rozgrywki klubowe w Hiszpanii
- Najskuteczniejszy zawodnik w historii Primera División po swoich pierwszych pięciu meczach w XXI wieku: 6 goli w 5 meczach (sezon 2022/2023, kolejka 1–5, FC Barcelona)[aq][623]
- Najskuteczniejszy zawodnik w historii Primera División w barwach FC Barcelony po pierwszych sześciu meczach: 8 goli w 6 meczach (sezon 2022/2023)[ar][624]
- Najskuteczniejszy zawodnik w historii Primera División w barwach FC Barcelony po ukończeniu 34. roku życia: 22 gole[as][625]
- Najskuteczniejszy polski zawodnik w historii FC Barcelony: 51 goli
- Polski zawodnik z największą liczbą występów w historii FC Barcelony: 80 meczów
- Najszybszy gol w historii Primera División strzelony w dniu swoich urodzin: 44 sekundy (34 lata)[at][626]
- Najstarszy strzelec gola w historii Superpucharu Hiszpanii w barwach FC Barcelony: 34 lata i 147 dni[627]
- Najstarszy strzelec gola w historii Ligi Mistrzów UEFA w barwach FC Barcelony: 35 lat i 29 dni[628]
- Pierwszy polski zawodnik występujący w barwach FC Barcelony

Rozgrywki klubowe międzynarodowe
- Najskuteczniejszy polski zawodnik w historii rozgrywek UEFA: 101 goli[106]
- Najskuteczniejszy polski zawodnik w historii Ligi Mistrzów UEFA, a także trzeci najlepszy strzelec tych rozgrywek: 93 gole[629]
- Najskuteczniejszy polski zawodnik w historii Klubowych mistrzostw świata: 2 gole
- Najskuteczniejszy zawodnik w historii Ligi Mistrzów UEFA w pierwszych 100 meczach: 81 goli[au][630]
- Najskuteczniejszy zawodnik w historii Ligi Mistrzów UEFA w pierwszych 50 meczach wyjazdowych: 37 goli[av][631]
- Najskuteczniejszy zawodnik w historii Ligi Mistrzów UEFA w barwach Bayernu Monachium: 69 goli
- Najskuteczniejszy zawodnik w historii europejskich pucharów w barwach Bayernu Monachium: 69 goli[aw][632]
- Najskuteczniejszy zawodnik w historii Klubowych mistrzostw świata w barwach Bayernu Monachium: 2 gole
- Pierwszy polski zawodnik, który wystąpił w Klubowych mistrzostwach świata: 2020
- Pierwszy polski zawodnik, który strzelił gola w Klubowych mistrzostwach świata: 2020
- Polski zawodnik z największą liczbą występów w historii Ligi Mistrzów UEFA: 113 meczów[108]
- Pierwszy zawodnik w historii Ligi Mistrzów UEFA, który strzelił najwięcej bramek Realowi Madryt: 6 goli[633]
- Pierwszy zawodnik w historii Ligi Mistrzów UEFA, który strzelił najwięcej bramek portugalskim drużynom: 9 goli (SL Benfica (7), FC Porto (2))[ax][634][635]
- Pierwszy zawodnik w historii Ligi Mistrzów UEFA, który dwukrotnie w dziewięciu spotkaniach z rzędu strzelał co najmniej jednego gola[636]
- Pierwszy zawodnik w historii Ligi Mistrzów UEFA, który wpisywał się na listę strzelców w pierwszych pięciu kolejkach fazy grupowej w dwóch różnych edycjach[636]
- Pierwszy zawodnik w historii Ligi Mistrzów UEFA, który wygrał 18 meczów z rzędu[637][638]
- Pierwszy zawodnik w historii Ligi Mistrzów UEFA, który wygrał 19 meczów z rzędu[639]
- Pierwszy zawodnik w historii Ligi Mistrzów UEFA, który wygrał 20 meczów z rzędu
- Pierwszy zawodnik w historii Ligi Mistrzów UEFA, który wygrał 21 meczów z rzędu
- Pierwszy zawodnik w historii Ligi Mistrzów UEFA, który wygrał 22 mecze z rzędu
- Pierwszy zawodnik w historii Ligi Mistrzów UEFA, który zdobył hat tricka dla trzech klubów: Borussia Dortmund, Bayern Monachium i FC Barcelona[640]
- Najszybszy hat trick w historii Ligi Mistrzów UEFA od początku meczu: 12', 21', 23' (sezon 2021/2022, 8 marca 2022, przeciwko Red Bull Salzburg)[ay][641]
- Cztery gole strzelone w meczu sezonu Ligi Mistrzów 2019/2020 w dniu 26 listopada 2019 Crvena zvezda – Bayern (0:6), uzyskane w odstępie czasu 14 minut i 31 sekund (w 53', 60', 64' i 68' minucie meczu); wyczyn stanowił szereg rekordów:
  - Najszybciej strzelone 4 gole w historii Ligi Mistrzów UEFA: 14 minut i 31 sekund (53', 60', 64', 68')
  - Najskuteczniejszy zawodnik w historii Ligi Mistrzów UEFA, w barwach Bayernu Monachium: 45 goli
  - Drugi zawodnik w historii Ligi Mistrzów UEFA, który zdobył dwukrotnie cztery gole w jednym spotkaniu

Rozgrywki klubowe i reprezentacyjne
- Najskuteczniejszy polski zawodnik w historii występów klubowych i reprezentacyjnych w jednym roku kalendarzowym: 69 goli w 59 meczach (rok 2021, Bayern Monachium (58 goli w 47 meczach), reprezentacja Polski (11 goli w 12 meczach))[az][595]

Wyróżnienia
- Najwięcej zwycięstw w Plebiscycie redakcji Sportu w kategorii „Piłkarz Roku”: 11 razy[ba]
- Najwięcej zwycięstw w Plebiscycie Piłki Nożnej w kategorii „Piłkarz Roku”: 11 razy
- Najwięcej zwycięstw na gali Nagrody Biznesu Sportowego Demes w kategorii „Sportowy Wizerunek”: 4 razy
- Najwięcej miejsc w pierwszej dziesiątce w Plebiscycie „Przeglądu Sportowego”: 12 razy[bb]
- Najwięcej miejsc w pierwszej dziesiątce z rzędu w Plebiscycie „Przeglądu Sportowego”: 12 razy (2011–2023)
- Pierwszy piłkarz w historii, który zdobył cztery nagrody IFFHS w jednym roku: 2021[517]
- Pierwszy Polak w historii, który zdobył nagrodę Piłkarza Roku FIFA, a także dwukrotnie z rzędu: 2020, 2021[483]
- Pierwszy Polak w historii, który zdobył Europejskiego Złotego Buta, a także dwukrotnie z rzędu: 2021, 2022
- Pierwszy Polak w historii, który otrzymał tytuł Osobowość Roku w plebiscycie „Kickera”: 2021
- Jedyny piłkarz w historii, który wygrał Plebiscyt redakcji Sportu w kategorii „Piłkarz Roku” po raz jedenasty z rzędu: 2011–2021

Trofea
- Najbardziej utytułowany polski zawodnik w historii rozgrywek klubowych: 27 trofeów
- Najbardziej utytułowany polski zawodnik w historii Bundesligi: 10 mistrzostw Niemiec[642]
- Najbardziej utytułowany polski zawodnik w historii Bundesligi w barwach Bayernu Monachium: 8 mistrzostw Niemiec[642]
- Pierwszy obcokrajowiec w historii, który otrzymał Trofeu Mesa Redonda: 2021

Nieaktualne
- Najwięcej występów w historii Superpucharu Niemiec: 11 meczów[bc][643]

## Lewandowski a Złota Piłka

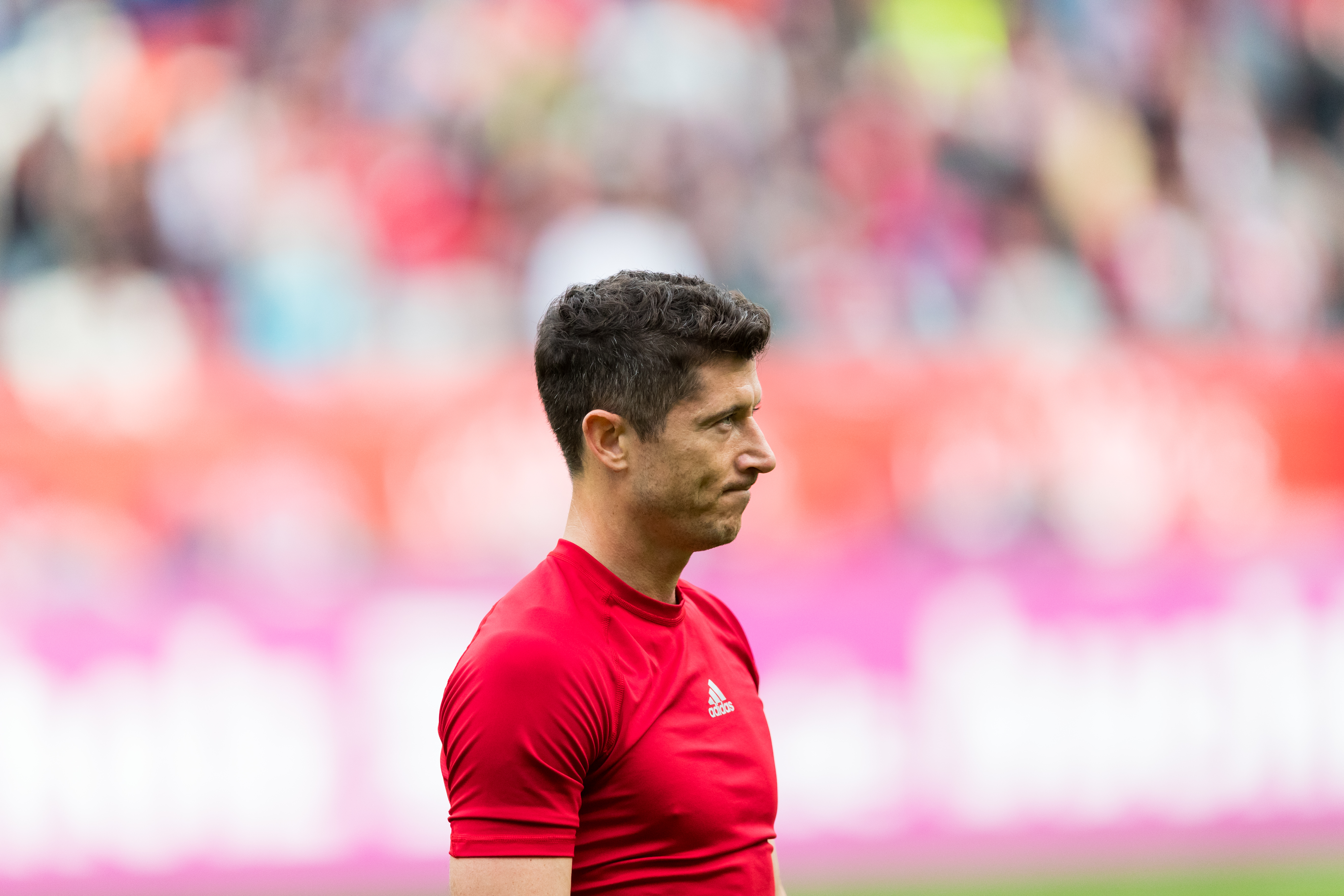
Robert Lewandowski w 2019

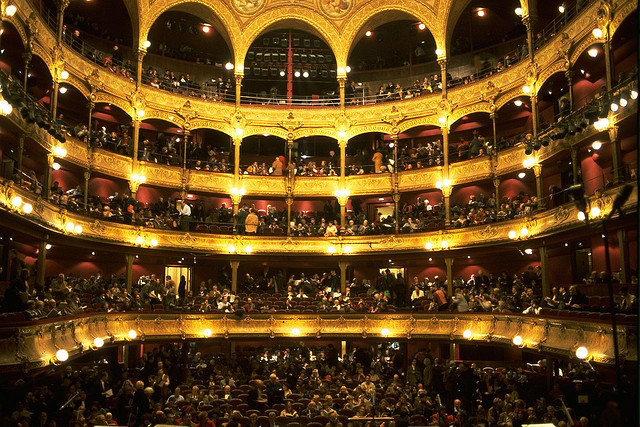
Théâtre du Châtelet w Paryżu, gdzie w 2019 i 2021 Robert Lewandowski uczestniczył w galach Złotej Piłki France Football

Do 2023 ośmiokrotnie znalazł się na liście nominowanych do tej nagrody – w 2013, 2015, 2016, 2017, 2019, 2021, 2022 i 2023. Jego najwyższą pozycją było 2. miejsce z 2021 kiedy ustąpił jedynie Lionelowi Messiemu.
W 2015 zajął 4. miejsce z 2015, kiedy wyprzedzili go Lionel Messi, Cristiano Ronaldo i Neymar. W 2016 sięgnął z Bayernem Monachium po mistrzostwo Niemiec, Puchar Niemiec i Superpuchar Niemiec, zdobywając przy tym 46 bramek we wszystkich rozgrywkach, a także dotarł z reprezentacją Polski do ćwierćfinału Mistrzostw Europy we Francji. Mimo tego zajął odległe 16. miejsce w plebiscycie. Po ogłoszeniu wyniku skomentował plebiscyt, zamieszczając na swoim profilu na Twitterze post w języku francuskim: „le cabaret” (pol. kabaret), co odbiło się szerokim echem w mediach. W odpowiedzi francuski dziennik „L’Équipe” wypomniał Polakowi na swoich łamach zdobycie tylko jednego gola podczas finałów minionych mistrzostw Europy. W 2018 Lewandowski został pominięty na liście 30 nominowanych do nagrody. Decyzję tłumaczono niezadowalającą postawą reprezentacji Polski na mistrzostwach świata i odpadnięciem z turnieju już po fazie grupowej.
W 2019 przybył na galę Złotej Piłki „France Football” jako strzelec 52 bramek w 55 meczach. Była to jego pierwsza wizyta na uroczystej gali francuskiego plebiscytu. Spekulacje odnośnie do pozycji Lewandowskiego podsycił przeciek medialny, dotyczący układu miejsc na widowni paryskiego teatru Châtelet, który zdradził, że podczas ceremonii Polak zasiądzie obok Lionela Messiego i Virgila van Dijka, wymienianych jako faworytów do miejsc 1–2. Ostatecznie zajął ósme miejsce, co spotkało się z rozżaleniem m.in. polskich i niemieckich mediów, a także kibiców. Pozycja Lewandowskiego po raz kolejny wywołała medialną dyskusję na temat wpływu popularności, rozpoznawalności i globalnej pozycji marketingowej piłkarzy na ich wyniki w tego rodzaju plebiscytach. Sam zainteresowany wspomniał, że traktuje wyniki plebiscytu z „przymrużeniem oka”. Polskie media zgodnie określały status Lewandowskiego w zestawieniach „France Football” jako „niedocenianego”. W czerwcu 2020 serwis football365.com umieścił go na 9. miejscu w rankingu najbardziej niedocenianych piłkarzy.
Przez ekspertów i bukmacherów wymieniany był jako faworyt do zdobycia Złotej Piłki za rok 2020, której ze względu na pandemię COVID-19 nie przyznano po raz pierwszy w historii plebiscytu. W grudniu 2020, po zdobyciu tytułów Piłkarza Roku UEFA, a następnie Piłkarza Roku FIFA, Lewandowski udzielił okładkowego wywiadu magazynowi „France Football”, w którym ocenił swoje szanse na nagrodę.
W 2021 był wymieniany jako jeden z głównych faworytów do zwycięstwa w plebiscycie. Kandydował do nagrody jako najlepszy strzelec roku kalendarzowego 2021 na świecie, uzyskując w nim 64 trafienia. W ocenianym roku odegrał kluczową rolę w zdobyciu dla Bayernu mistrzostwa Niemiec, bijąc przy tym 49-letni rekord Gerda Müllera w liczbie bramek zdobytych w jednym sezonie Bundesligi, poprzez zdobycie 41 goli w 34 kolejkach (gdzie Lewandowski zdobył to rekordowo – 41 goli w 29 meczach), a także zdobył trzy trafienia w finałach Mistrzostw Europy. Bukmacherzy upatrywali w nim faworyta naprzemiennie z Lionelem Messim. Jako faworyt do zwycięstwa wymieniany był również przez wielu byłych piłkarzy i osobistości futbolu, m.in. Rivaldo, Paolo Maldiniego, Michaela Owena, Olivera Kahna i wielu innych.
29 listopada 2021 wraz z żoną, najbliższą rodziną i współpracownikami przybył na galę plebiscytu do paryskiego Théâtre du Châtelet, gdzie został owacyjnie powitany przez publiczność zgromadzoną wokół czerwonego dywanu. Plebiscyt po raz siódmy w historii wygrał Lionel Messi, natomiast Robert Lewandowski z dorobkiem 580. punktów (Messi, 613) zajął 2. miejsce. Lewandowski stał się wówczas najwyżej sklasyfikowanym Polakiem w historii plebiscytu „France Football”, a także trzecim w historii, który znalazł się w finałowej trójce, po Kazimierzu Deynie oraz Zbigniewie Bońku, którzy zajmowali 3. pozycję odpowiednio w 1974 i 1982 roku.
Robert Lewandowski otrzymał na gali nagrodę dla Napastnika Roku, przyznaną przez „France Football” po raz pierwszy w historii plebiscytu Złotej Piłki i wygłosił przemówienie.
Zwycięzca plebiscytu Lionel Messi w przemówieniu po odebraniu nagrody stwierdził, że Robert Lewandowski powinien otrzymać Złotą Piłkę za 2020 rok.
Miejsca zajmowane przez Roberta Lewandowskiego w plebiscycie Złotej Piłki
| Rok  | Miejsce |
| ---- | ------- |
| 2013 | 13      |
| 2015 | 4       |
| 2016 | 16      |
| 2017 | 9       |
| 2019 | 8       |
| 2021 | 2       |
| 2022 | 4       |
| 2023 | 12      |

## Kulisy transferów

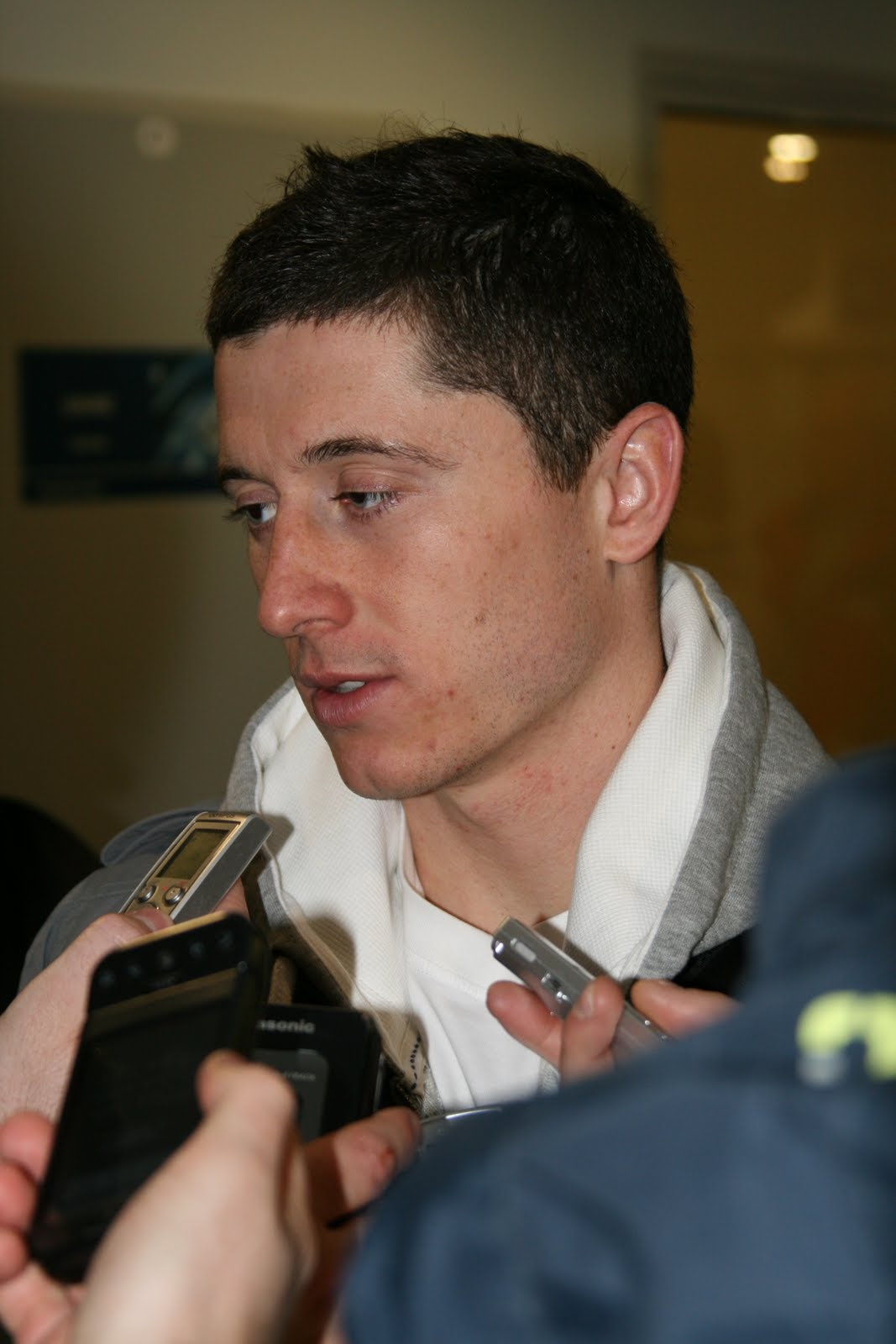
Robert Lewandowski udzielający wywiadu w 2010

### Transfer do Lecha Poznań
W 2008 jako piłkarz Znicza Pruszków otrzymał oferty m.in. z Lecha Poznań, Wisły Kraków, Legii Warszawa, Cracovii i Jagiellonii Białystok. Ze względu na chęć występów w europejskich pucharach rozważał transfer do Wisły, Lecha i Legii, co do której był jednak zniechęcony po sytuacji z 2006, kiedy to nie zdecydowano się na dalszą współpracę z nim. Z czasem do historii polskich mediów piłkarskich przeszły słowa ówczesnego dyrektora sportowego Legii Warszawa, Mirosława Trzeciaka, pt. „Możesz sprzedawać Lewandowskiego, mamy nowego piłkarza, Arruabarrenę”, wypowiedziane w rozmowie telefonicznej z prezesem Znicza Pruszków, Sylwiuszem Muchą-Orlińskim. Ostatecznie sprowadzenie do warszawskiego klubu Hiszpana, okazało się fiaskiem, a wybór Trzeciaka określono jedną z największych pomyłek transferowych w Polsce. W tym czasie Lewandowski odrzucił także ofertę z Sybiru Nowosybirsk. Ostatecznie najbardziej zdeterminowany do pozyskania perspektywicznego napastnika okazał się Lech Poznań.

### Transfer do Borussii Dortmund

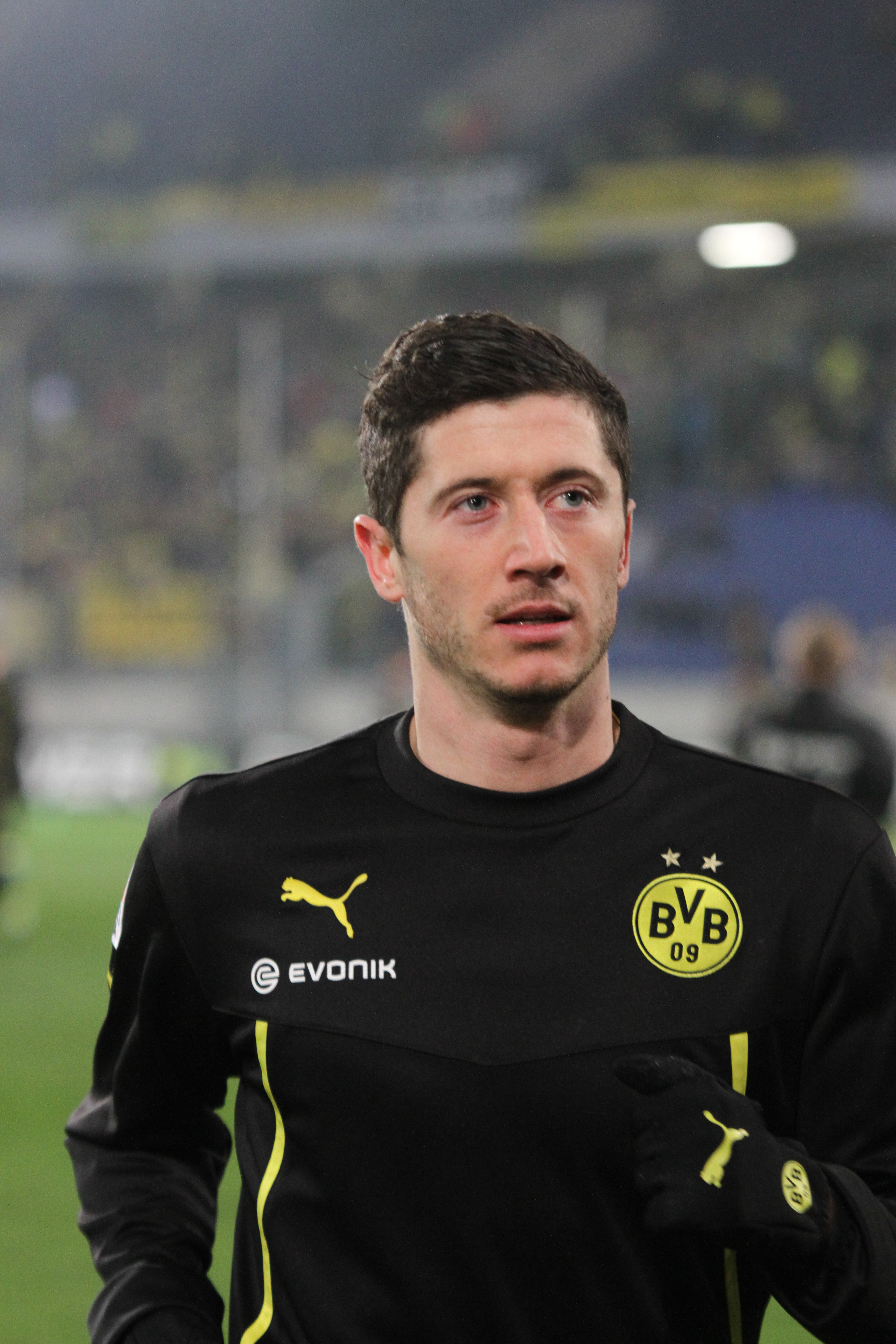
Lewandowski jako piłkarz Borussii Dortmund, 2014

Franciszek Smuda, były trener Lecha, przyznał, że podczas sezonu 2009/2010 niemal na każdym meczu Lewandowskiego obecni byli wysłannicy Borussii Dortmund, a dwukrotnie na meczach poznańskiej drużyny pojawił się trener Jürgen Klopp. Klub miał zaproponować 2,5 mln euro za transfer Lewandowskiego, jednak władze Lecha odrzuciły ofertę. Zainteresowane transferem Lewandowskiego był także m.in. niemiecki TSG 1899 Hoffenheim oraz kluby ze Wschodu, Zenit Petersburg, Fenerbahçe SK i Szachtar Donieck, który oferował za transfer 6 mln euro. Lewandowski i jego menedżer rozważali jedynie transfer do zachodniej ligi. Piłkarz rozmawiał także z Blackburn Rovers, natomiast realizację kolejnego etapu negocjacji, jakim miała być wizyta Polaka w angielskim klubie, uniemożliwiła erupcja wulkanu Eyjafjallajökull, która zatrzymała połączenia lotnicze. Chęć zakupu napastnika miały też władze Genoi CFC – od transferu Lewandowskiego dzieliły tylko testy medyczne, jednak na ostatnim etapie, transakcji nie zatwierdził prezydent włoskiego klubu, Encrico Preziosi, poza tym Genoa nie spełniła finansowych oczekiwań Lecha. W 2018 pojawiła się informacja o tym, że w archiwum włoskiego klubu ciągle miał znajdować się przygotowany dla Lewandowskiego kontrakt, który traktowany był przez działaczy klubu jako ostrzeżenie przed popełnieniem kolejnych transferowych błędów i zachęta do podejmowania ryzyka.
Ze względu na rosnącą pozycję w światowym futbolu, Lewandowski podczas występów w Borussii Dortmund zaczął wzbudzać zainteresowanie największych klubów świata. Po strzeleniu czterech bramek w półfinałowym spotkaniu Ligi Mistrzów z Realem Madryt media informowały, że Królewscy interesują się kupnem piłkarza. W 2020 potwierdzono, że siedem lat wcześniej Lewandowski otrzymał ofertę podpisania kontraktu z Realem Madryt. Portal Onet.pl dotarł do sporządzonego w grudniu 2013 kontraktu, formalizującego szczegóły przenosin Polaka na Santiago Bernabéu, który to dokument miał obowiązywać do 30 czerwca 2020 i opiewać na kwotę ok. 75,5 mln euro. Lewandowski za podpisanie umowy miał otrzymać premię w wysokości 10,9 mln euro brutto, za każdy sezon inkasowałby 8,6 mln euro, natomiast za każdy rok spędzony w Madrycie – kolejne 1,5 mln euro brutto. Onet.pl ustalił, że klauzula wykupu Polaka miała opiewać na 150 mln euro. Mimo że umowę podpisami firmowali: José Angel Sánchez, ówczesny dyrektor generalny, jeden z najbliższych współpracowników prezydenta klubu Florentino Péreza, oraz Manuel Redondo Sierra, szef gabinetu prezydenta, transakcja nie doszła do skutku, gdyż w chwili złożenia propozycji Lewandowski był związany umową ustną z władzami Bayernu Monachium, a w styczniu 2014 podpisał już niezbędne dokumenty dotyczące transferu do klubu.
W 2014, po potwierdzeniu transferu do Bayernu, francuski trener Arsène Wenger przyznał, że był zainteresowany sprowadzeniem polskiego napastnika do Arsenalu. W sierpniu 2020 holenderski trener piłkarski Louis van Gaal, zdradził, że w 2014, po objęciu Manchesteru United, chciał sprowadzić Lewandowskiego do swojej drużyny. W 2020 w wywiadzie dla „France Football” ujawnił, że w 2012 był bliski transferu do Manchesteru United i odbył rozmowę z ówczesnym trenerem tej drużyny, sir Alexem Fergusonem, który chciał sprowadzić go na Old Trafford. Przyznał, że był gotowy na transfer, natomiast Borussia Dortmund nie zdecydowała się na jego sprzedaż.

### Transfer i okres występów w Bayernie Monachium

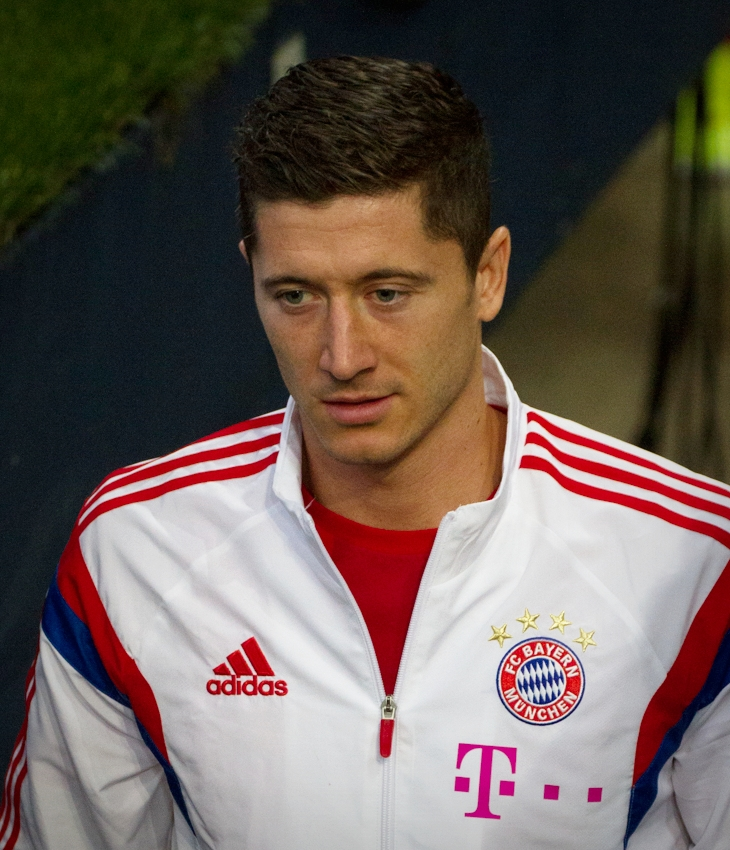
Lewandowski jako piłkarz Bayernu Monachium, sierpień 2014

Mimo przenosin Lewandowskiego do Bayernu, temat transferu piłkarza do Madrytu pojawiał się na okładkach czołowych sportowych gazet jeszcze podczas kilku następnych okien transferowych. W 2015 hiszpański dziennik „AS” poinformował o rozmowach, jakie Kucharski miał odbywać z Realem w związku z ewentualnym transferem Lewandowskiego. Ostatnie doniesienia o możliwości transferu Lewandowskiego do Realu pojawiły się w 2018 – przy okazji zmiany przez niego menedżera, którym został izraelski agent Pini Zahavi. Wśród klubów zainteresowanych Polakiem wymieniano wówczas również m.in. drużyny angielskie, Chelsea i Manchester United, a także Juventus oraz Paris Saint-Germain. Spekulacje medialne podsycały wypowiedzi ekspertów w Niemczech, a także incydent, kiedy to zmieniony w jednym z ligowych meczów Lewandowski nie podał ręki trenerowi Juppowi Heynckesowi. Piłkarz w wywiadzie dla Onet.pl z 2019 potwierdził, że w sezonie 2018/2019 rzeczywiście rozważał zmianę barw klubowych i był to dla niego dość trudny czas. Spekulacje transferowe i gorącą medialną atmosferę zakończyło podpisanie przez Lewandowskiego nowego kontraktu z Bayernem, obowiązującego do 30 czerwca 2023. W 2016 poinformował, że nie przyjął oferty od jednego z klubów z Bliskiego Wschodu.
W 2020 w wywiadzie dla katalońskiego „Sportu” przyznał, że 18 kwietnia 2017, po rewanżowym spotkaniu ćwierćfinału Ligi Mistrzów pomiędzy Realem Madryt a Bayernem Monachium, Cristiano Ronaldo i Sergio Ramos namawiali go do transferu do Realu.

## Biznes

Baner z podobizną Roberta Lewandowskiego

Prowadzi działalność m.in. w branżach: reklamowej, inwestycyjnej, deweloperskiej, mieszkaniowej i biotechnologicznej. Jest udziałowcem spółki Protos Venture Capital, przez którą inwestuje w startupy, e-commerce i serwisy internetowe. Posiada własną agencję Stor9_, specjalizującą się w komunikacji marketingowej, która zajmuje się zawodowym wizerunkiem piłkarza oraz jego żony, ułatwiając zarządzanie ich działaniami o charakterze biznesowym.
Jest właścicielem akademii piłkarskiej w Warszawie.
Jest udziałowcem serwisów internetowych, w tym sporticos.com, lokalnyrolnik.pl i wedding.pl. Posiada udziały m.in. w spółkach LS Investments, RL Investments czy RL Management, zajmującej się wynajmem i zarządzeniem nieruchomościami, a także w sklepie piłkarskim Zgoda FC. W 2017 za pośrednictwem RL Investments nabył 49 proc. udziałów w domu mediowym RL Media, uruchomionym przez holding marketingowy Group One.
W 2019 wprowadził na rynek markę RL9 Pro, mającą na celu sprzedaż produktów przeznaczonych dla sportowców i osób aktywnych fizycznie. Pierwszym produktem, który trafił do sprzedaży, był napój izotoniczny sygnowany inicjałami Lewandowskiego, który powstał przy ścisłej współpracy z firmą Oshee. W 2020 do sprzedaży trafiły kawy sygnowane logo RL9 Coffee, poinformowano także o inwestycji piłkarza w otwarcie restauracji w budynku XIX-wiecznej zabytkowej warzelni na terenie Browarów Warszawskich, ostatecznie sportowy lokal i restaurację otwarto w październiku 2021 pod nazwą Nine’s. Uwagę opinii publicznej przyciągnęły plany Lewandowskiego dotyczące planów jego wielomilionowej inwestycji w wybudowanie restauracji na wodzie na Mazurach w ramach projektu Wodny Świat. Ostatecznie piłkarz wycofał się ze spółki Nowe Mazury 8 odpowiedzialnej za inwestycję.
W sierpniu 2020 podpisał umowę inwestycyjną z Movie Games, notowanym na warszawskiej giełdzie producentem i wydawcą gier komputerowych, dzięki czemu stał się udziałowcem spółki zajmującej się produkcją gier o tematyce sportowej. W tym samym roku zainwestował m.in. w aplikację Less, umożliwiającą handel używanymi ubraniami. W styczniu 2021 zainwestował w firmę Bio-lider, która oferuje biopreparaty dla rolników.

W 2019 znalazł się na trzecim miejscu w rankingu 50. najbardziej wpływowych ludzi w polskim sporcie według „Forbesa” i Pentagon Research, a także zajął 21. miejsce w rankingu 50. najbardziej wpływowych Polaków tygodnika „Wprost”. W 2020 dotarł do pierwszego miejsca rankingu najbardziej wpływowych ludzi w polskim sporcie według „Forbesa” i Pentagon Research.

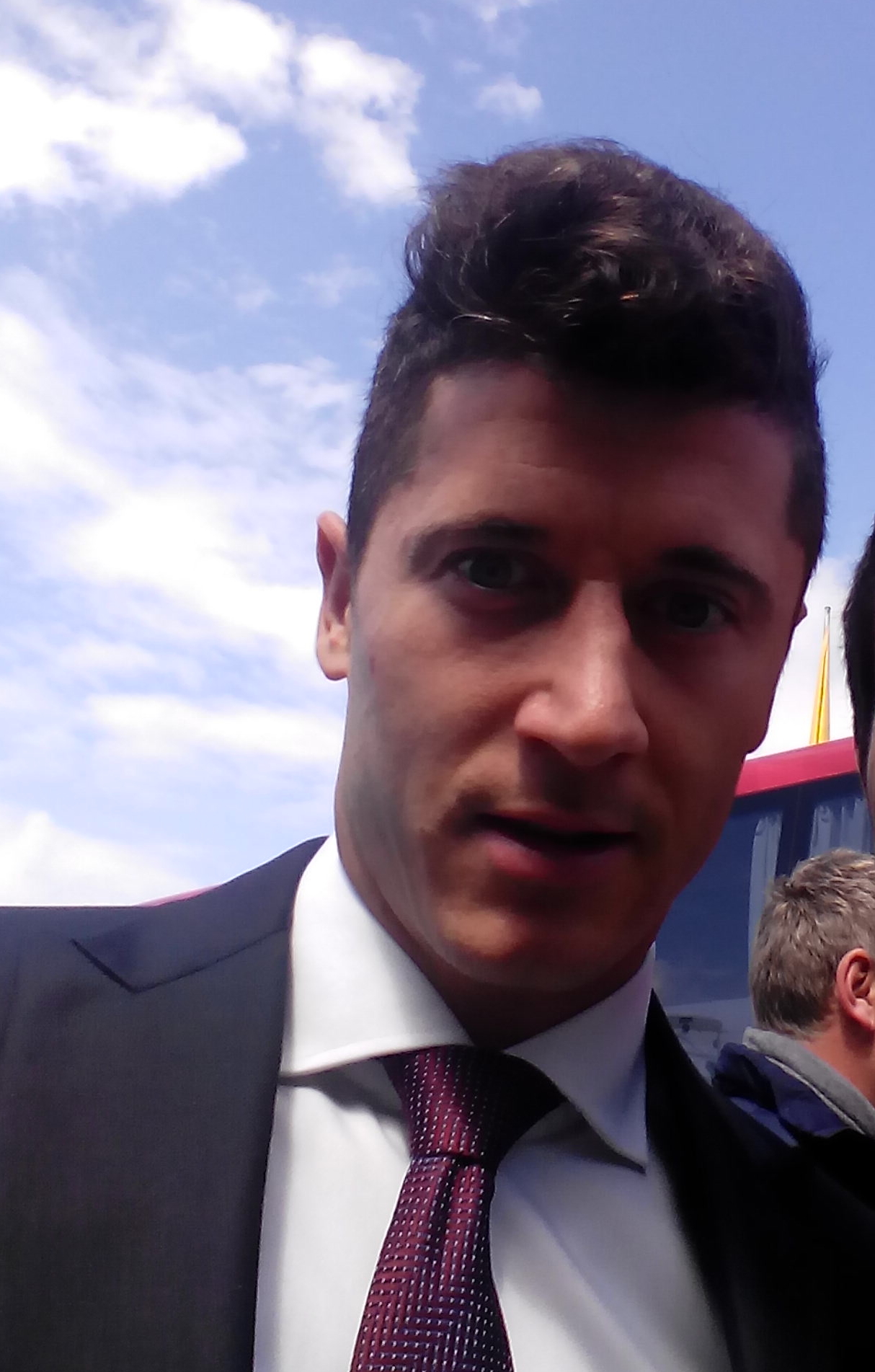
Robert Lewandowski (2016)

### Majątek
Zarobki piłkarza początkowo były dość niewielkie: za grę w klubie Delta Warszawa otrzymywał ponad 1 tys. zł miesięcznie, w III-ligowej drużynie Legii Warszawa inkasował 2,5 tys. zł miesięcznie, a w Zniczu Pruszków – 1,8 tys. zł. Podczas gry w Lechu Poznań zarabiał już kilkadziesiąt tysięcy miesięcznie.
Odkąd trafił do Niemiec, jego zarobki kalkulowane były w milionach – po przejściu do Borussii w 2010 ustalił pensję w wysokości 1,5 mln euro miesięcznie. Znalazł się m.in. w rankingu najlepiej opłacanych piłkarzy 2020 według „Forbesa” (miał wówczas zarobić 28 mln dolarów – 24 mln z kontraktu i 4 mln z umów reklamowych).
W 2018, z majątkiem szacowanym na 353 mln zł, wraz z żoną zajął 94. miejsce w rankingu 100 najbogatszych Polaków tygodnika „Wprost”. Rok później, z majątkiem 450 mln złotych, para uplasowała się na 88. pozycji, natomiast w 2020 zajęli 80. pozycję, gromadząc pół miliarda złotych.
Lista 100. najbogatszych Polaków tygodnika „Wprost”
| Rok  | Miejsce | Majątek (w mln zł) |
| ---- | ------- | ------------------ |
| 2018 | 94      | 353                |
| 2019 | 88      | 450                |
| 2020 | 80      | 500                |

## Sponsorzy i reklama

Ilustracja przedstawiająca Roberta Lewandowskiego przed meczem otwarcia Euro 2012

W 2013 podpisał kontrakt z koncernem Nike, który został sponsorem jego wyposażenia sportowego – występuje w obuwiu linii Hypervenom i Phantom.
Współpracuje reklamowo z koncernem Procter & Gamble, od 2011 był jedną z twarzy marki Gillette. W 2018, kiedy współpraca dobiegła końca, Lewandowski po raz pierwszy od dawna zaprezentował się publicznie w zaroście, czego zakazywał kontrakt z firmą. Do współpracy z Gillette powrócił w 2020. Od 2016 jest jedną z twarzy kampanii reklamowej Head & Shoulders.
Reklamował firmy Panasonic oraz T-Mobile. Współpracował reklamowo z koncernem Coca-Cola, następnie został międzynarodowym ambasadorem marketingowym firmy Oshee Polska, produkującej napoje izotoniczne. W 2025 został ambasadorem produkującej izotoniki marki DrWitt.
Współpracował z firmą odzieżową Vistula. W 2021 został ambasadorem marki 4F, polskiego producenta odzieży i akcesoriów sportowych.
W 2018 podpisał międzynarodowy kontrakt z Lagardere Sports, jedną z największych agencji marketingowych działających w sferze sportu i rozrywki.
W 2015 rozpoczął współpracę z chińską marką Huawei, a w 2020 został ambasadorem firmy na Europę. 7 marca 2022 zakończył współpracę marketingową z przedsiębiorstwem, wstrzymując tym samym realizację świadczeń promocyjnych. Choć oficjalnie nie podano przyczyn zakończenia współpracy, nastąpiło ono bezpośrednio po doniesieniach Daily Mail sugerujących, że chiński koncern wspiera rząd Federacji Rosyjskiej w zwalczaniu cyberataków po inwazji na Ukrainę.
W 2023 wraz z żoną został amabasadorem polskiej marki rowerów Storm. W 2024 został twarzą polskiej platformy G2A, specjalizującej się w sprzedaży gier komputerowych. W 2025 wziął udział w kampanii reklamowej marki Hugo Boss.

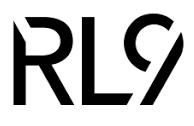
Logo Roberta Lewandowskiego

## Wpływ na popkulturę
Znalazł się na okładkach polskich wersji gier FIFA 14 i FIFA 15. W 2016 na platformy Android i iOS wydana została gra Lewandowski: Euro Star 2016. W grze FIFA 18 pojawiła się cieszynka Lewandowskiego, ręce skrzyżowane w kształt litery „X” i palce wskazujące skierowane ku górze. W grze FIFA 20 otrzymał najlepszą możliwą kartę w grze z oceną ogólną 99. Znalazł się w drużynie roku FIFA 21.
Jest najpopularniejszym Polakiem w mediach społecznościowych – w serwisach Facebook, Twitter i Instagram obserwuje go łącznie ponad 62 mln ludzi, a jego działalność na TikToku była komentowana przez opinię publiczną. W czerwcu 2020 niemiecki „Sport Bild” poinformował, że Lewandowski za publikację jednego sponsorowanego posta na Instagramie może otrzymywać nawet 85 tys. euro. Administratorem profili Lewandowskiego w mediach społecznościowych jest jego wieloletni przyjaciel, Tomasz Zawiślak. 
Jest bohaterem filmu dokumentalnego Lewandowski – Nieznany (2023) zrealizowanego dla platformy Amazon Prime Video. W serialu Ironheart (2025) należącym do MCU jego nazwisko pojawia się na liście osób dokonujących transakcji na czarnym rynku.

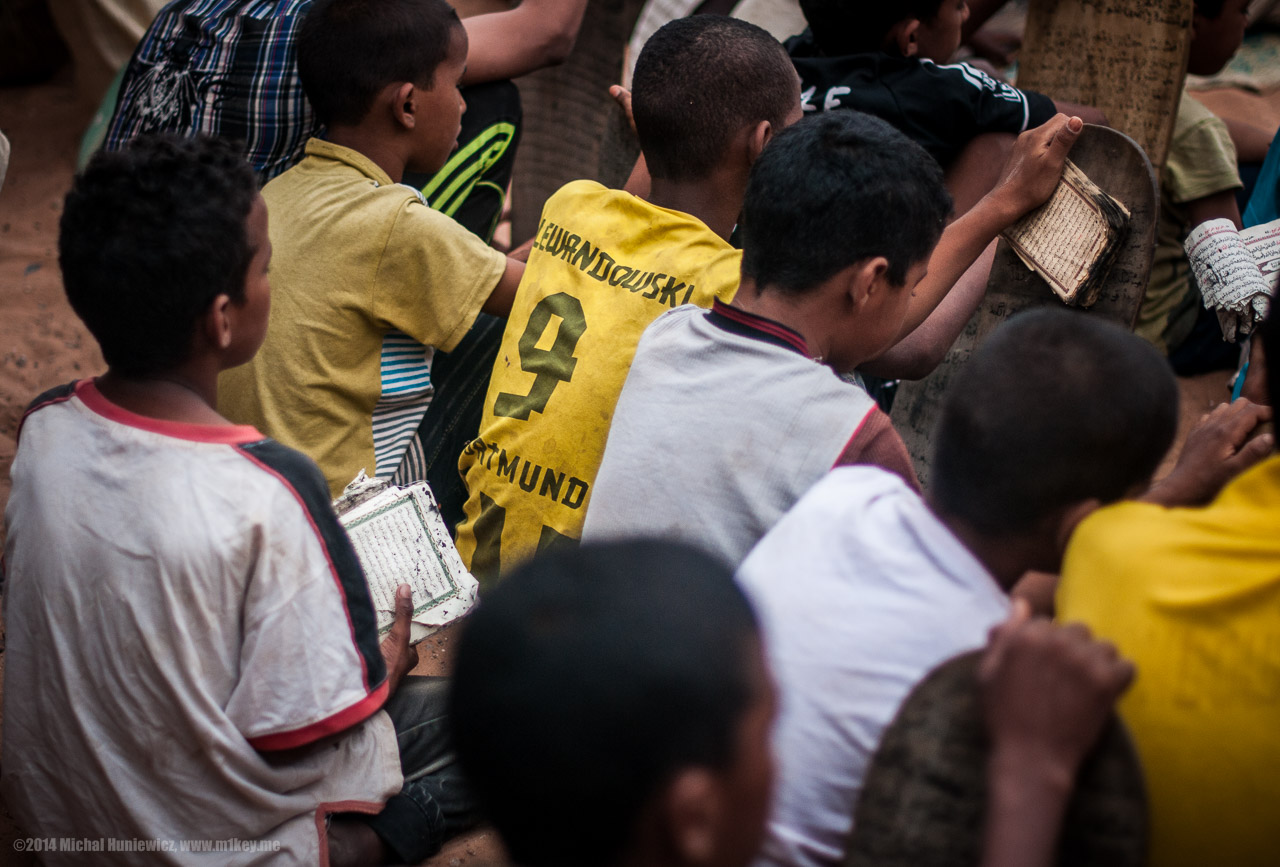
Dziecko w Mauretanii w koszulce Roberta Lewandowskiego

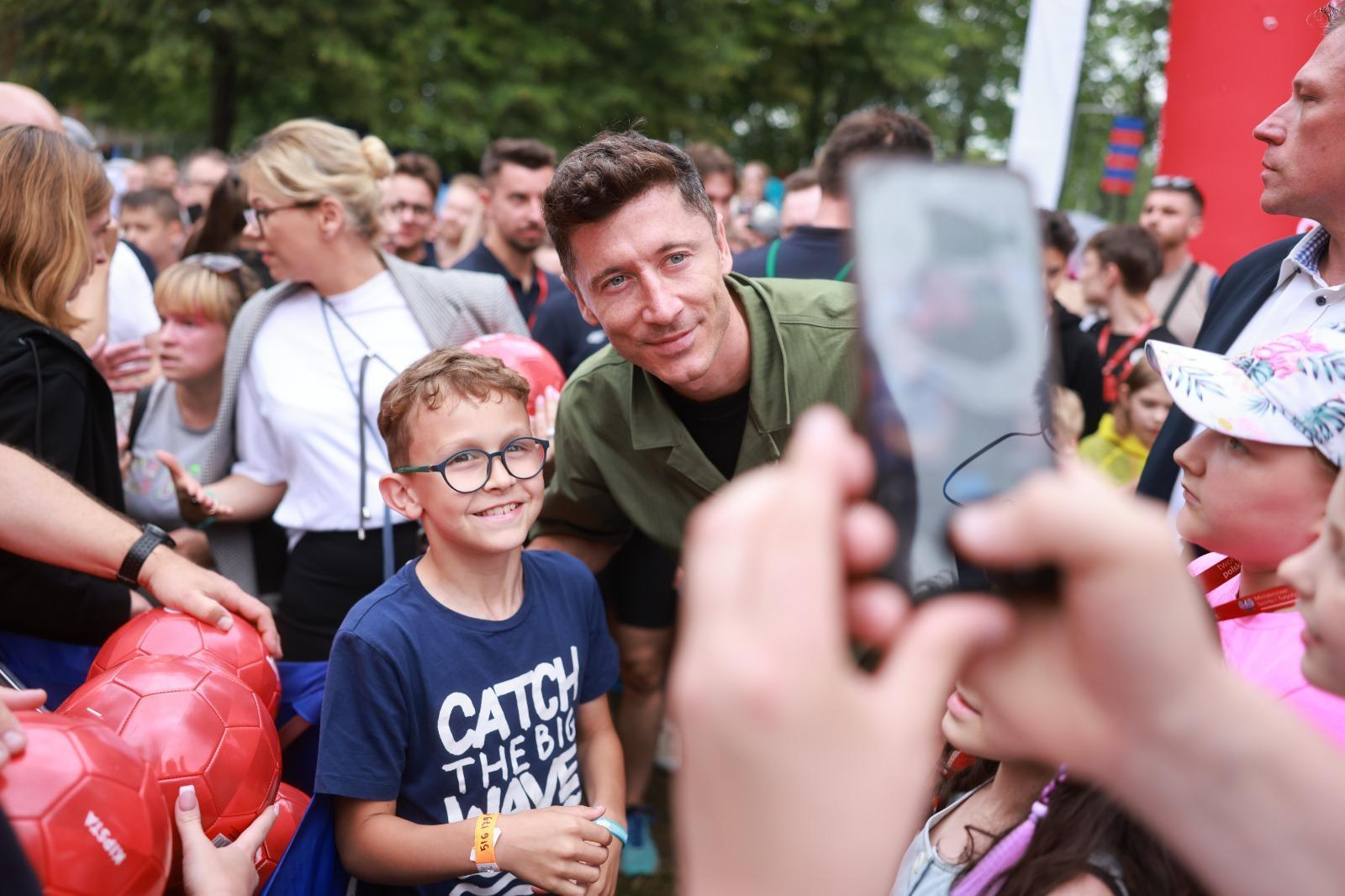
Robert Lewandowski podczas 10. edycji Dnia Dziecka w KPRM (2024)

## Działalność społeczna
Czynnie wspiera wiele inicjatyw społecznych i charytatywnych. Bierze udział w akcji Szlachetna Paczka, a także wspiera finały Wielkiej Orkiestry Świątecznej Pomocy i pomaga potrzebującym. W 2020 wraz z żoną przekazał 500 tys. złotych na rzecz Centrum Zdrowia Dziecka, dzięki czemu szpital mógł wyremontować oddział rehabilitacji, który został zalany i częściowo zniszczony w wyniku nawałnicy, jaka przeszła nad Polską w październiku 2017. W tym samym roku para przekazała także darowiznę w wysokości miliona euro na rzecz walki z pandemią COVID-19. Wykorzystując zasięg swoich kont w mediach społecznościowych, zaapelował o noszenie maseczek w okresie światowej pandemii COVID-19. W 2021 przekazał na aukcję WOŚP koszulkę, w której wystąpił podczas finału Ligi Mistrzów UEFA 2019/2020; pamiątkę wylicytowano za ponad 100 tys. zł.
Od 2014 jest ambasadorem dobrej woli UNICEF. W czerwcu 2014, w ramach misji tej organizacji, odwiedził obóz dla uchodźców Zaatari w Jordanii i wziął udział w kampanii Głos Dzieci, w której z ramienia UNICEF i Unii Europejskiej apelował o wsparcie dla dzieci dotkniętych kryzysami humanitarnymi. Wspierał również działania prowadzone przez UNICEF po trzęsieniu ziemi w Nepalu o nazwie #PamiętamyPomagamy oraz akcję Reszta w Twoich rękach, w której ramach zaprojektował pamiątkowy dukat przedstawiający uśmiechniętego chłopca z piłką.
W 2018 wsparł akcję charytatywną mającą na celu zbiórkę pieniędzy niezbędnych do rehabilitacji polskiego kolarza Ryszarda Szurkowskiego.
9 stycznia 2022 za 280 tys. zł. wylicytował złoty medal olimpijski Dawida Tomali, który zwyciężył w konkurencji chodu na 50 kilometrów podczas igrzysk olimpijskich w Tokio. Dochód z licytacji został przeznaczony na sfinansowanie operacji ciężko chorego chłopca. W marcu 2022 Lewandowski zwrócił lekkoatlecie wylicytowany wcześniej medal.
W 2022 potępił inwazję Rosji na Ukrainę i wyraził solidarność z narodem ukraińskim występując z opaską w barwach narodowych Ukrainy podczas meczu Bundesligi. Opaska trafiła następnie na licytację w Radiu 357, a dochód z niej, wynoszący 27 tys. złotych, został przekazany na zakup materiałów pierwszej pomocy medycznej i ich transport na Ukrainę.
W 2024 wziął udział w rządowej kampanii społecznej „Z Orlika na stadion”. W tym samym roku nawiązał współpracę z organizacją Oceana, działającą na rzecz chrony i odbudowy oceanów.

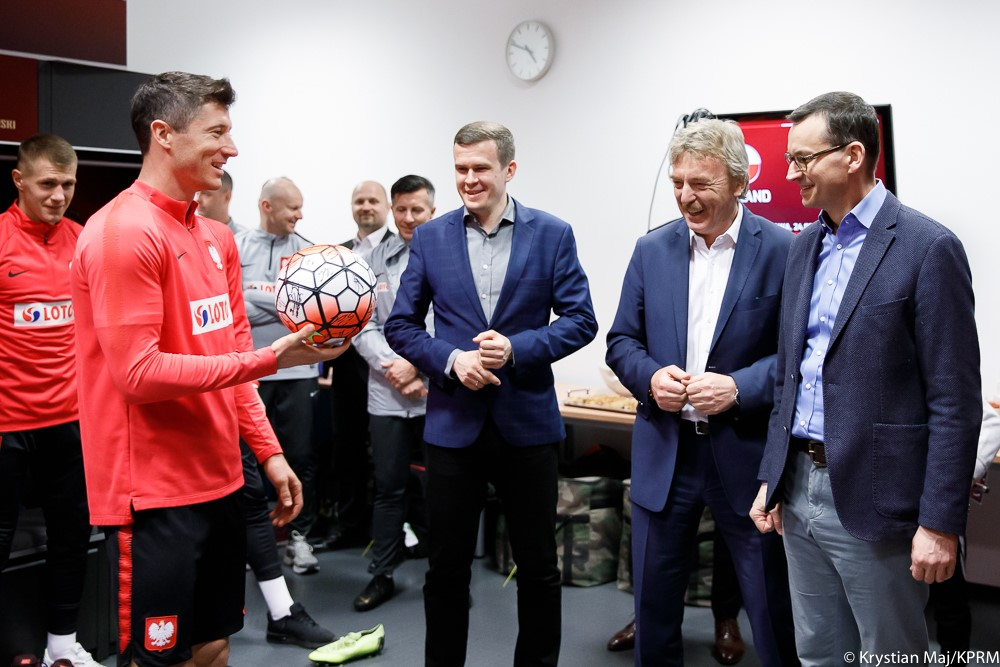
Robert Lewandowski, Witold Bańka, Zbigniew Boniek i Mateusz Morawiecki podczas spotkania na Stadionie Narodowym w Warszawie (2019)

## Pozostała działalność
W 2017 tworząc projekt pod nazwą Stamina, rozpoczął współpracę z producentem muzycznym, Donatanem. Został producentem wykonawczym, będąc odpowiedzialnym za przygotowanie materiałów muzycznych, dobór zapraszanych wykonawców, realizację oraz promocją, a także wystąpił w teledysku pt. Mansa Musa. Był także producentem wykonawczym singla Cleo pt. „Kły”.
W 2020 został ambasadorem Jubileuszu 65-lecia Totalizatora Sportowego.
W 2021 był gościem specjalnym na Expo 2020 w Dubaju. Jako laureat nagród Globe Soccer Award udzielił wywiadu w Al Wasl Plaza, a następnie wraz z żoną odwiedził Pawilon Polski.
W 2022 wraz z żoną gościł na 75. Międzynarodowym Festiwalu Filmowym w Cannes.

## Odznaczenia i uhonorowanie
19 listopada 2015 został uhonorowany tytułem „Zasłużony dla powiatu warszawskiego zachodniego”, zaś w lipcu 2015 został honorowym obywatelem gminy Leszno. W 2017 jego imieniem nazwano jedną z ulic w Kuźni Raciborskiej.
14 czerwca 2018, z okazji inauguracji Mistrzostw Świata w Piłce Nożnej 2018, Poczta Polska wprowadziła znaczek obiegowy z podobizną Roberta Lewandowskiego.
Jest laureatem Wielkiej Honorowej Nagrody Sportowej za 2020 rok.
22 marca 2021 prezydent RP Andrzej Duda odznaczył go Krzyżem Komandorskim Orderu Odrodzenia Polski za „wybitne osiągnięcia sportowe, za promowanie Polski na arenie międzynarodowej”.
30 kwietnia 2022 na wniosek dzieci i młodzieży został odznaczony Orderem Uśmiechu. Odznaczenie odebrał 1 września 2024 podczas uroczystości z okazji 65-lecia istnienia klubu Varsovia Warszawa, w którym rozpoczynał karierę piłkarską. Został 1050. laureatem orderu na świecie.

## Konflikt z Cezarym Kucharskim
Lewandowski przez ponad 10 lat reprezentowany był przez Cezarego Kucharskiego, byłego piłkarza, a później menedżera piłkarskiego, którego poznał pod koniec swojej kariery w Zniczu Pruszków. Kucharski pośredniczył przy transferach Lewandowskiego do Lecha Poznań, Borussii Dortmund i Bayernu Monachium. Relacje pomiędzy stronami zostały zachwiane w 2016, kiedy to rzeczywista wysokość wynegocjowanego nowego kontraktu Lewandowskiego z Bayernem różniła się od tej ustalonej pomiędzy piłkarzem a jego agentem.
We wrześniu 2020 „Der Spiegel” poinformował, że Kucharski złożył pozew do sądu przeciwko firmie marketingowej RL Managment, twierdząc, że Lewandowski nieprawidłowo rozlicza się z dochodów swojej firmy i wykorzystywał firmowe pieniądze do prywatnych celów. Menedżer wypowiedział umowę spółki i domagał się zwrotu wniesionych kosztów, szacując roszczenie na kwotę 39 mln zł. Lewandowski zaprzeczył tym oskarżeniom, uznając je za bezpodstawne i stwierdził, że jego były agent nie może pogodzić się z zakończeniem współpracy. Jak podał „Puls Biznesu”, Kucharski wniósł do spółki RL Management aportem prawa do wizerunku wspólnika (piłkarz sprzedał mu je w 2008) wycenione na 3,5 mln zł, a Lewandowski objął 98 proc. udziałów. Kucharski pełnił również rolę prezesa spółki, która w 2015 wykazała 9,9 mln zł zysku netto, w 2016 – 8,5 mln zł, a w 2017 – 7,3 mln zł.
„Die Welt” podał, że 23 października 2020 adwokat Lewandowskiego złożył do prokuratury zawiadomienie o uzasadnionym podejrzeniu popełnienia przestępstwa przez Kucharskiego. Wcześniej mec. Tomasz Siemiątkowski miał wysłać list do redaktora naczelnego „Der Spiegel”, w którym poinformował o kulisach sporu Lewandowskiego z Kucharskim, dając do zrozumienia, że piłkarz był szantażowany, a były agent miał żądać od niego pieniędzy za milczenie. Pełnomocnik piłkarza stwierdził również, że Kucharski był w stałym kontakcie z dziennikarzem „Der Spiegel” Rafaelem Buschmannem, zajmującym się tematem Football Leaks i nieprawidłowościami podatkowymi wśród piłkarzy, sugerując, że to właśnie były menedżer Lewandowskiego mógł być autorem doniesień i spekulacji przedstawionych na łamach tego dziennika, a ich publikacja realizacją szantażu.
27 października 2020 Kucharski został na wniosek prokuratury zatrzymany przez policję. 29 października 2020 Business Insider ujawnił nagranie fragmentu rozmowy Lewandowskiego z Kucharskim, podczas której padły słowa określane mianem szantażu. Były menedżer piłkarza nie przyznał się do zarzucanych mu czynów.

## Życie prywatne

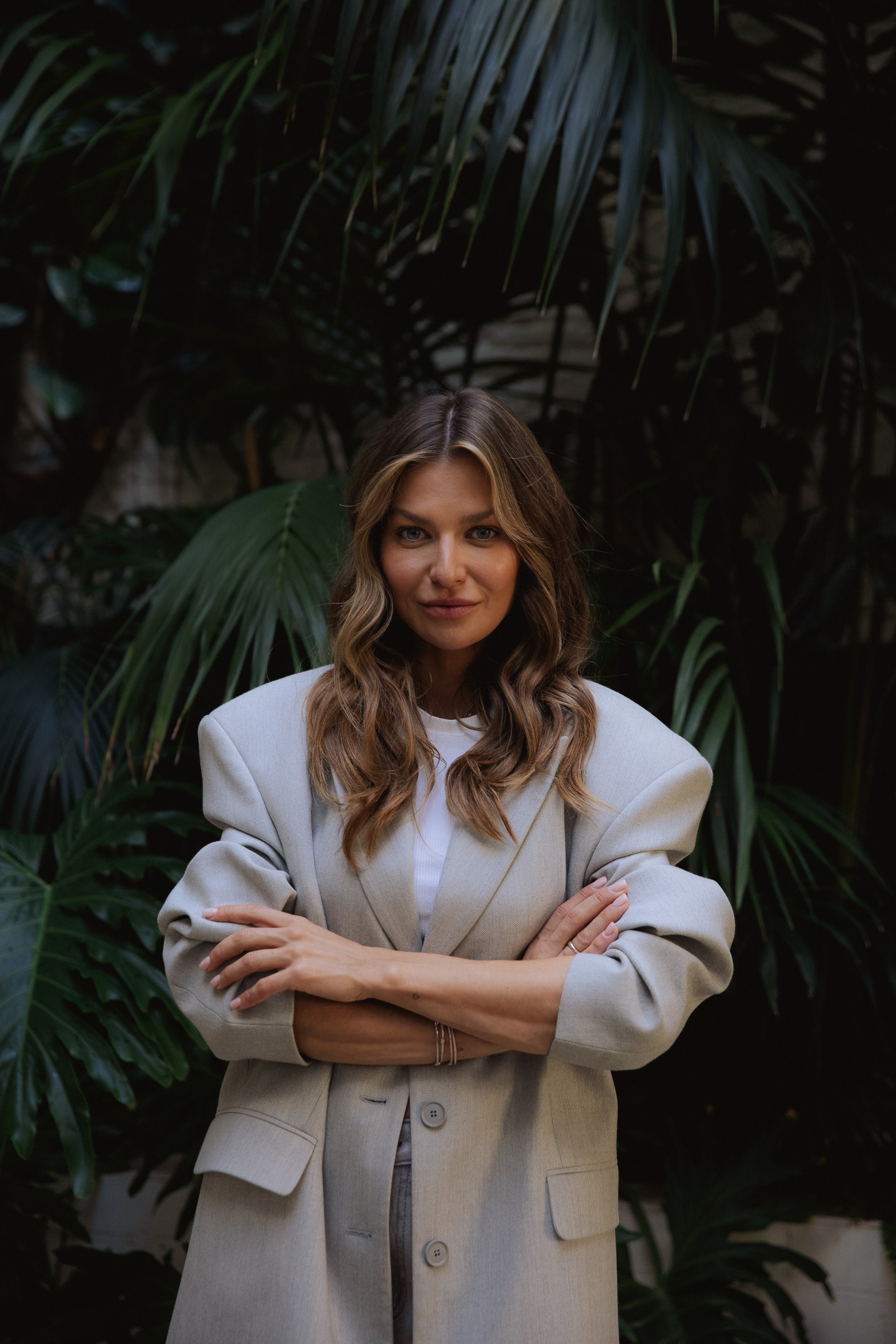
Anna Lewandowska, żona Roberta Lewandowskiego

22 czerwca 2013 w kościele Zwiastowania Najświętszej Maryi Panny Parafii św. Anny w Serocku poślubił Annę Stachurską, zawodniczkę karate i specjalistkę do spraw żywienia. Drużbą na ich ślubie był Sławomir Peszko. W 2023 para odnowiła przysięgę małżeńską. Mają dwie córki, Klarę (ur. 4 maja 2017) i Laurę (ur. 6 maja 2020). Rodzina mieszka w Sitges, w Hiszpanii. Małżonkowie są także właścicielami posiadłości w miejscowości Stanclewo, nad jeziorem Jełmuń, w okolicach Zakopanego oraz na Majorce. W 2017 otrzymali klucze do apartamentu Złota 44. W czasie występów Lewandowskiego w Bayernie para mieszkała w dzielnicy Bogenhausen, nieopodal Ogrodu Angielskiego w Monachium. Po transferze do FC Barcelony rodzina zamieszkała w Castelldefels, a następnie w Sitges.
Poza ojczystym językiem polskim, biegle posługuje się językami: angielskim i niemieckim, poza tym dobrze zna język rosyjski i podstawy języka hiszpańskiego. Jak przyznał w 2017 Rafał Maserak, jest świetnym tancerzem.

### Poglądy i wyznanie
Chroni swoją prywatność, a także nie ujawnia swoich poglądów politycznych. Wyjątkiem kiedy zabrał głos w kwestii politycznej było potępienie inwazji Rosji na Ukrainę w 2022 roku. Jest katolikiem. W 2012 wziął udział w akcji Nie wstydzę się Jezusa zainicjowaną przez Stowarzyszenie ks. Piotra Skargi. W 2014 podczas prywatnej audiencji dla piłkarzy Bayernu po meczu z Romą spotkał się w Watykanie z papieżem Franciszkiem.

### Zainteresowania
Jako kibic bywa na różnorodnych zawodach sportowych, a także wspiera reprezentantów Polski innych dyscyplin.
Jest fanem i amatorem tenisa oraz padla. Grywał m.in. z Aną Ivanović, żoną swojego przyjaciela Bastiana Schweinsteigera. Zna osobiście Novaka Djokovicia. Gościł na meczach serbskiego tenisisty podczas turniejów ATP w Katarze i Zjednoczonych Emiratach Arabskich, kiedy wraz z Bayernem przebywał w tych krajach na zgrupowaniach. W czerwcu 2022 gościł na meczach finałowych turnieju Roland Garros. Po finale kobiet osobiście pogratulował zwycięstwa Idze Świątek. W 2015 podczas pobytu na zgrupowaniu Bayernu Monachium w Katarze, spotkał się z reprezentantami Polski w piłce ręcznej, przygotowującymi się do rozgrywanych w tym kraju mistrzostw świata. W 2019 gościł na zawodach Pucharu Świata w skokach narciarskich w Oberstdorfie, gdzie spotkał się z reprezentantami Polski w tej dyscyplinie. Był również gościem na meczu żużlowym Stali Gorzów Wielkopolski.
Gra w golfa, jest wielbicielem sportów motorowodnych oraz motoryzacji. W 2017 i 2022 (jako gość Astona Martina) gościł na wyścigach Formuły 1 o Grand Prix Monako. W 2023 gościł w boksie zespołu Scuderia Ferrari podczas wyścigu Formuły 1 o Grand Prix Hiszpanii.
Korzysta z prywatnych jachtów i odrzutowców. Był właścicielem aut: Maserati GranTurismo Sport, Lamborghini Gallardo, Ferrari F12berlinetta, Ferrari 599 GTB Fiorano, Ferrari 812 Superfast, Porsche Cayenne GTS, Porsche 911 Speedster z limitowanej kolekcji modelu, Bentley Continental GT Speed Convertible, Mercedes S560 Maybach i wielu innych.